# Basiliek van Santa Maria Maggiore (Rome)
De basiliek van Santa Maria Maggiore (Basilica di Santa Maria Maggiore, Maria de Meerdere) is een belangrijke rooms-katholieke kerk met de rang van basilica maior. Ze is gelegen op de Esquilijnheuvel in de rione (wijk) Monti te Rome vlakbij het Station Roma Termini, en behoort tot het grondgebied van de Heilige Stoel. De basiliek is een van de zeven pelgrimskerken van Rome, en is de enige van de vier pauselijke basilieken in Rome waarvan het antieke bouwwerk intact bewaard is gebleven. Ze is vooral beroemd om de mozaïeken uit de 5e en de 13e eeuw.

## Stichting van de basiliek

### De stichting volgens de legende

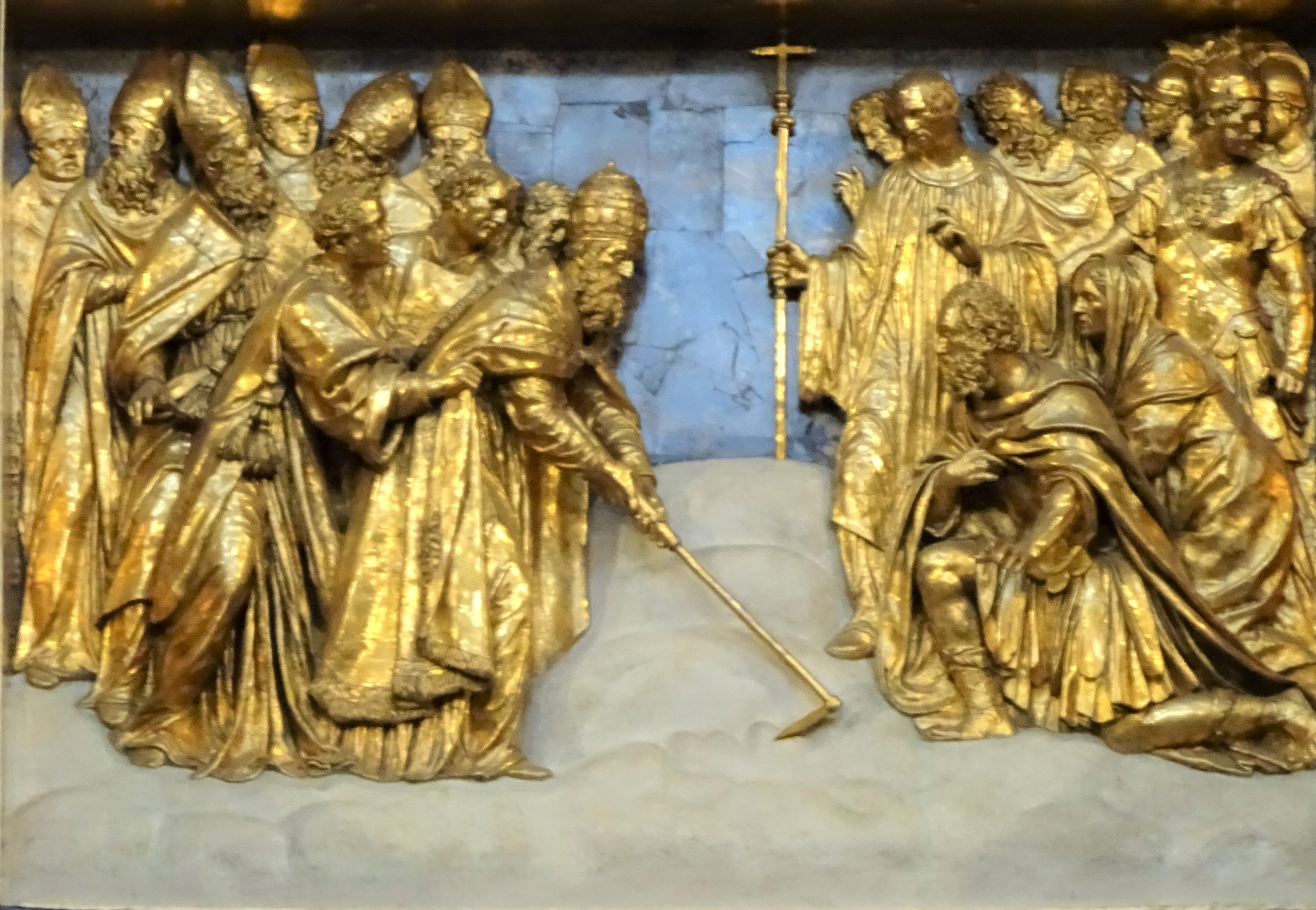
Paus Liberius tekent de omtreklijnen van zijn basiliek af in de sneeuw. Verguld bronzen reliëf in de Kapel van Paulus V.

In de nacht van 4 op 5 augustus van het jaar 352 had de Romeinse christen Johannes een ongewone droom. Hij droomde namelijk dat Maria hem de opdracht gaf om een kerk te stichten op een van de zeven heuvels van Rome, en wel op de plaats waar het 's anderendaags - begin augustus! - zou sneeuwen.
Toen Johannes de dag erna zijn opmerkelijke droom voorlegde aan paus Liberius, antwoordde deze exact hetzelfde gedroomd te hebben. En die dag, 5 augustus, zagen paus Liberius en Johannes inderdaad sneeuw neerdwarrelen op de Cispius, een van de hoogste punten van de Esquilijnheuvel. Daar bakende paus Liberius de omtreklijnen af van de kerk waarvan de bouw dan werd gefinancierd door Johannes. Dit wonder verwijst naar de toevoeging "ad Nives" ("ter sneeuw") bij de Latijnse naam van de kerk (Basilica Sanctae Mariae Maioris ad Nives), en leidde tot de devotie rond Onze-Lieve-Vrouwe ter Sneeuw. Naar de paus die, althans volgens deze legende, de kerk heeft gesticht wordt ze in het Italiaans vaak omschreven als de "Basilica Liberiana".
De stichtingslegende is uitgebeeld op het 13e-eeuwse mozaïek op de gevel van de kerk (zie kopje Exterieur). Elk jaar wordt ze op 5 augustus in deze basiliek herdacht tijdens de hoogmis in de voormiddag en tijdens de vespers.
Van deze (eerste?) basiliek gebouwd onder paus Liberius resten geen archeologische bewijzen, maar enkel twee vermeldingen in de Liber Pontificalis. Bij opgravingen onder de huidige basiliek werden er geen sporen van een eerder kerkgebouw aangetroffen, mogelijk stond die Basilica Liberiana iets verderop op de Esquilijn.

### De historische stichting van de basiliek

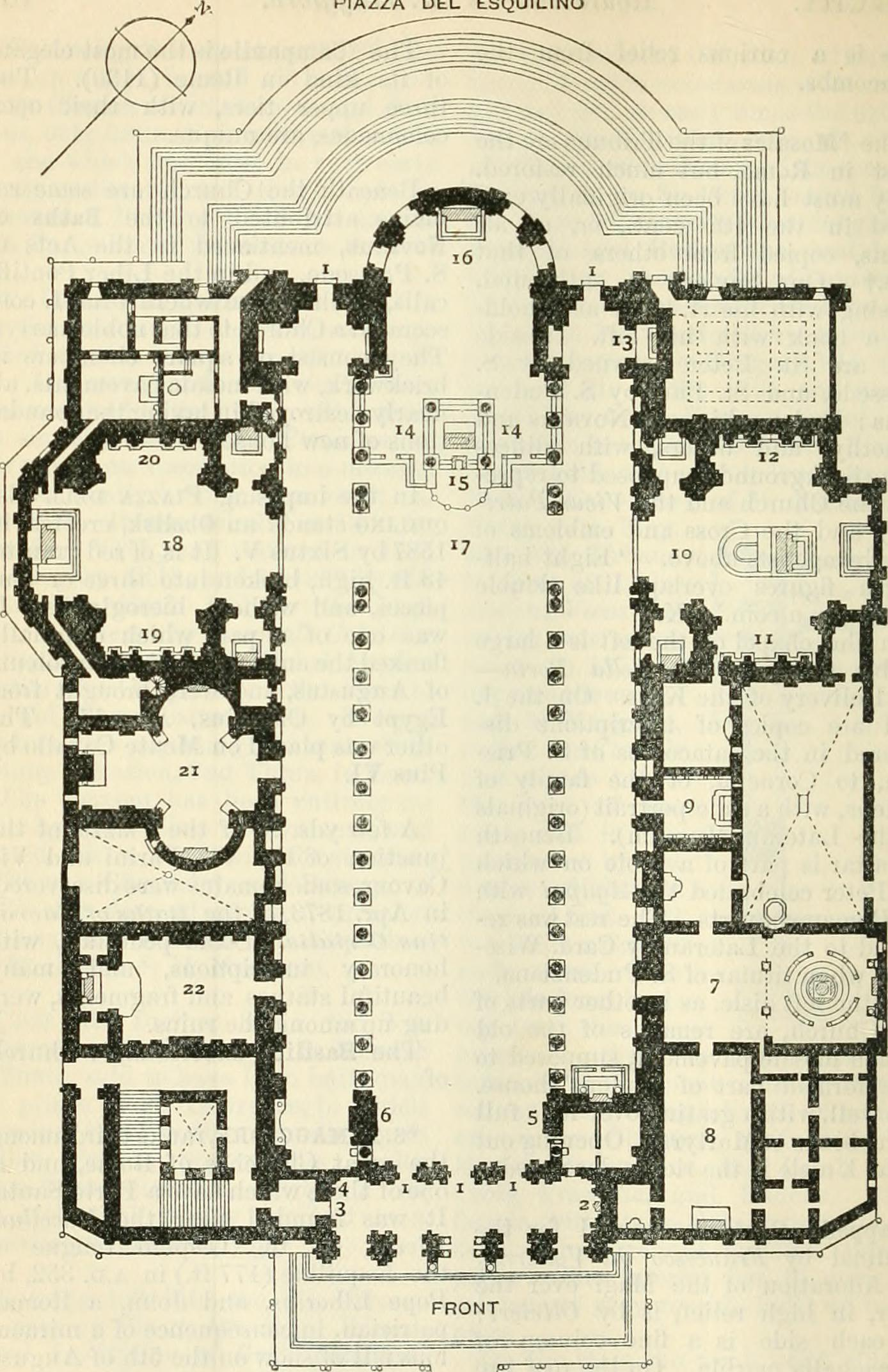
Grondplan (1899).

In 431 boog de katholieke Kerk zich in het eerste Concilie van Efeze over de twistvraag of Maria de Moeder van God was (Θεοτὀκος) in spirituele dan wel in letterlijke betekenis, iets waarover de Assyrische Kerk van het Oosten dwars lag. Het besluit van dit concilie was dat Maria niet enkel de moeder van Jezus van Nazareth was, maar ook de Moeder Gods.
Ter bevestiging van dit dogma liet paus Sixtus III in het jaar 432 in Rome een basiliek oprichten, gewijd aan Maria. De toevoeging "de Meerdere" aan de naam van de basiliek (Latijn: Maior; Italiaans Maggiore) duidt aan dat deze basiliek, hoewel niet de oudste, toch de belangrijkste is van de meer dan 80 kerken die in Rome zijn gewijd aan Maria.

## Bouwplan en structuur van de basiliek
Eenmaal het christendom officieel toegelaten in het Romeinse rijk, werden voor deze eredienst gebedshuizen opgericht die (in tegenstelling tot de tempels voor de heidense goden) geschikt moesten zijn om grote aantallen gelovigen te ontvangen. Hiervoor volgden de opdrachtgevers vaak het bouwplan van de antieke basilica (markthal). Deze bestaat in essentie in een langwerpige overdekte zaal die door twee zuilenrijen wordt ingedeeld in een breed, hoog middenschip en twee smallere, lagere zijschepen. Het licht valt binnen via de ramen boven de zuilenrijen van het middenschip. Vaak sluit een apsis aan op de korte zijde van het middenschip.
Op dit basilica-grondplan werd ook de basiliek van Santa Maria Maggiore gebouwd, die dus zowel een basilica is in de antieke betekenis van het woord, als een basiliek in de christelijke betekenis. Haar grondplan is bewaard gebleven, ook al zijn er in latere eeuwen een aantal bouwkundige ingrepen en uitbreidingen gebeurd, met name de toevoeging van zijkapellen. Bovendien wordt het 5e-eeuwse exterieur verhuld door de palazzi voor de kerkelijke hoogwaardigheidsbekleders die er in de 17e en 18e eeuw tegenaan zijn gebouwd. (zie verder in dit artikel).
In de zijschepen werd de oorspronkelijke vlakke zoldering in de 16e eeuw vervangen door een tongewelf met verguld stucwerk.

## Beschrijving van het interieur

### Middenschip

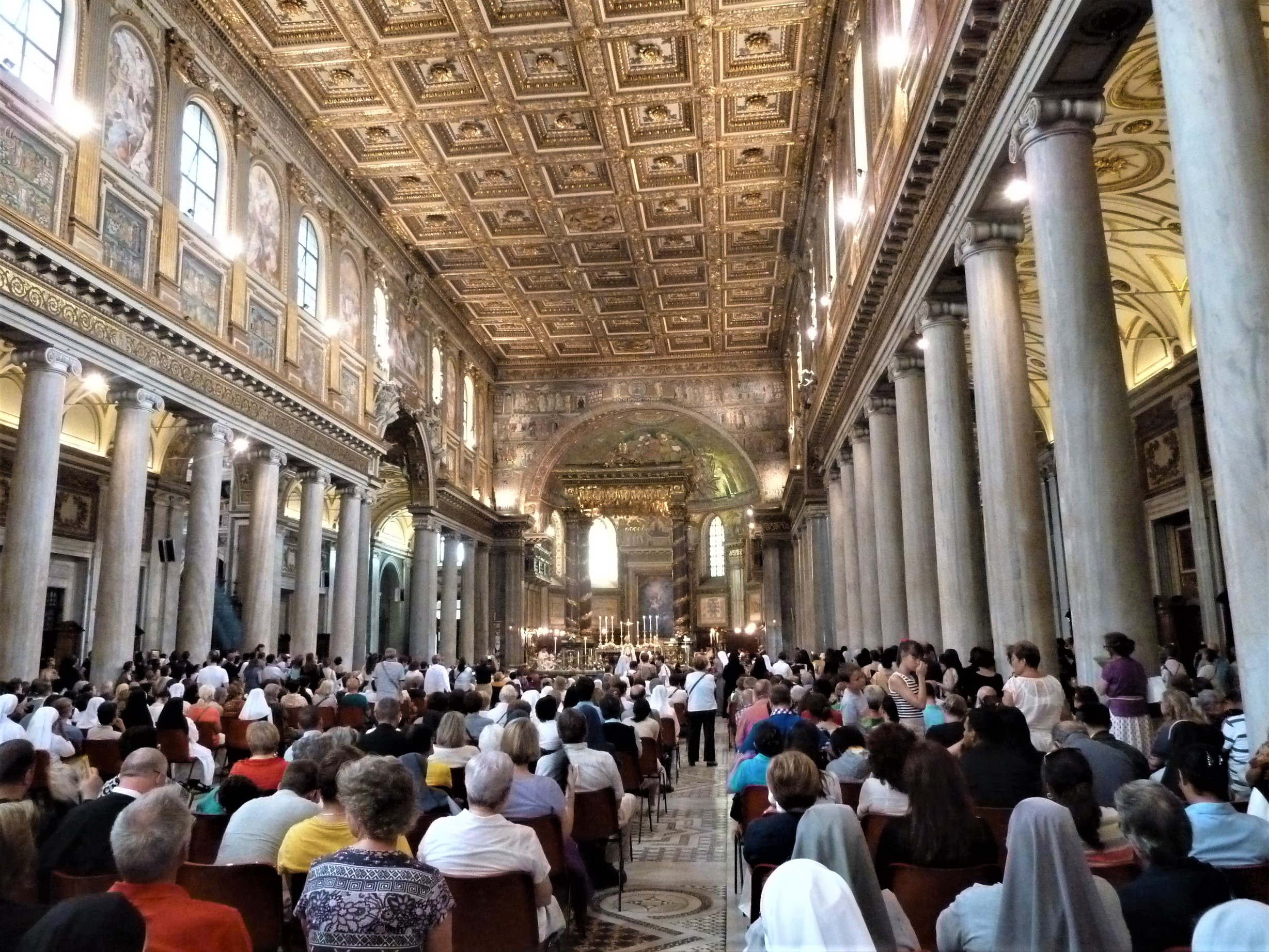
Het middenschip.
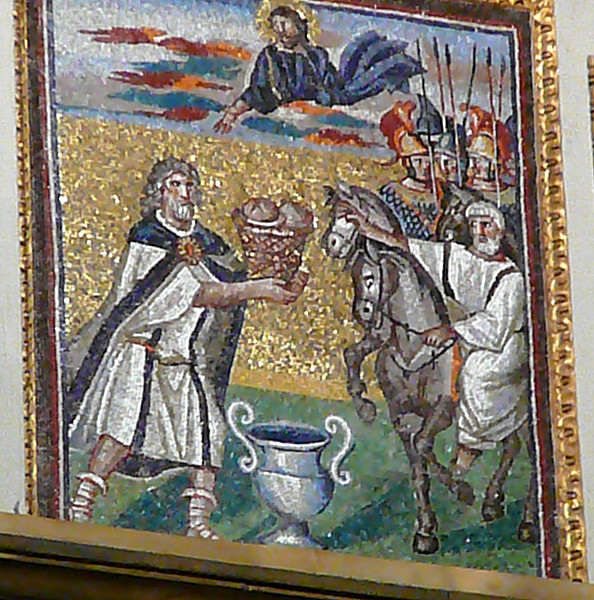
Mozaïek aan de linkerzijde van het middenschip: het offer van Melchisedek.
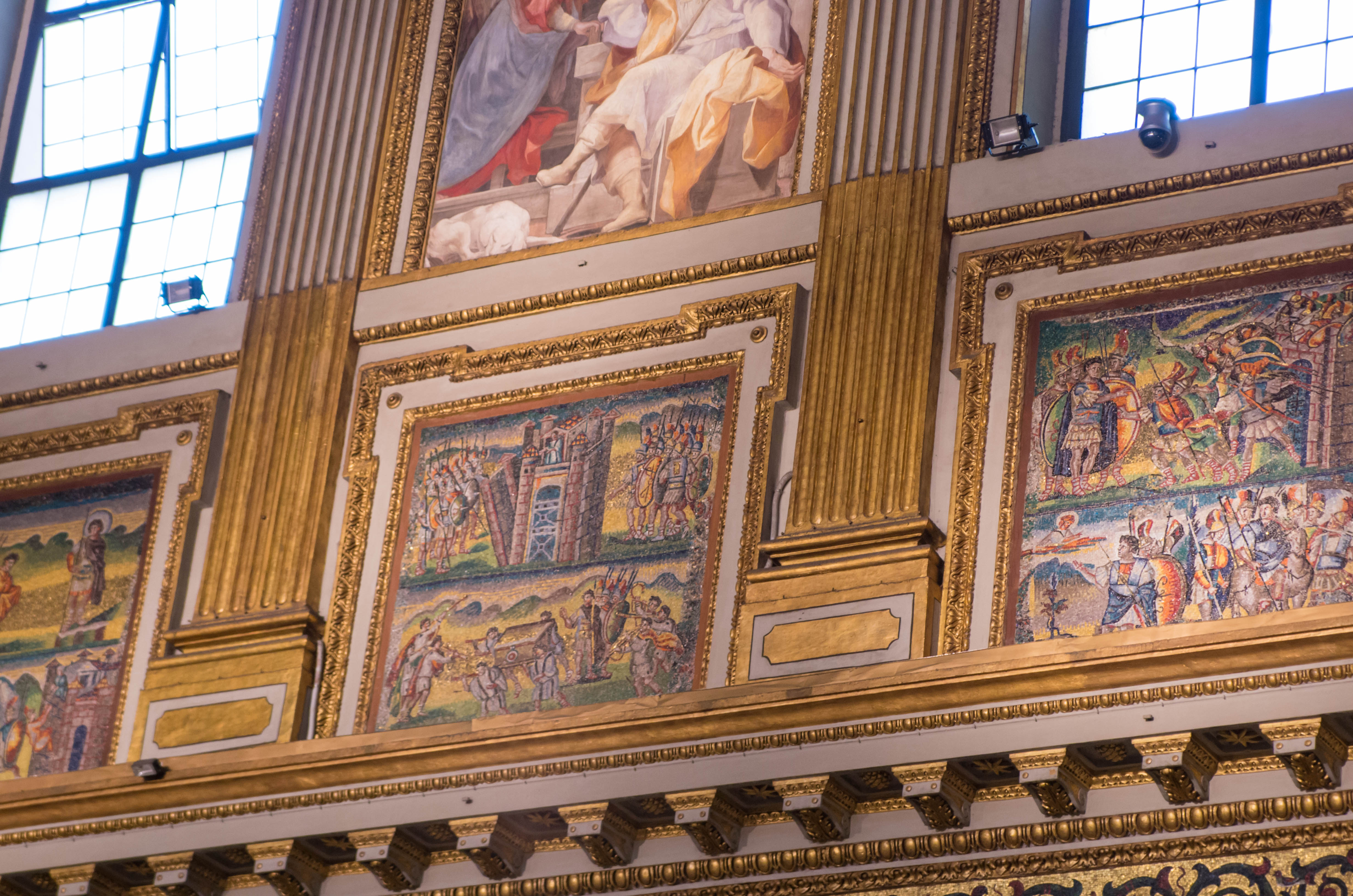
Mozaïekpanelen in het middenschip.

Het middenschip is 76 m lang (apsis niet meegerekend), 32 m breed en ongeveer even hoog. Het wordt aan weerszijden afgescheiden van de lagere zijschepen door een rij van twintig monolithische zuilen die zijn vervaardigd van marmer van de Hymettus. Boven de Ionische kapitelen loopt een sierlijke architraaf. Op het einde van de 16e en in het begin van de 17e eeuw werd een gedeelte van de architraaf vooraan vervangen door een rondboog om duidelijker aansluiting te bieden op de kapel van Sixtus V resp. die van Paulus V.
Boven de architraaf loopt aan weerszijden een reeks mozaïekpanelen met verhalen uit het Oude Testament. Van de tweemaal 21 panelen die er oorspronkelijk waren, werden er op het einde van de 16e en in het begin van de 17e eeuw tweemaal drie opgeofferd om plaats te bieden voor een grote boog voor de kapel van Sixtus V en die van Paulus V. Deze mozaïeken dateren vermoedelijk uit de 5e eeuw, mogelijk zelfs uit de periode van paus Sixtus III. Aan de linkerzijde geven ze in niet-chronologische volgorde scènes weer uit het verhaal van Abraham en zijn zoon Isaac en kleinzoon Jakob die door Jahweh vanuit het Tweestromenland naar het Beloofde Land worden geleid. De scènes aan de rechterzijde tonen hoe de joden door Mozes uit de slavernij in Egypte worden weggeleid en door Jozue het Beloofde Land worden binnengeleid. Deze mozaïeken zijn uitgevoerd door verschillende kunstenaars, die gebruikmaakten van een bijzonder rijk kleurenpalet (niet minder dan 180 verschillende schakeringen). Hun helderheid en levendige verhaalstijl knopen aan bij de kunst uit de rijkste periode van de Romeinse Oudheid (2de eeuw n.C.).
Tussen de mozaïekpanelen en de zoldering van het middenschip loopt een rij van rondboogramen. De helft daarvan werd in de 16e eeuw dichtgemaakt om ruimte te bieden voor fresco's die het leven van Maria uitbeelden (1593).
Het houten cassettenplafond van het einde van de 15e eeuw of het begin van de 16e eeuw is een ontwerp van Giuliano da Sangallo. Het draagt het wapenschild van paus Alexander VI en dat van zijn oom paus Calixtus III, beiden lid van de Spaanse familie Borja (Italiaans: Borgia). Het bladgoud waarmee het plafond rijkelijk is overdekt zou volgens de overlevering het eerste goud zijn dat vanuit het pas ontdekte Amerika werd overgebracht naar Europa en door de Spaanse vorsten zou geschonken zijn aan hun landgenoot kardinaal Rodrigo Borja, de latere paus Alexander VI.
Het glasraam in de gevel dateert uit 1995 en toont Maria als brugfiguur tussen het Oude Testament (gesymboliseerd door de Stenen Tafelen met de tien geboden en de menora) en het Nieuwe Testament (gesymboliseerd haar Kind en de kelk als symbool van de eucharistie).
De bevloering van de kerk werd onder het pontificaat van Eugenius III (1145-1153) uitgevoerd in cosmatentechniek, en gerestaureerd in de 18e eeuw.

### De triomfboog

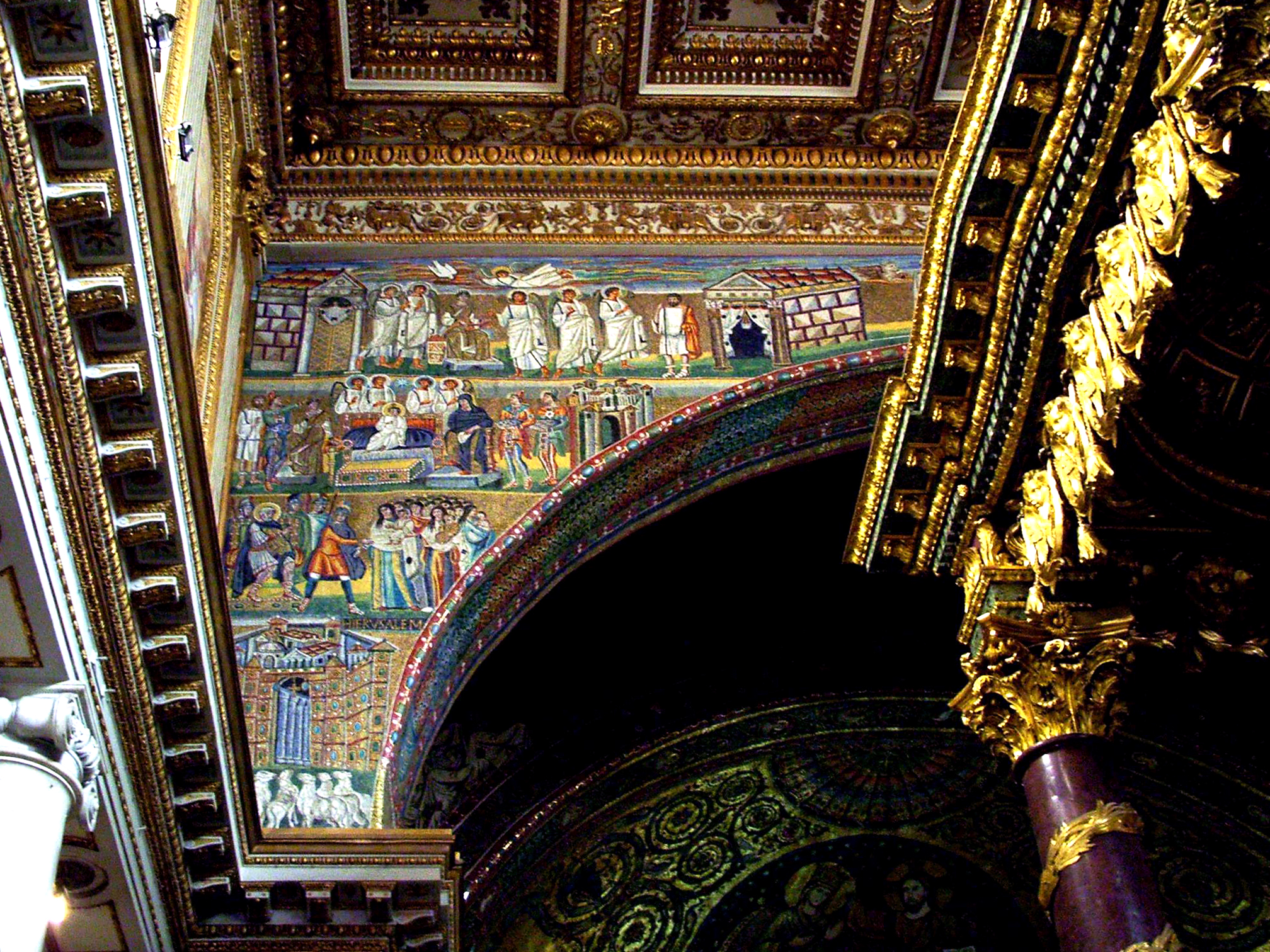
Linkerzijde van de triomfboog.
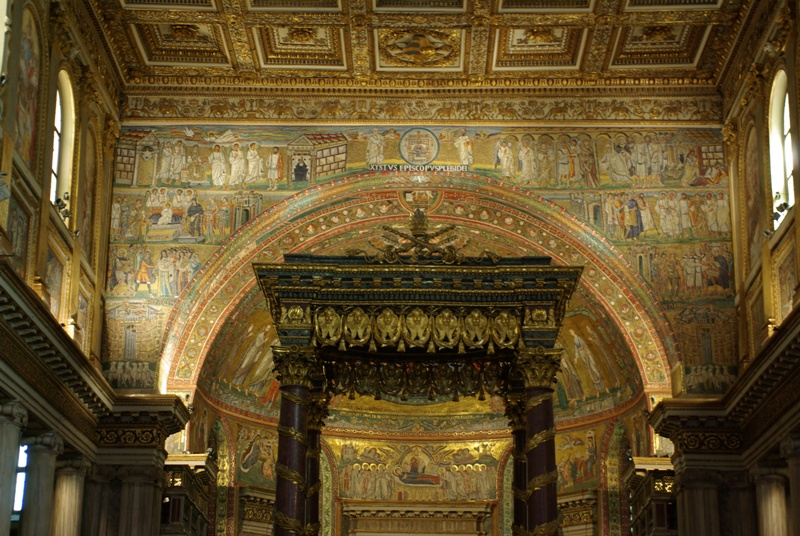
Ciborium boven het pauselijk altaar, en triomfboog.
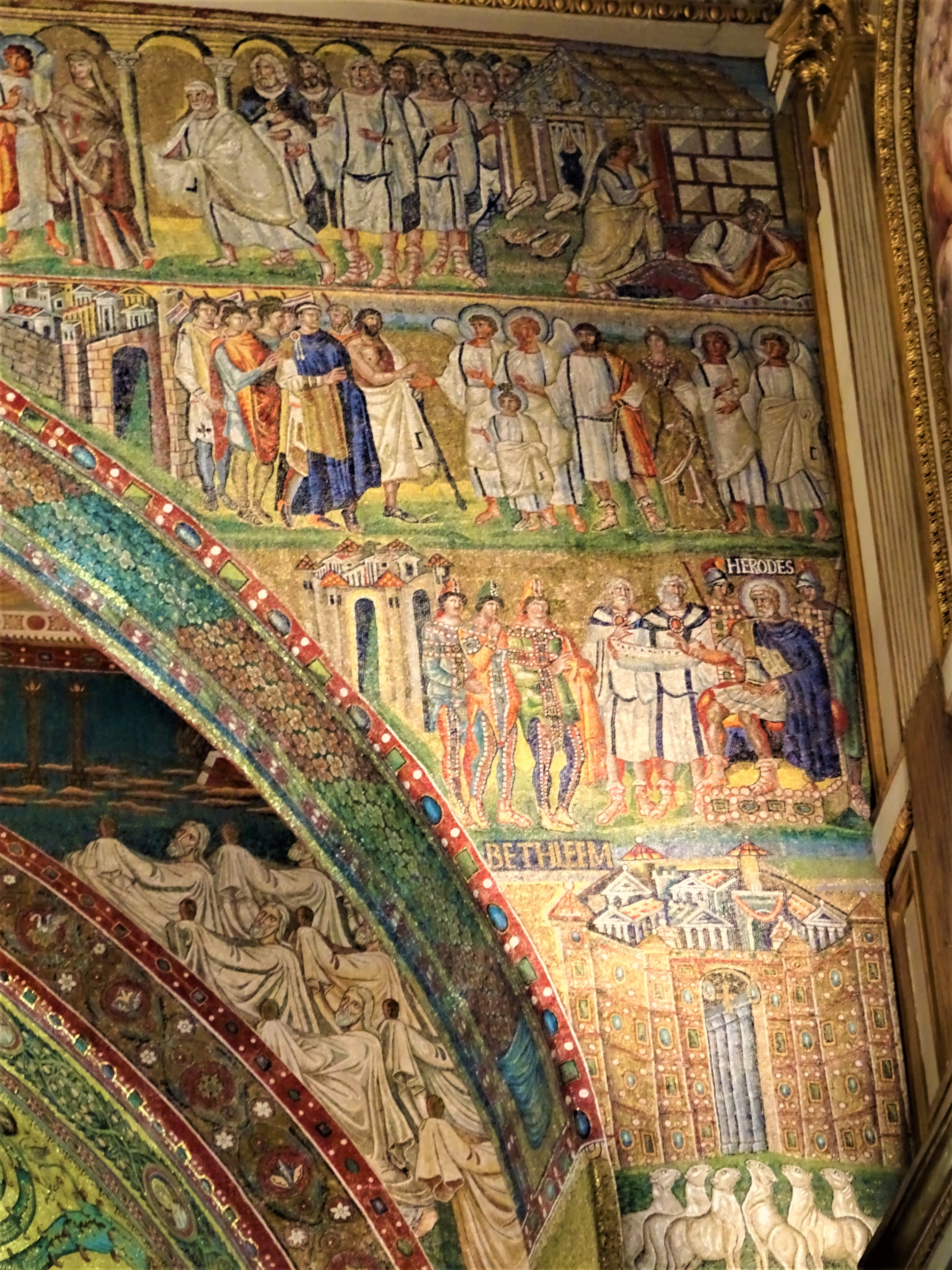
Rechterzijde van de triomfboog.

De triomfboog is bekleed met een mozaïek uit de 5e eeuw; het Latijnse opschrift in het midden ervan "Xystus Episcopus plebi dei" vermeldt Sixtus III als opdrachtgever van de basiliek. Centraal op dit mozaïek staat Christus' lege heerserstroon, met daarnaast de apostelen Petrus en Paulus. Achter hen zijn de vier evangelisten voorgesteld door hun symbolen.
De stroken links en rechts op de triomfboog beelden het geboorteverhaal van Jezus uit, waarbij ook verhalen uit de apocriefe evangeliën zijn verwerkt.
Aan de linkerzijde van de triomfboog geven de stroken de volgende scènes weer, van boven naar onder:
1. Getooid als een prinses zit Maria te weven voor de tempel van Jeruzalem. Engelen komen tot haar; een ervan vestigt de aandacht op de duif (symbool van de Heilige Geest) van wie zij een kind zal ontvangen. Een andere engel vermaant Jozef om zijn verloofde Maria niet te verlaten ook al is zij nu zwanger.
2. De drie wijzen uit het Oosten komen hun geschenken aanbieden aan Christus. Hij is gezeten op een keizerstroon, omringd door vier engelen en door Maria en Jozef.
3. Koning Herodes geeft aan zijn soldaten de opdracht om alle pasgeboren jongens te doden. Een menigte jonge moeders wacht angstig af.
4. De heilige stad Jeruzalem, waarvan de wallen zijn overdekt met fonkelende edelstenen.
5. Zes schapen richten zich tot de heilige stad. Samen met de zes andere aan de rechterzijde van de triomfboog stellen zij de twaalf apostelen voor.

Aan de rechterzijde van de triomfboog, eveneens van boven naar onder:
1. De opdracht van Jezus in de tempel: begeleid door engelen dragen Maria en Jozef hun Zoon binnen in de tempel, waar hij wordt ontvangen door de hogepriester met achter hem een groep priesters en levieten. Uiterst rechts ziet de slapende Jozef de droomverschijning van een engel die hem aanmaant om naar Egypte te vluchten.
2. Opnieuw begeleid door engelen komen Jezus, Jozef en Maria aan in Egypte. Ze worden verwelkomd door de bestuurder van de stad die hen met zijn gevolg tegemoet is gekomen.[15]
3. De drie wijzen uit het Oosten komen aan bij Herodes die is gezeten op zijn troon, omringd door soldaten. Deze scène komt chronologisch vóór de derde scène aan de linkerzijde van de triomfboog.
4. De heilige stad Bethlehem; ook hiervan zijn de wallen overdekt met fonkelende edelstenen.
5. Zes schapen (apostelen) richten zich tot de heilige stad.

### De apsis

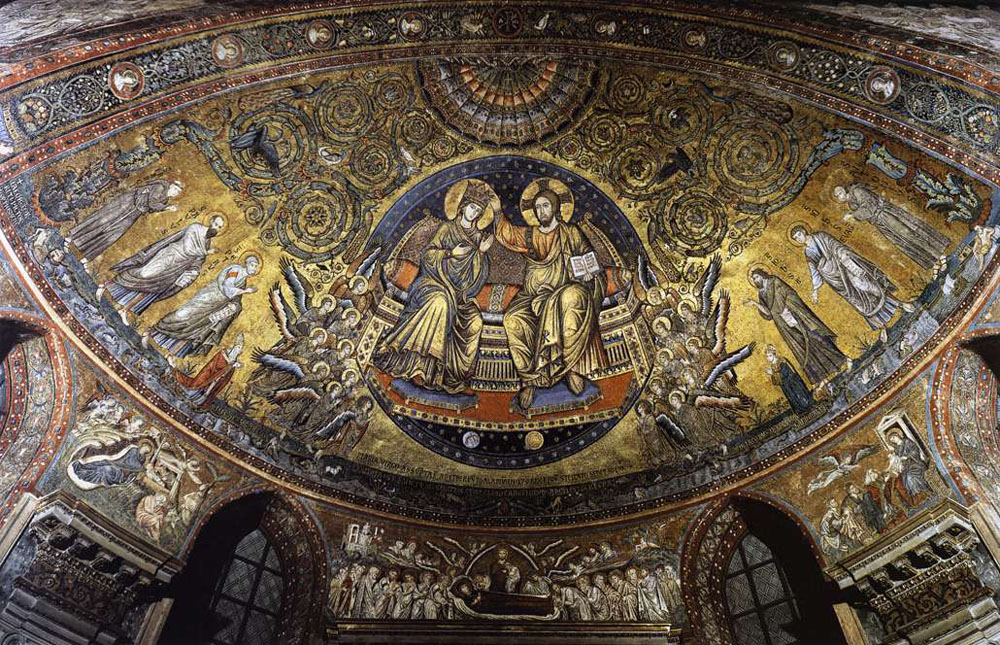
Apsismozaïek: de kroning van Maria.
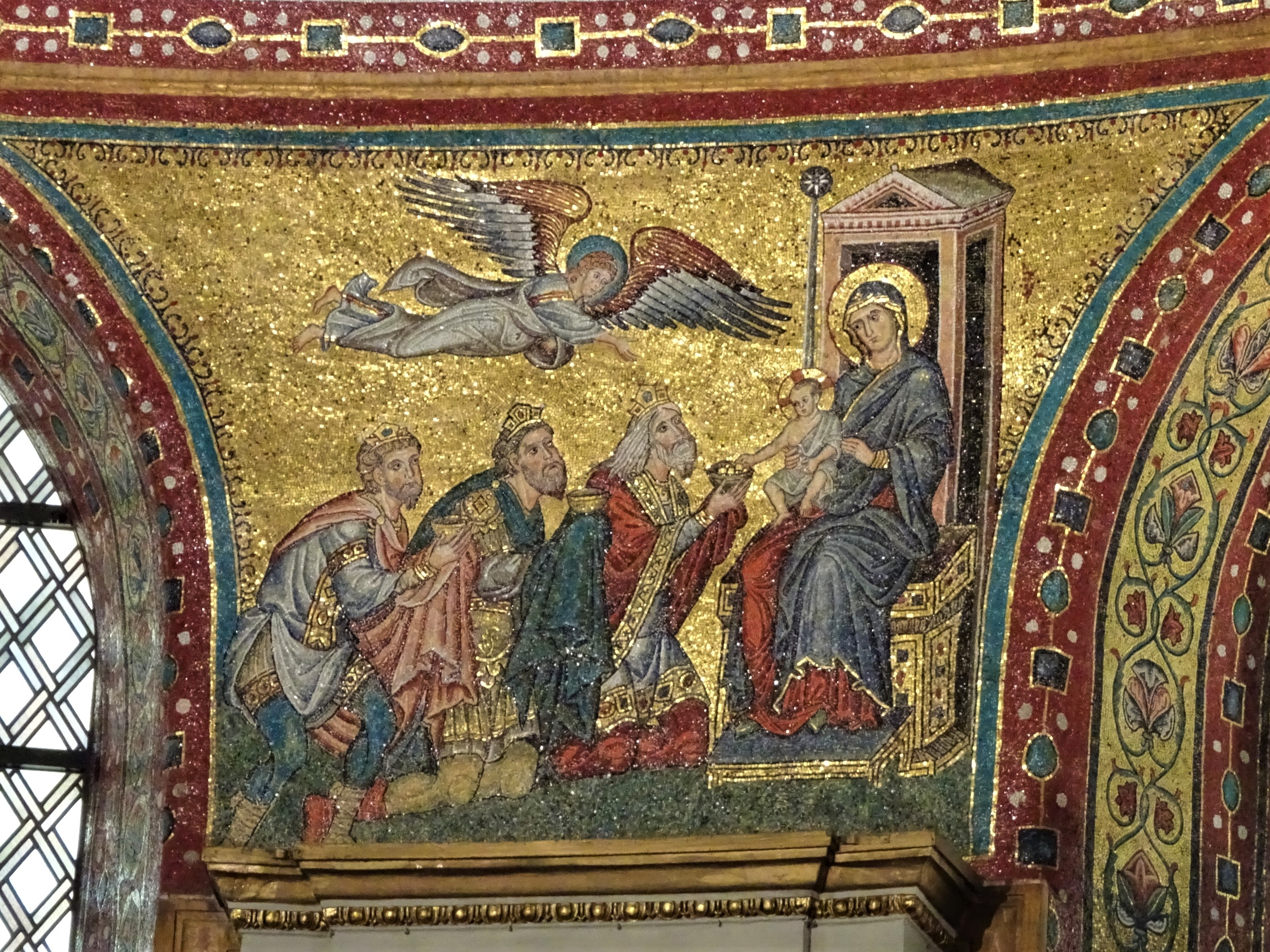
De aanbidding der koningen.
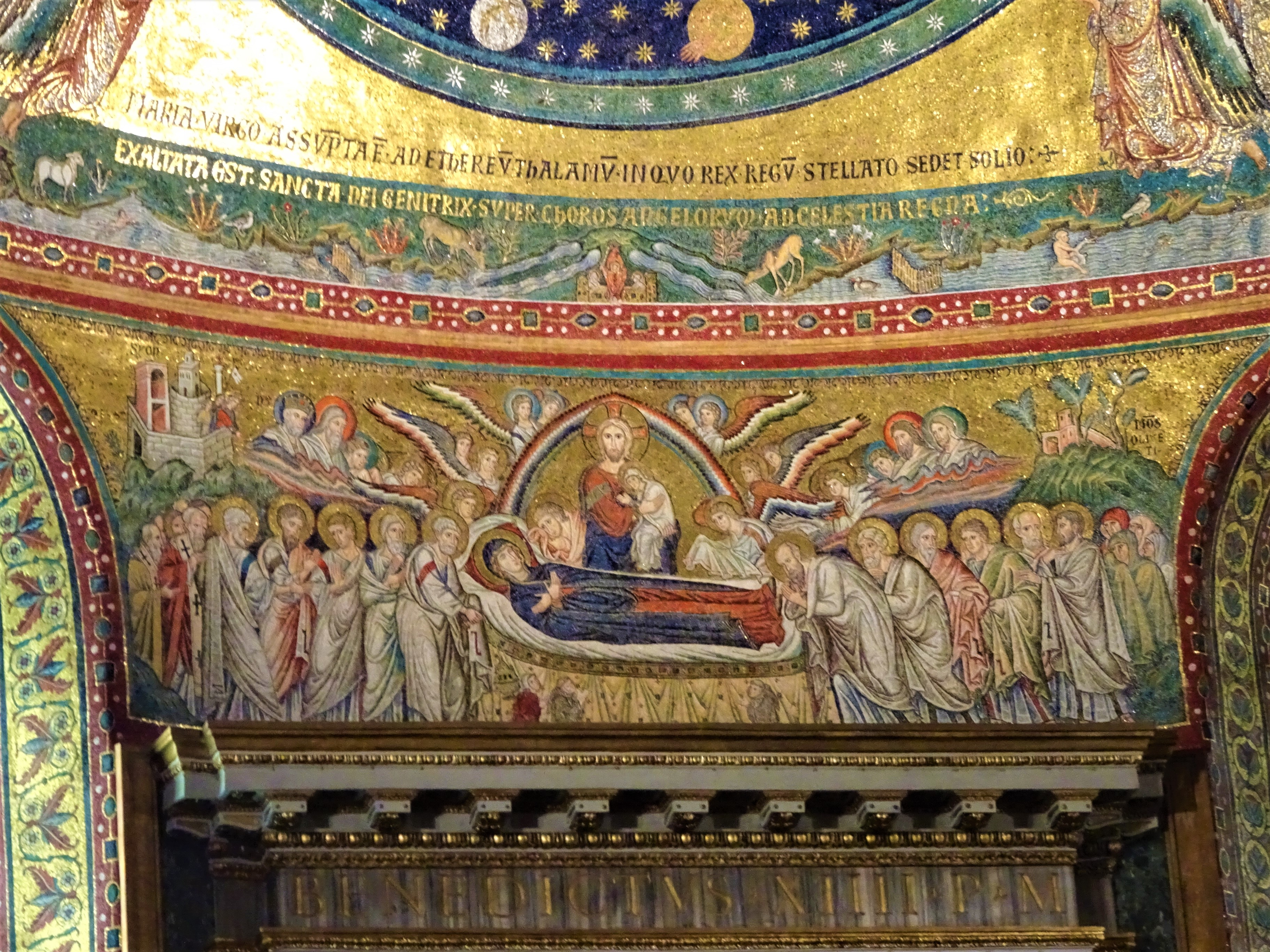
Dood en tenhemelopneming van Maria.

#### Verplaatsing van de apsis
De oorspronkelijke apsis uit de 5e eeuw werd in op het einde van de 13e eeuw afgebroken en vervangen door een nieuwe die zes meter meer naar achter werd opgericht, om plaats te bieden voor een dwarsbeuk met bescheiden afmetingen. Hierdoor kreeg de basiliek een tweede triomfboog: de oorspronkelijke die zichtbaar is vanuit het middenschip, en de nieuwe die meer naar achter is gelegen. Door die ingreep gingen ook de mozaïeken in de oorspronkelijke apsis verloren; deze werden in opdracht van paus Nicolaas IV (1288-1292) vervangen door een nieuw mozaïek, ontworpen de franciscaner broeder Jacopo Torriti. In deze mozaïekdecoratie vallen twee delen duidelijk te onderscheiden: de scènes uit het leven van Maria, en haar kroning.

#### Mozaïeken op de onderste strook
Op de onderste strook ter hoogte van de vier gotische ramen zijn de vijf belangrijkste gebeurtenissen uit het leven van Maria afgebeeld. Van links naar rechts zijn dat:
- de boodschap aan Maria;
- de geboorte van Jezus;
- de dood van Maria: ze wordt beweend door apostelen. Christus koestert de ziel van zijn moeder (voorgesteld in een kinderlijke gestalte en houding) aan zijn borst. Heiligen en gevleugelde engelen aanschouwen haar tenhemelopneming;
- de aanbidding der wijzen;
- de opdracht in de tempel.

#### Mozaïek in de kalot
Centraal in de kalot staat een groot diepblauw medaillon dat het heelal met de zon, de maan en de sterren voorstelt. Daarin zetelt Maria als gelijke naast Christus op een weelderige troon in oosterse stijl. Ze ontvangt een kroon uit de hand van Christus, die in zijn andere hand een boek houdt met de Latijnse tekst "Veni, electa mea, et ponam te in thronum meum” (Kom, mijn uitverkorene, en ik zal u op mijn troon laten plaatsnemen.").
Het medaillon is omringd door engelenscharen; de veelkleurige waaier erboven is de voorstelling van het paradijs die gebruikelijk is in de vroegchristelijke iconografie.
De engelen aan de linkerzijde worden gevolgd door de apostelen Petrus en Paulus en door Sint Franciscus. Vóór Petrus knielt, kleiner afgebeeld, paus Nicolaas IV die de opdracht had gegeven voor de bouw van deze nieuwe apsis.
Aan de rechterzijde worden de engelen gevolgd door Johannes de Doper, de apostel Johannes en Sint Antonius van Padua. Vóór Johannes de Doper knielt, eveneens kleiner afgebeeld, kardinaal Giacomo Colonna die dit apsismozaïek had gefinancierd.
Vanuit beide zijkanten van het mozaïek slingert een acanthusplant omhoog. Pauwen en duiven houden zich schuil in zijn sierlijke krullen die heel de resterende oppervlakte van de kalot vullen.
Ter afscheiding tussen het mozaïek in de kalot en de horizontale strook met scènes uit het leven van Maria stromen vier rivieren waaraan herten zich komen laven. Uiterst links is de handtekening van de kunstenaar Jacopo Torriti en de aanduiding van het jaar 1295 waarin hij dit werk heeft gefinaliseerd.

### Het pauselijk altaar en de crypte

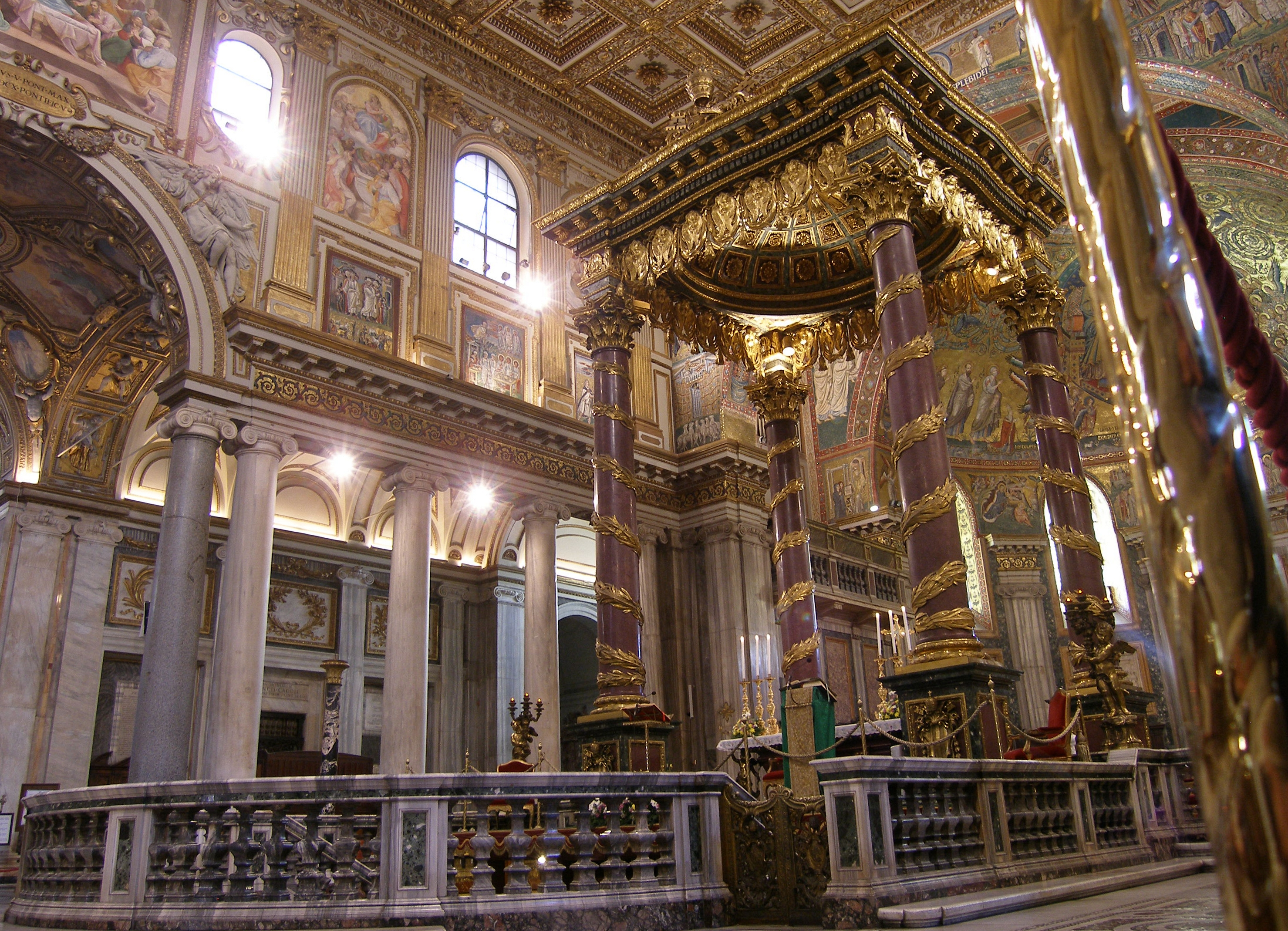
De confessio voor het hoogaltaar. Links de doorgang naar de Kapel van Paulus V.
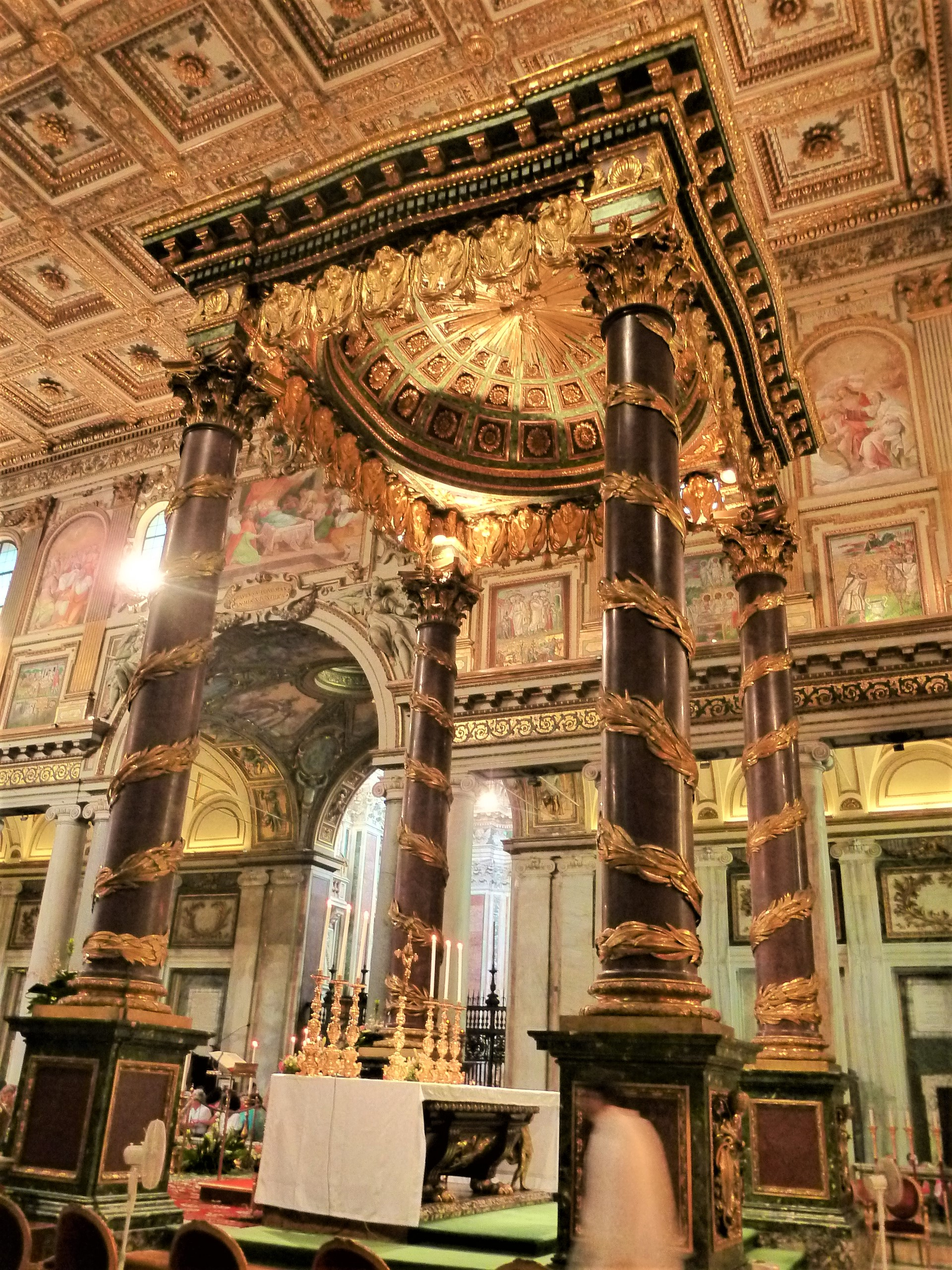
Hoogaltaar en ciborium.
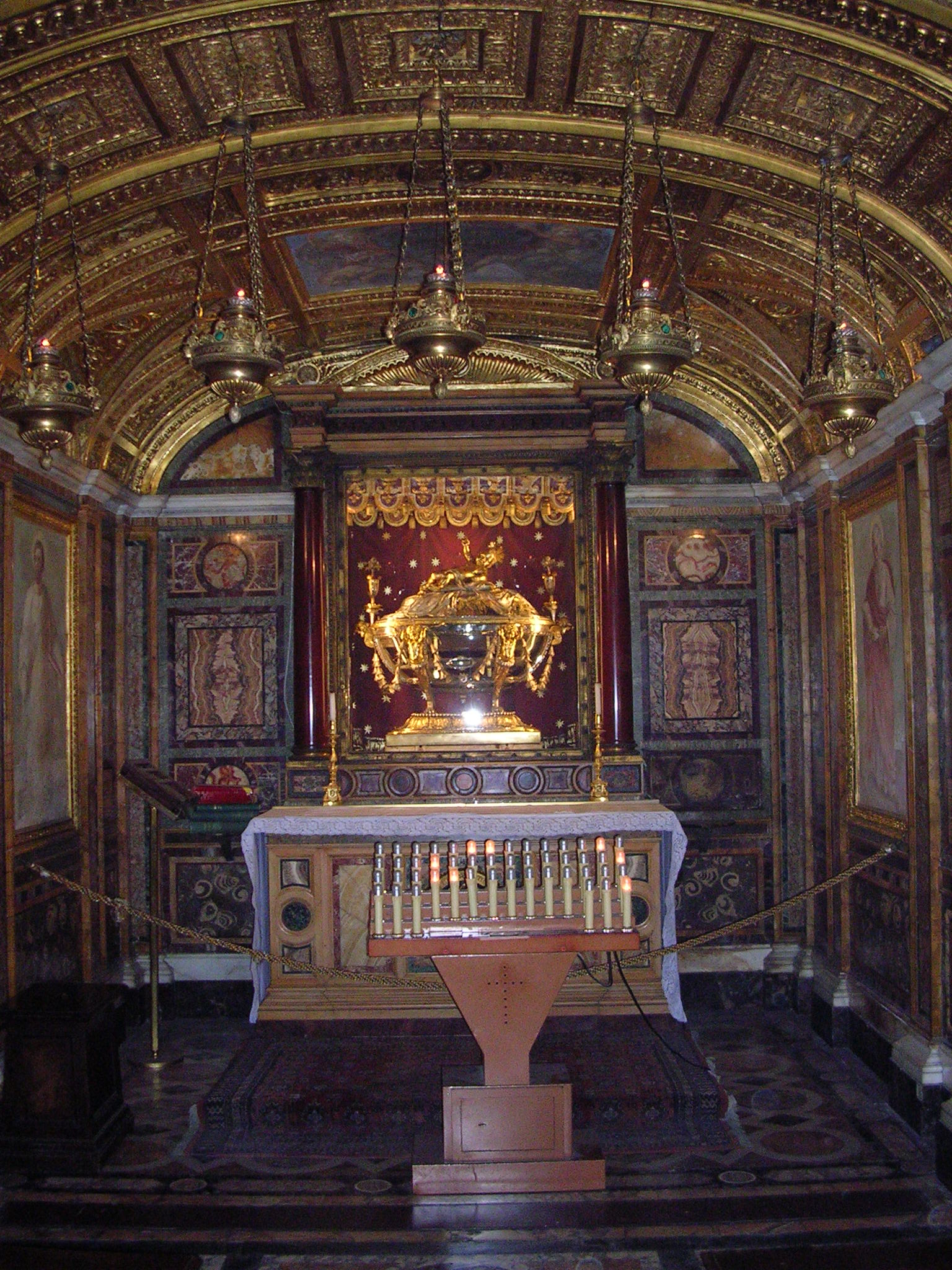
De crypte onder het hoogaltaar.
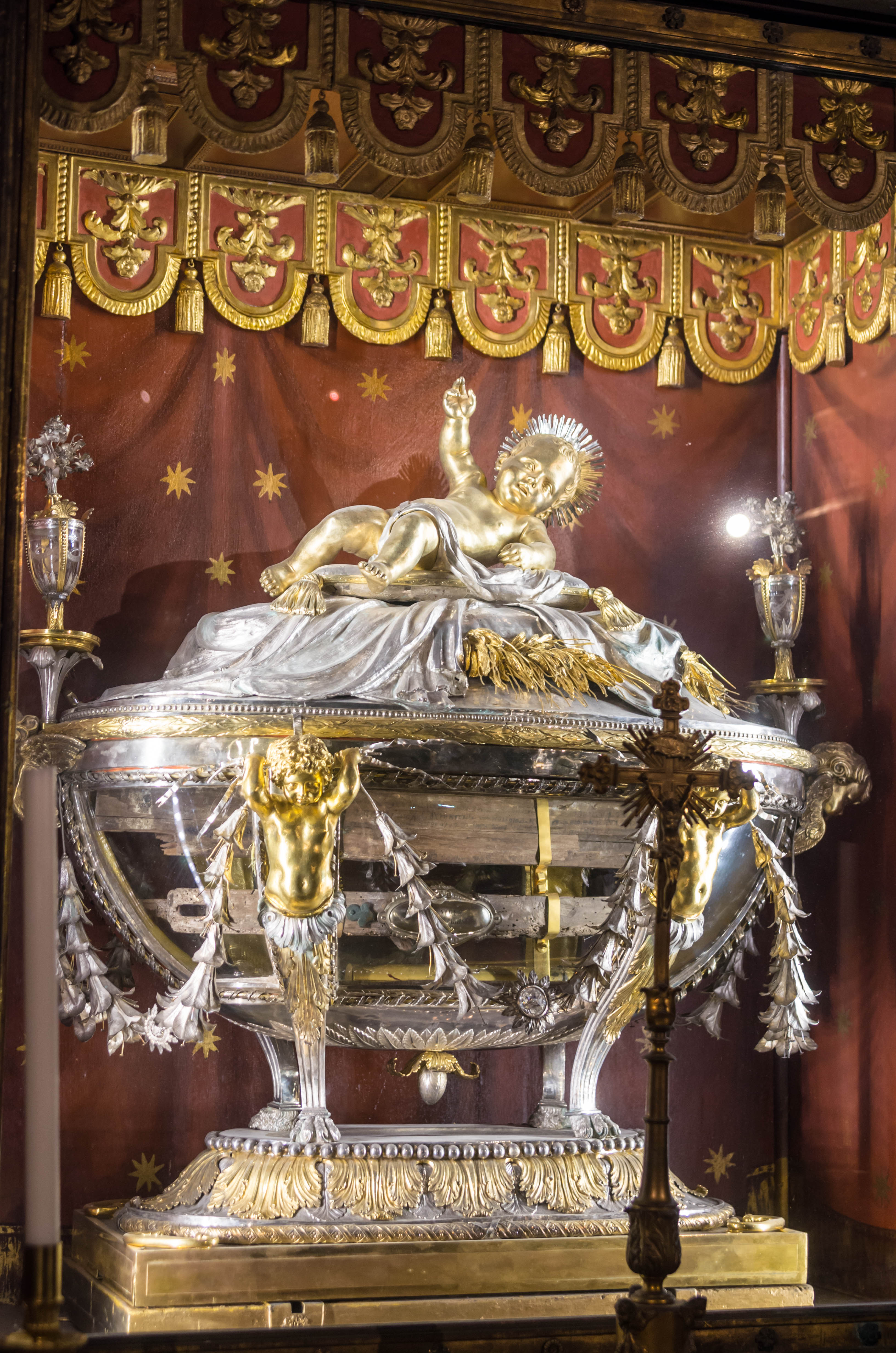
Het schrijn van de Heilige Kribbe.
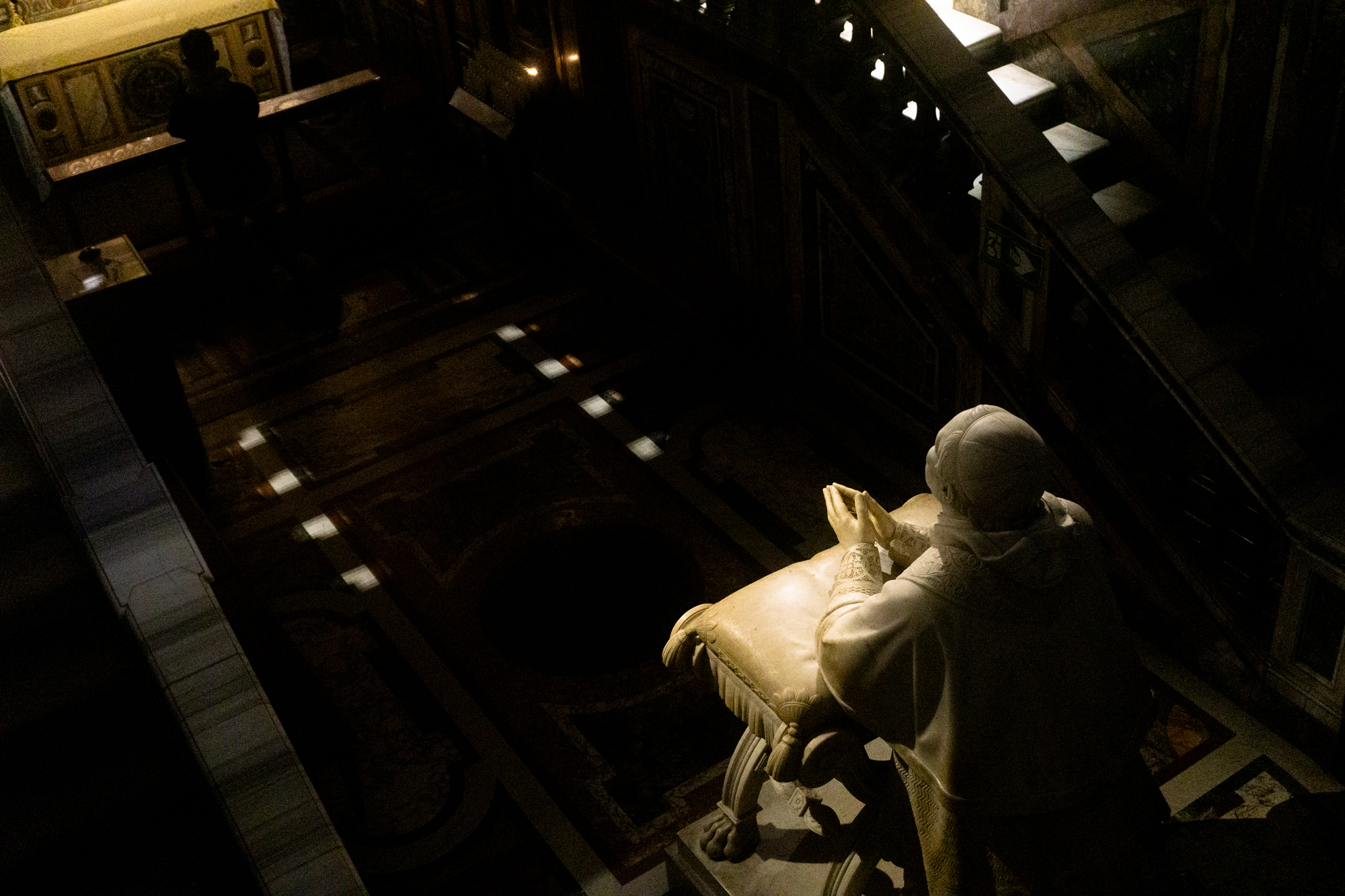
Beeld van Paus Pius IX door Ignazio Jacometti
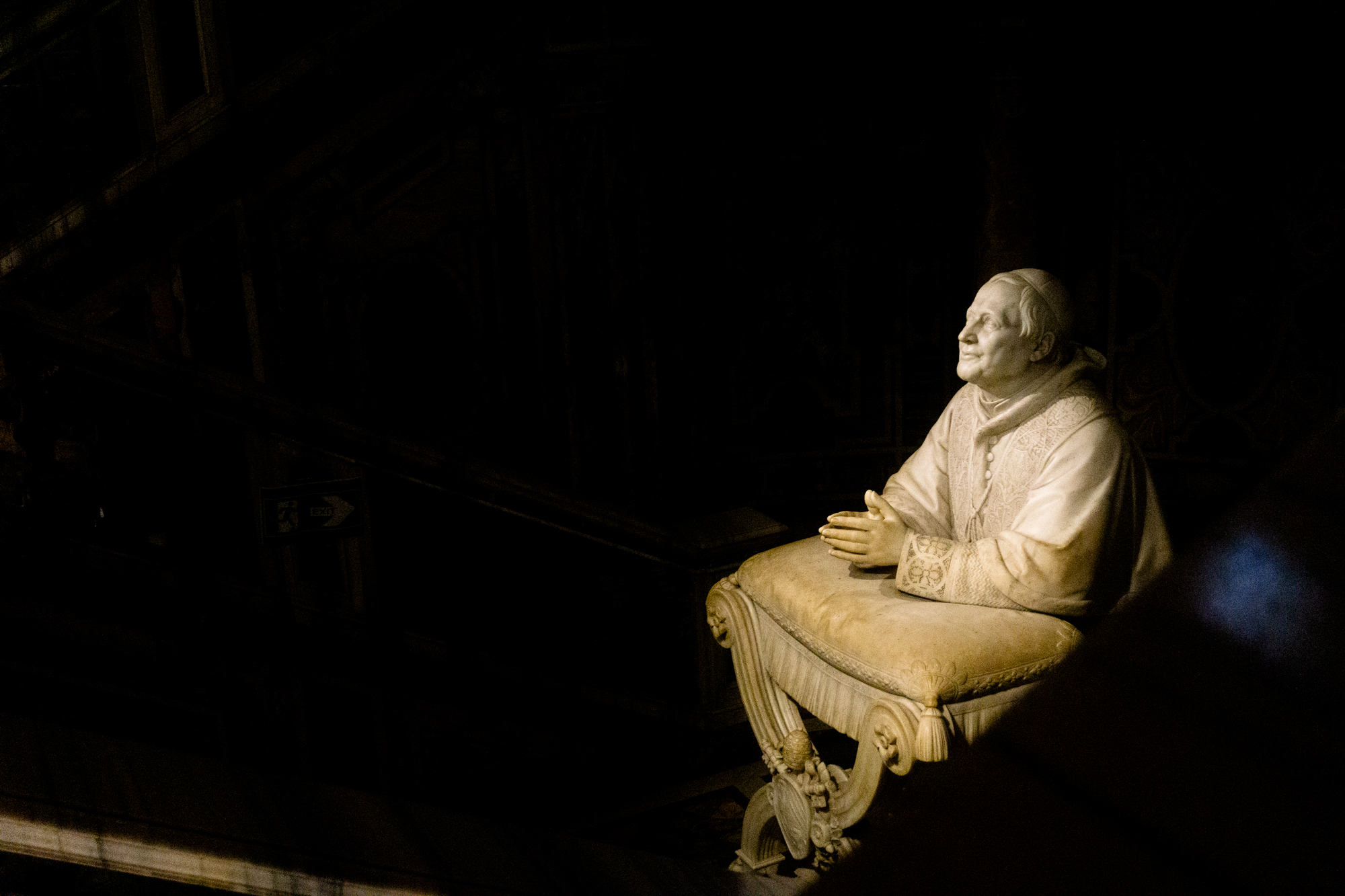
Beeld van Paus Pius IX door Ignazio Jacometti
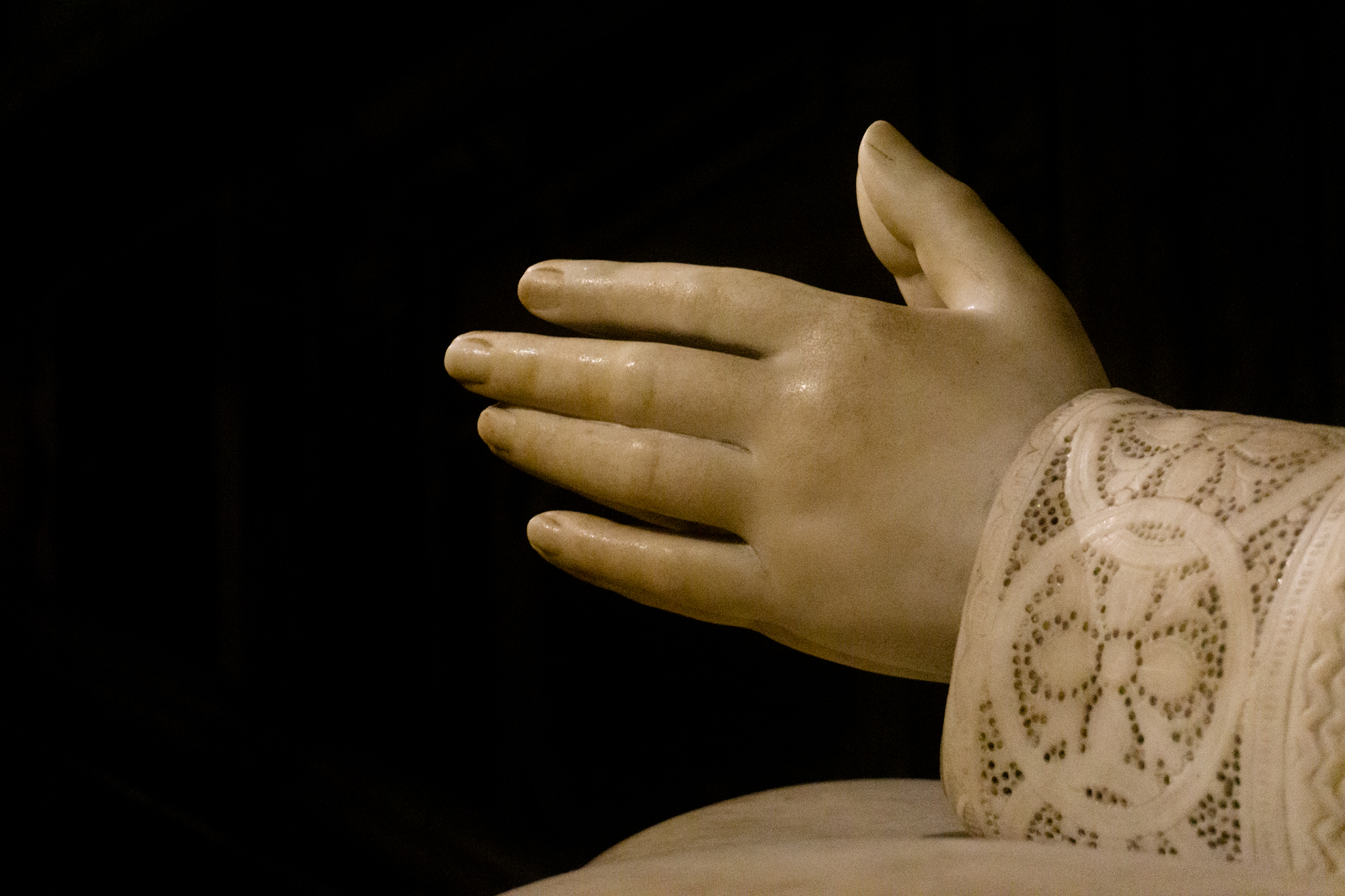
Beeld van Paus Pius IX door Ignazio Jacometti

Het presbyterium ligt slechts 90 cm hoger dan het schip van de kerk. Het hoogaltaar rust op een porfieren sarcofaag uit de Oudheid, en is overdekt door een 18e-eeuws ciborium. Het dak is aan de binnenzijde bekleed met vergulde panelen; de vier porfieren zuilen werden overgenomen van het vroegere ciborium uit de 15e eeuw. De palmtakken die spiraalvormig omhoogslingeren rond de zuilen alluderen aan Bernini's baldakijn in de Sint-Pietersbasiliek.
Aangezien de Santa Maria Maggiore een pauselijke basiliek is, mag de mis aan dit hoogaltaar enkel door de paus of zijn vertegenwoordiger worden opgedragen.
Twee trappen voor het hoogaltaar leiden naar de confessio die werd gedecoreerd in opdracht van paus Pius IX. Na diens overlijden is in het midden van de confessio het beeld geplaatst van deze paus, knielend in aanbidding voor de relikwie van de Heilige Kribbe. Deze relikwie wordt bewaard in een schrijn van zilver en kristal in de crypte onder het hoogaltaar. Deze relikwie is pas in 1345 voor de eerste maal vermeld, en bestaat uit vijf stukken hout die met metalen banden aan elkaar zijn gehecht. Aangenomen werd dat het zou gaan om fragmenten van de kribbe waarin de pasgeboren Christus werd neergelegd.
Een van de treden aan de rechterzijde van het presbyterium is de uiterst sobere grafsteen van de familie Bernini, met name van de beroemde kunstenaar GianLorenzo Bernini en van zijn zoon Domenico.

### Zijkapellen uitgevend op het rechter zijschip

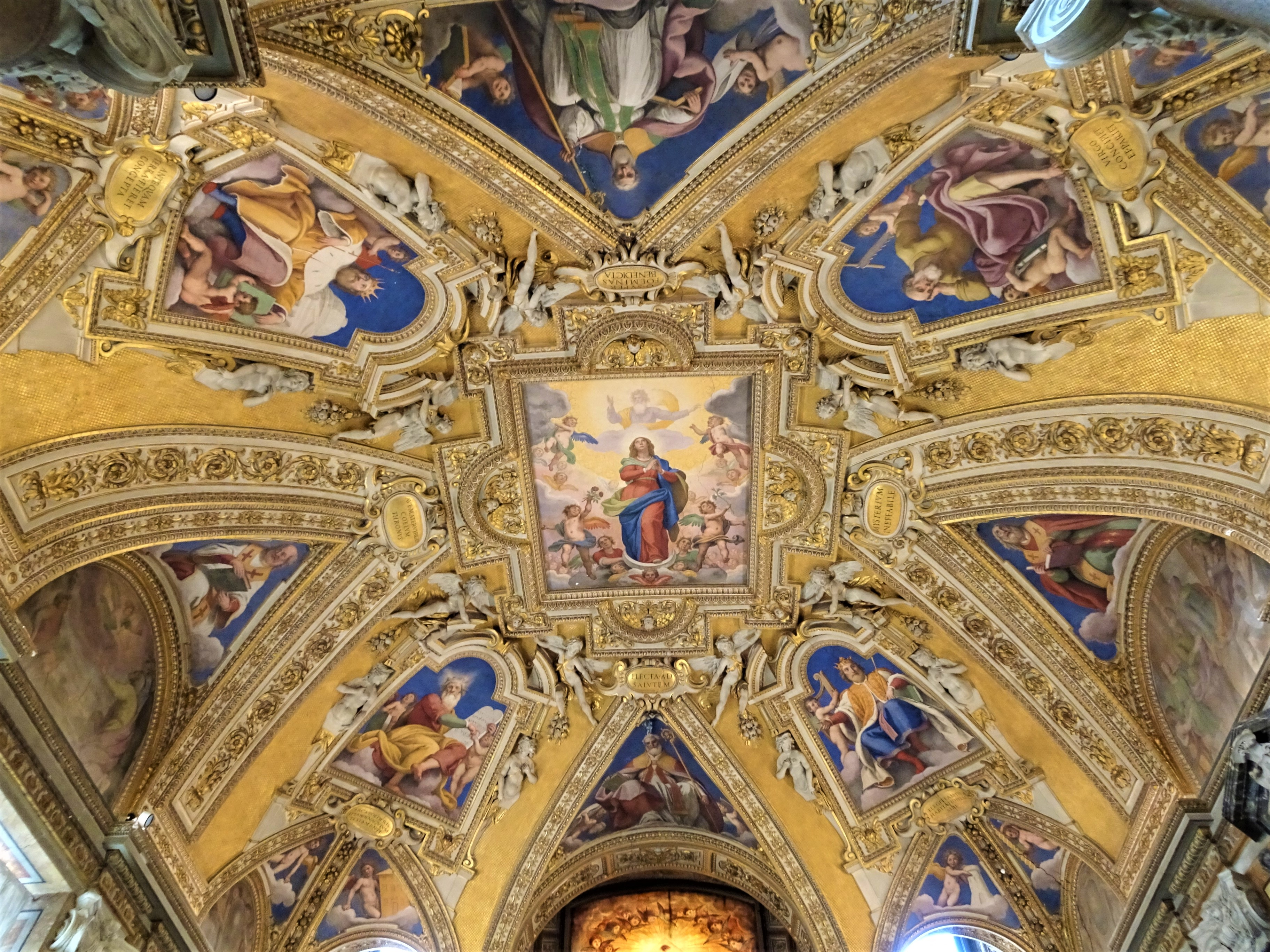
Gewelf van de doopkapel.
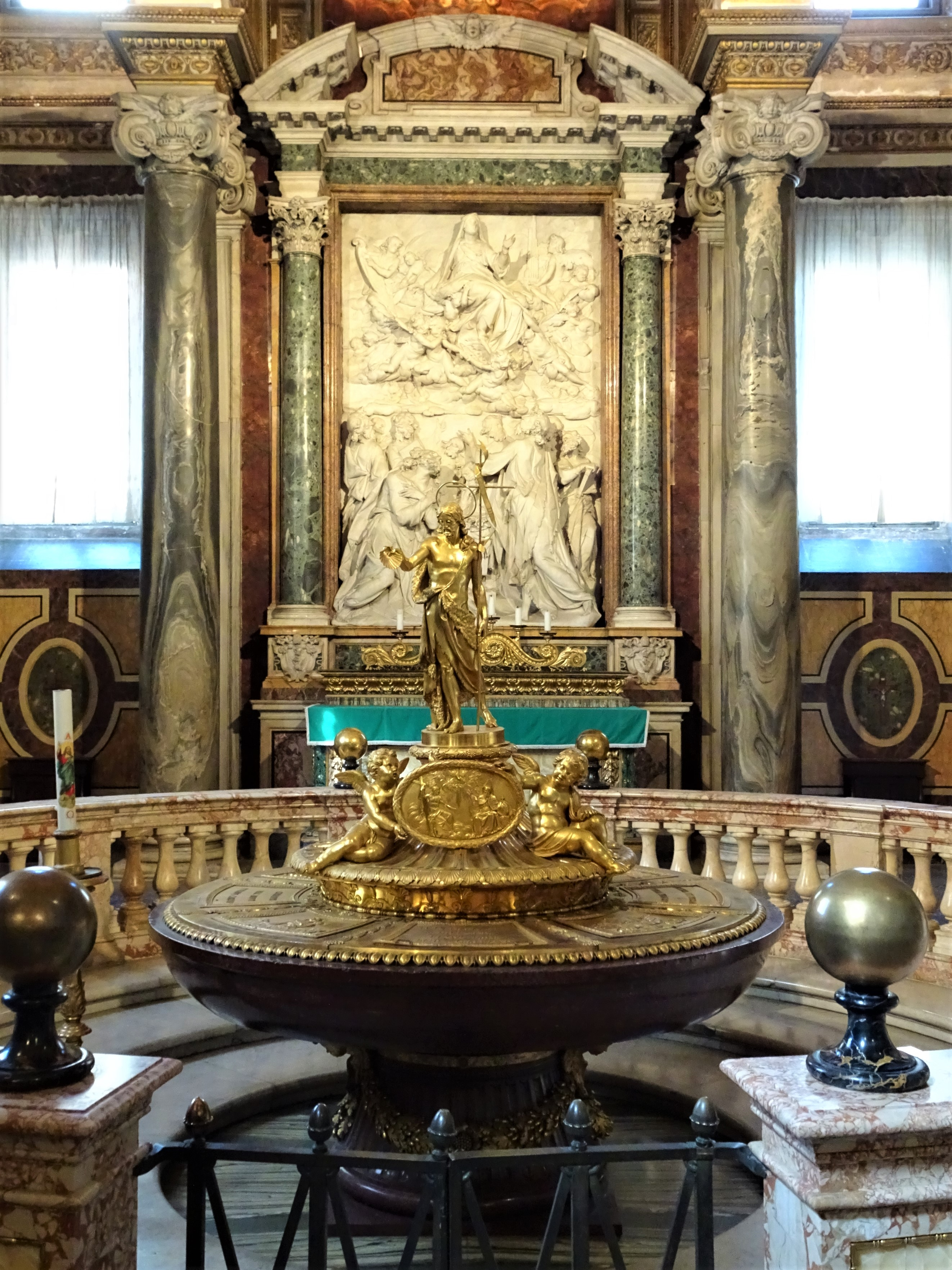
Doopvont en reliëf: tenhemelopneming van Maria.
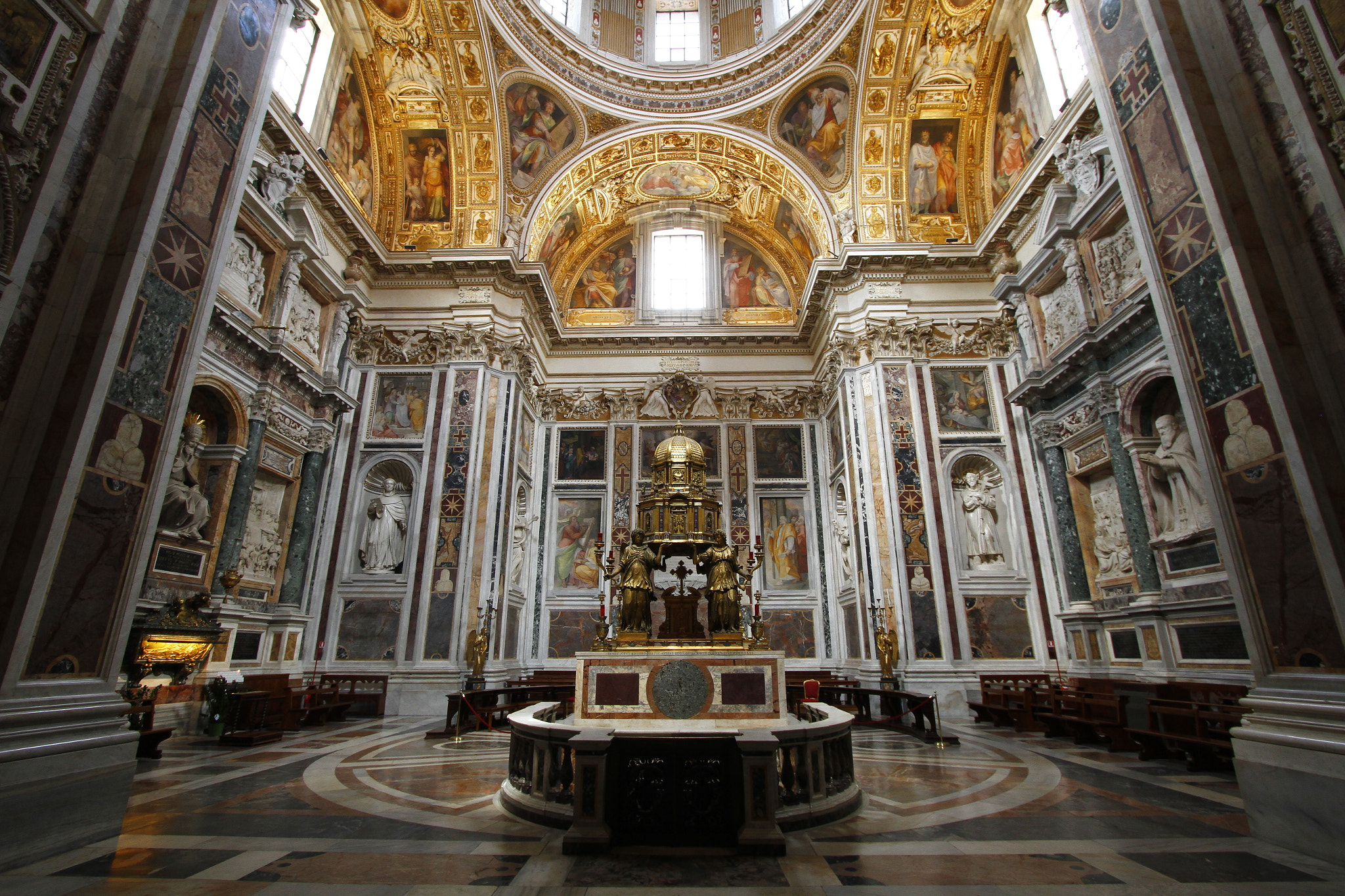
Kapel Van Sixtus V. Links het grafmonument van Pius V, rechts dat van Sixtus V.
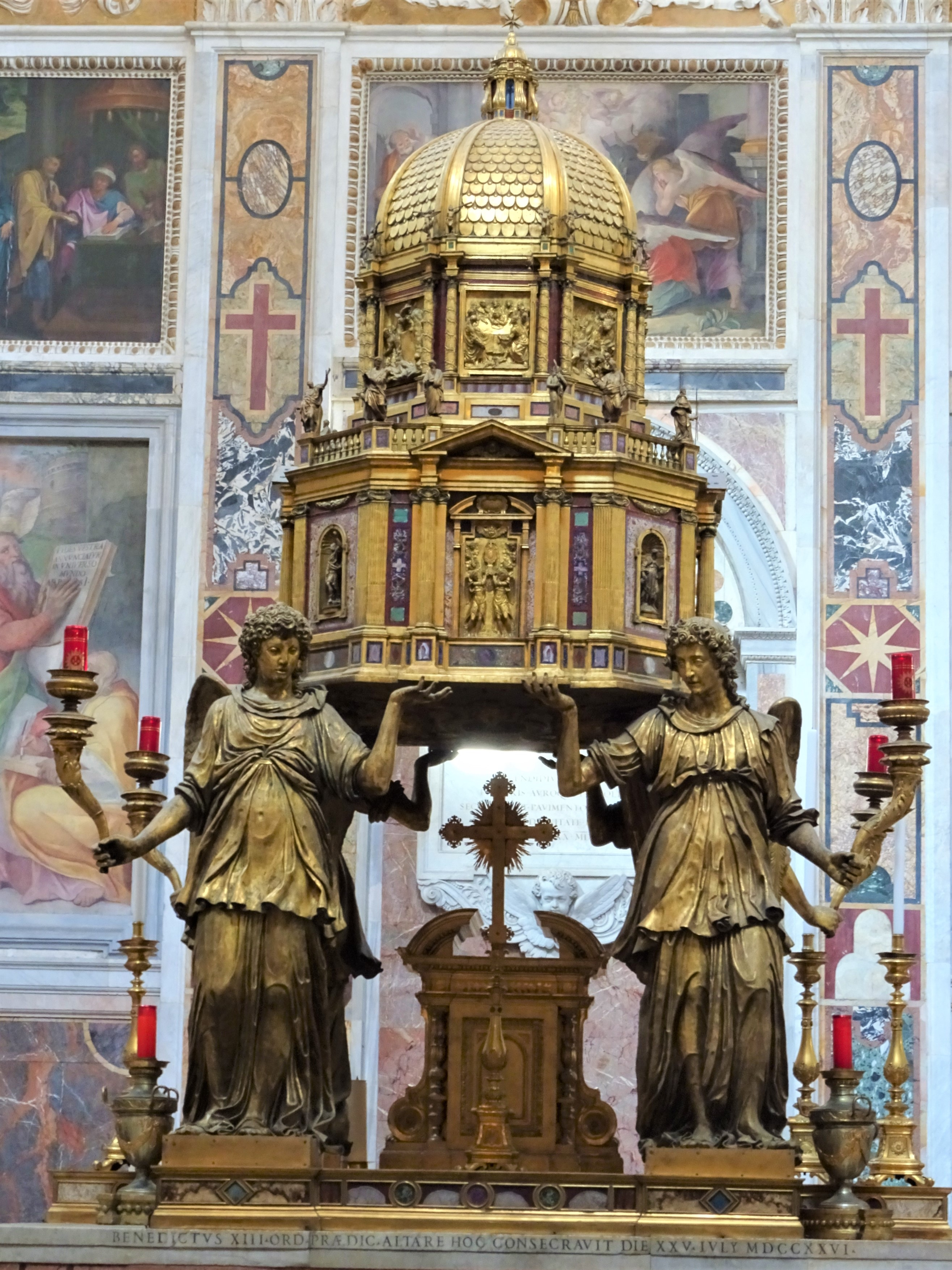
Altaartabernakel in de Kapel van Sixtus V.

Op het rechter zijschip komen drie kapellen uit die in de 16e eeuw werden toegevoegd aan de basilica. De belangrijkste zijn de doopkapel en de kapel van Sixtus V. Daartussen ligt de Kapel van de Relikwieën.

#### Doopkapel
Van achteraan te beginnen is de tweede kapel de doopkapel. Deze werd in 1605 ingericht door Flaminio Ponzio. Boven het altaar van de doopkapel stelt een marmeren reliëf van Pietro Bernini de tenhemelopneming van Maria voor.

#### Kapel van Sixtus V
Helemaal vooraan sluit op het rechter zijschip de kapel aan die paus Sixtus V (1585-1590) heeft laten inrichten door de architect Domenico Fontana. Voor de bouw werd gebruikgemaakt van marmer dat was weggehaald uit het septizonium. De kapel heeft de vorm van een Grieks kruis met een centrale koepel, en is niet minder groot dan een kleine kerk. Hoewel ze gewijd is aan het Heilig Sacrament, wordt ze meestal aangeduid als de "Cappella Sistina" naar de opdrachtgever ervan. Ze mag evenwel niet worden verward met de Sixtijnse kapel die paus Sixtus IV een eeuw eerder had laten bouwen naast de Sint-Pietersbasiliek en die vooral bekend is om de fresco's van Michelangelo.
Het altaar staat opgesteld in het midden van deze kapel. Daarop staat het vergulde bronzen tabernakel dat wordt gedragen door vier engelenfiguren. De vorm van dit tabernakel is een imitatie van de koepel van de kapel zelf. In de confessio onder het altaar werd de laatmiddeleeuwse bidplaats van de Kribbe (Latijn: oratorio ad Praesepem) overgebracht, dat de grot nabootste waarin Jezus zou geboren zijn.
In een nis achter het altaar stonden de figuren van het kersttafereel opgesteld die zijn gebeeldhouwd door Arnolfo di Cambio; thans zijn deze beelden ondergebracht in het museum van de basiliek (zie verder).
De fresco's op het gewelf van deze kapel, eveneens uitgevoerd tijdens het pontificaat van Sixtus V, sluiten inhoudelijk aan op het geboorteverhaal van Christus: ze stellen zijn voorvaderen voor, het leven van Maria en dat van Jezus zelf. Ze werden in kort tijdsbestek uitgevoerd door verschillende minder bekende kunstenaars.
De rechter zijmuur wordt volledig in beslag genomen door het grafmonument van paus Sixtus V, eveneens ontworpen door Domenico Fontana. Bas-reliëfs stellen de stedenbouwkundige ingrepen voor die deze paus heeft laten uitvoeren in de stad Rome, o.a. de oprichting van obelisken op de plaatsen die voor de pelgrims de belangrijkste waren.
De linker zijmuur wordt bezet door het grafmonument voor paus Pius V (1566-1582), ontworpen door dezelfde Domenico Fontana. Het stoffelijk overschot van deze paus, die in 1712 heilig werd verklaard, ligt opgebaard aan de voet van zijn grafmonument. Een Latijnse tekst herinnert aan de overwinning die de christelijke Heilige Liga tijdens het pontificaat van deze paus heeft behaald in de zeeslag bij Lepanto (1571) tegen de Turkse vloot.

### Kapellen uitgevend op het linker zijschip
Ook hierop geven drie kapellen uit die zijn gebouwd in de 16e en begin 17e eeuw. De eerste kapel links is de Cesi-Kapel, gewijd aan de Kerstkribbe; de tweede is de Sforza-kapel (16e eeuw), gerealiseerd naar een ontwerp van Michelangelo; de derde is de kapel van Paulus V: zie hierna.

#### Kapel van Paulus V

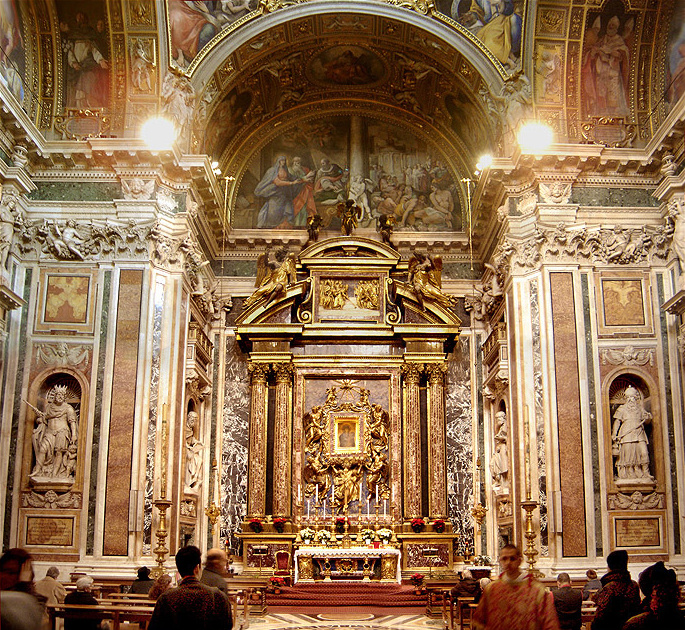
Kapel van Paulus V.
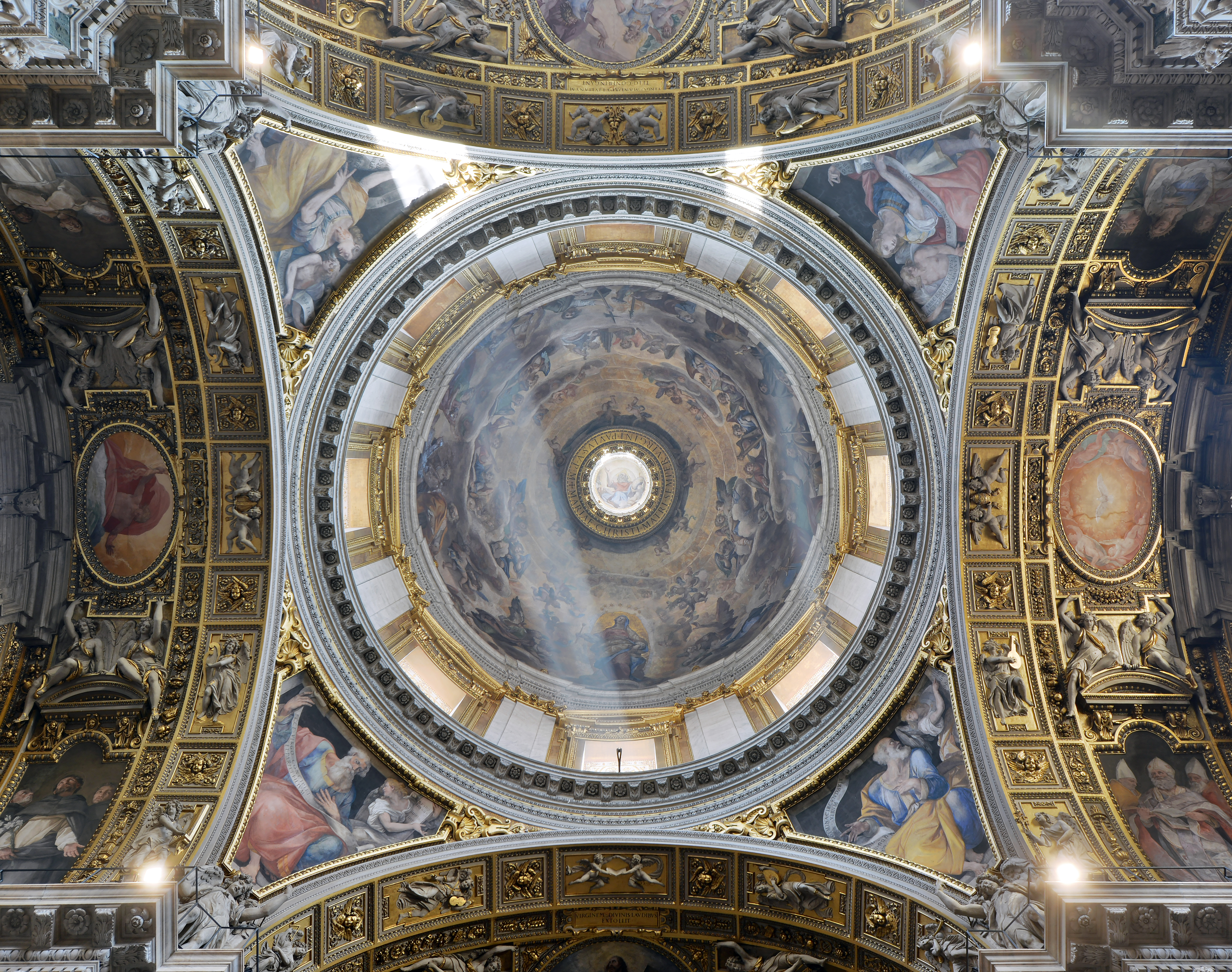
Koepel van de Kapel van Paulus V.
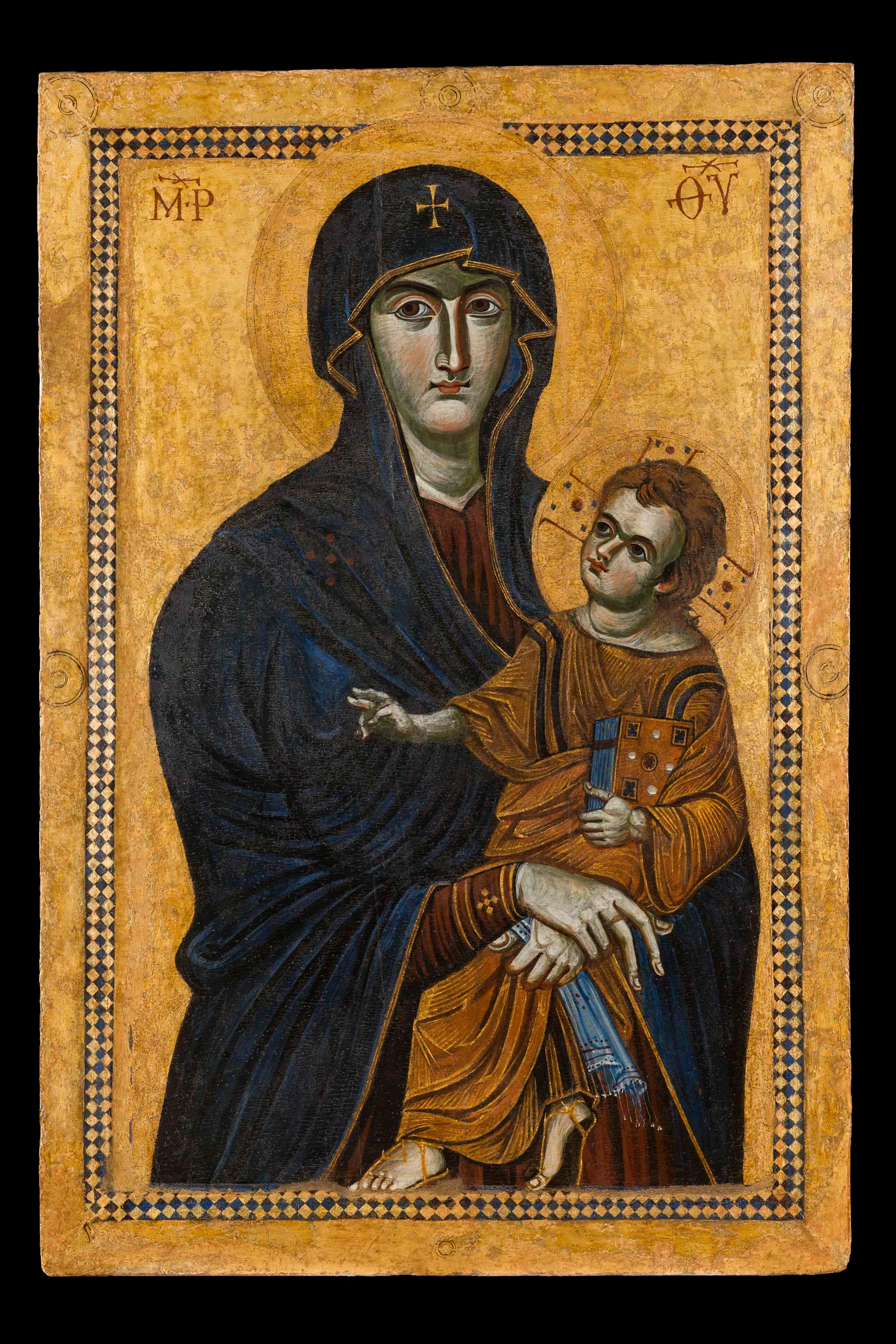
De icoon Salus Populi Romani.
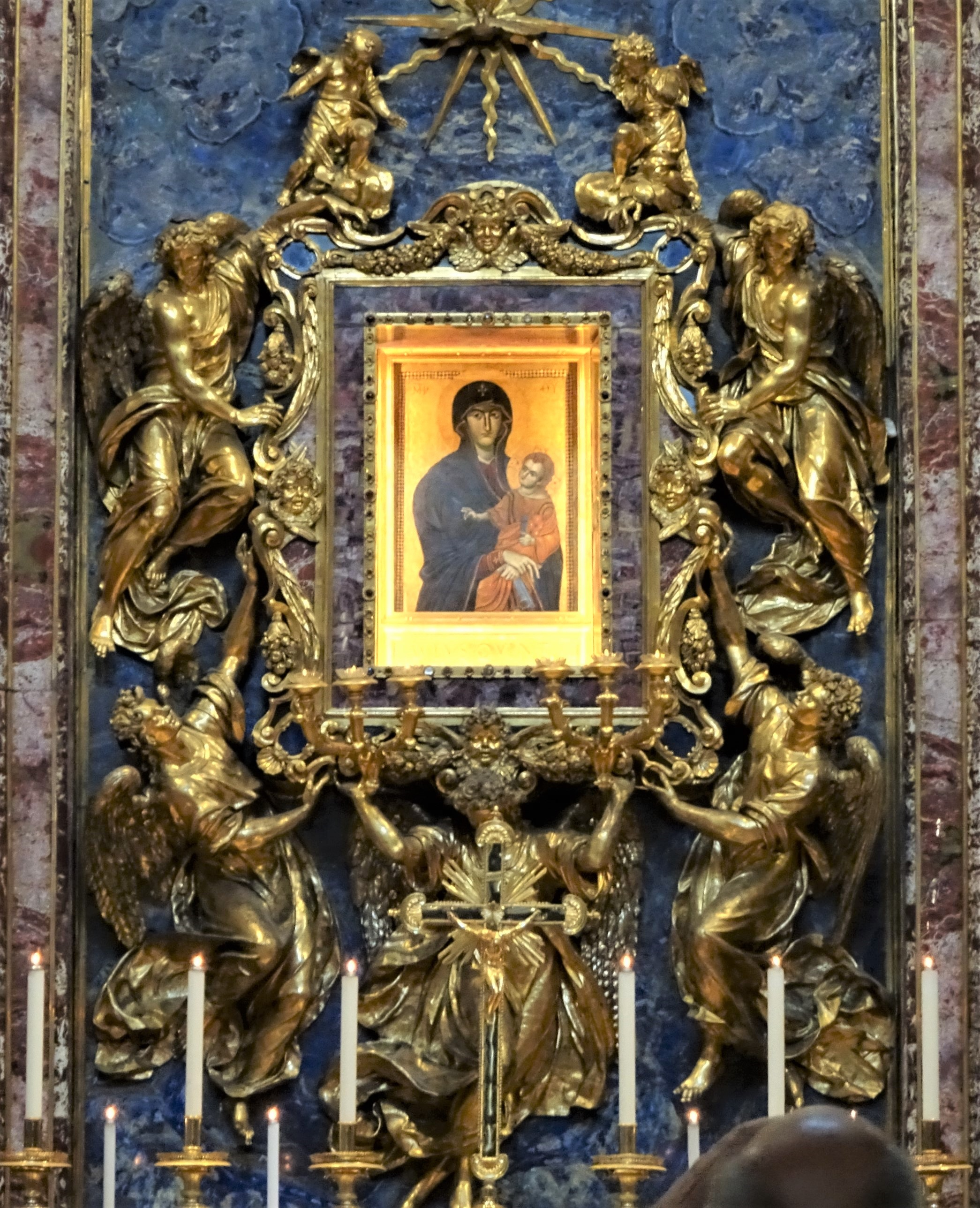
Kroonlijst van de icoon Salus Populi Romani.

Helemaal vooraan in het linker zijschip en symmetrisch tegenover de kapel van Sixtus V ligt de kapel die tussen 1606 en 1612 door de architect Flaminio Ponzio werd gebouwd in opdracht van paus Paulus V (1605-1621). Naar deze opdrachtgever wordt ze in het Italiaans "Cappella Paolina" genoemd. Ook deze heeft de vorm van een Grieks kruis met een centrale koepel. De versiering van deze kapel, waaraan talrijke vooraanstaande kunstenaars hebben meegewerkt, is van een rijkelijke barokstijl, uitgevoerd in kostbare materialen: verschillende marmersoorten, verguldsel, stucwerk, reliëfs, fresco's ... Het fresco in de koepel van deze kapel stelt Maria voor die ten hemel wordt opgenomen, gevolgd door de blik van de apostelen. In de pendentieven zijn vier profeten uit het Oude Testament voorgesteld.

Paulus V liet deze kapel inrichten ter ere van de Salus Populi Romani die boven het altaar van deze kapel hangt. De icoon wordt omringd door sierlijke vergulde engelenfiguren; erboven hangt een verguld bronzen reliëf waarop paus Liberius is afgebeeld die, overeenkomstig de legende, de omtreklijnen van de basiliek afbakent in de sneeuw.
De linker zijmuur van deze kapel is in beslag genomen door het grafmonument van paus Paulus V; de rechter zijmuur door dat van paus Clemens VIII (1592-1605); beide monumenten zijn ontworpen door Flaminio Ponzio.

## Het exterieur

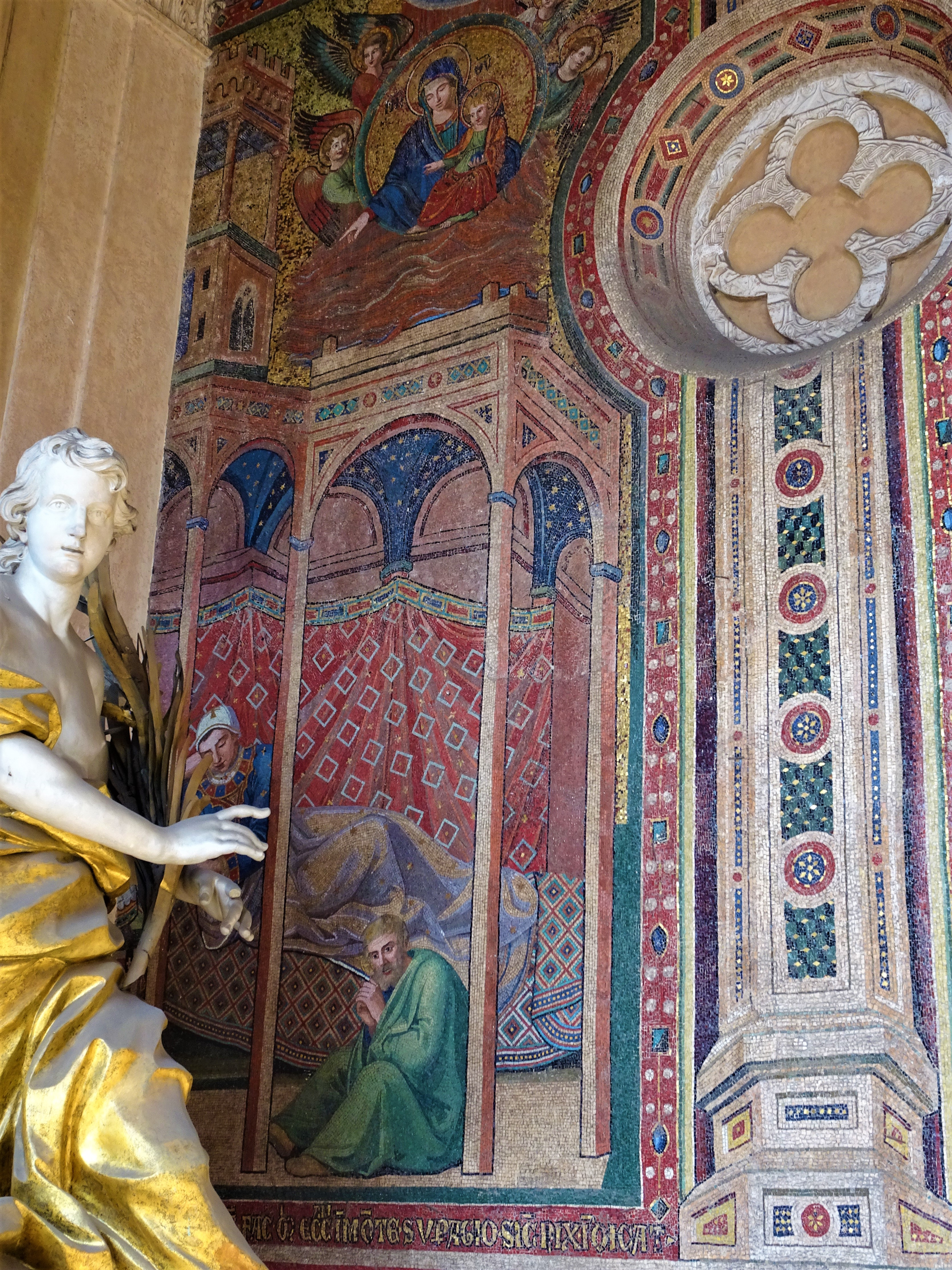
Maria verschijnt in de droom van Paus Liberius.
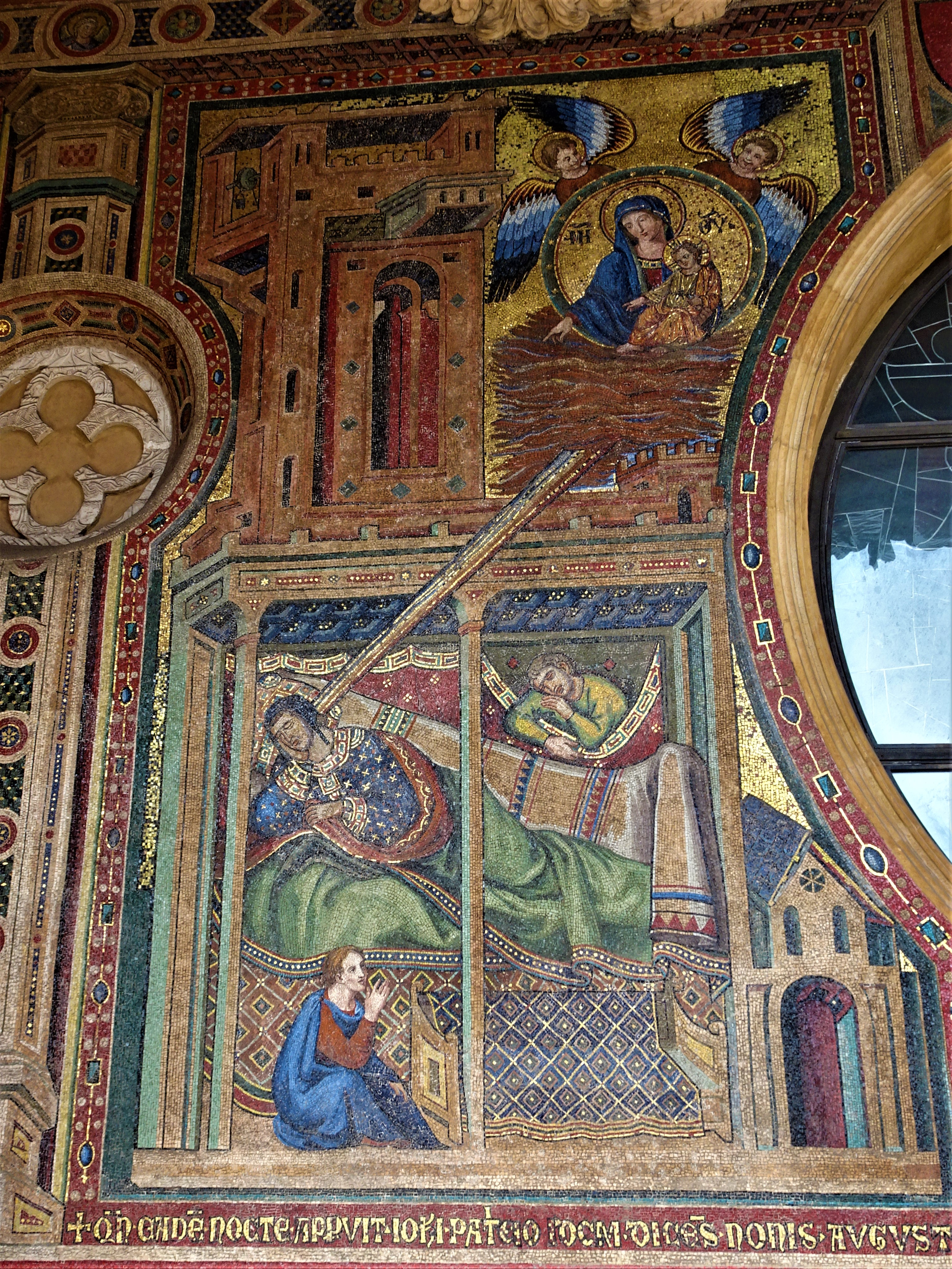
Maria verschijnt in de droom van Johannes.
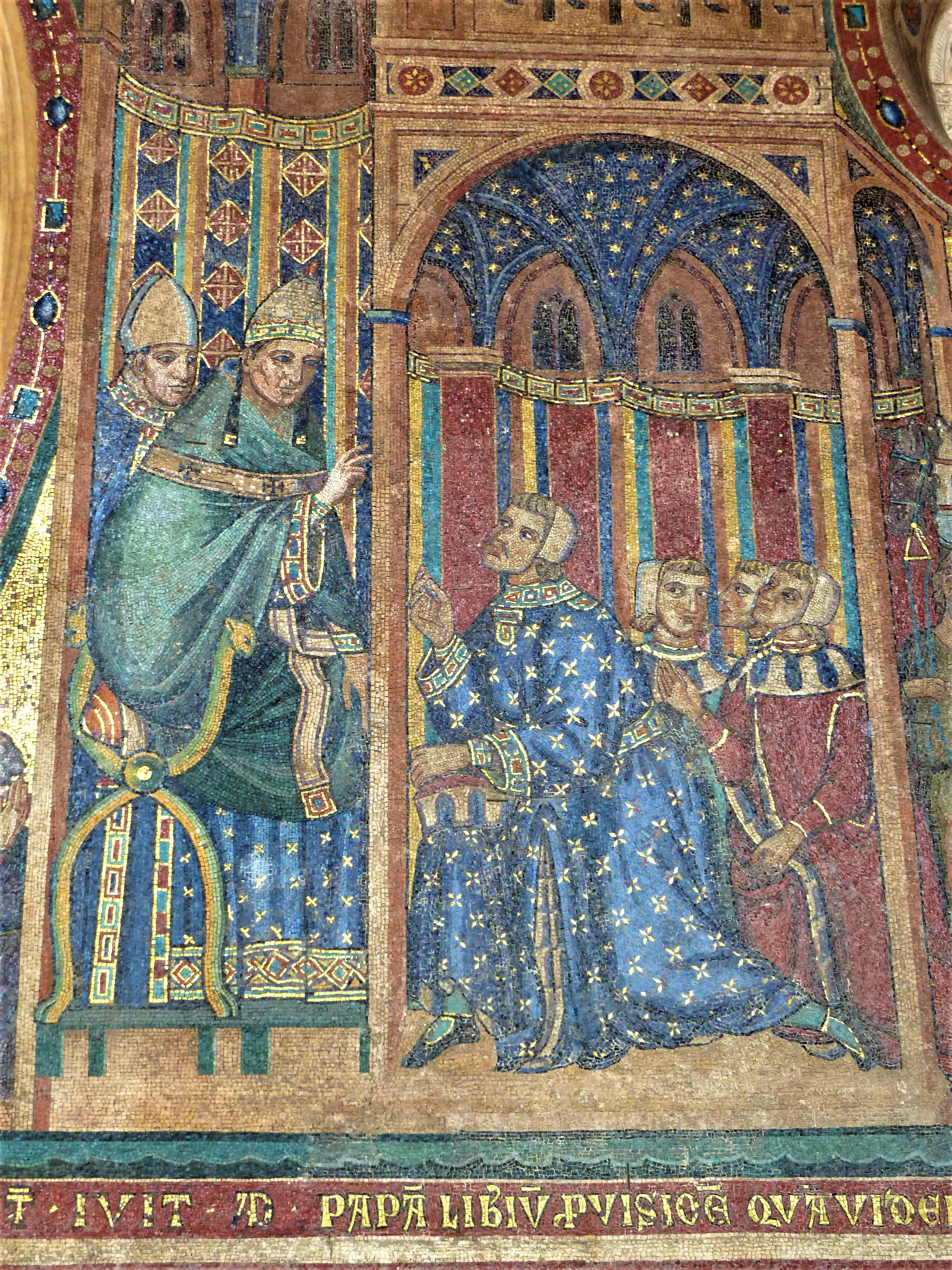
Johannes vertelt zijn wonderlijke droom aan paus Liberius.
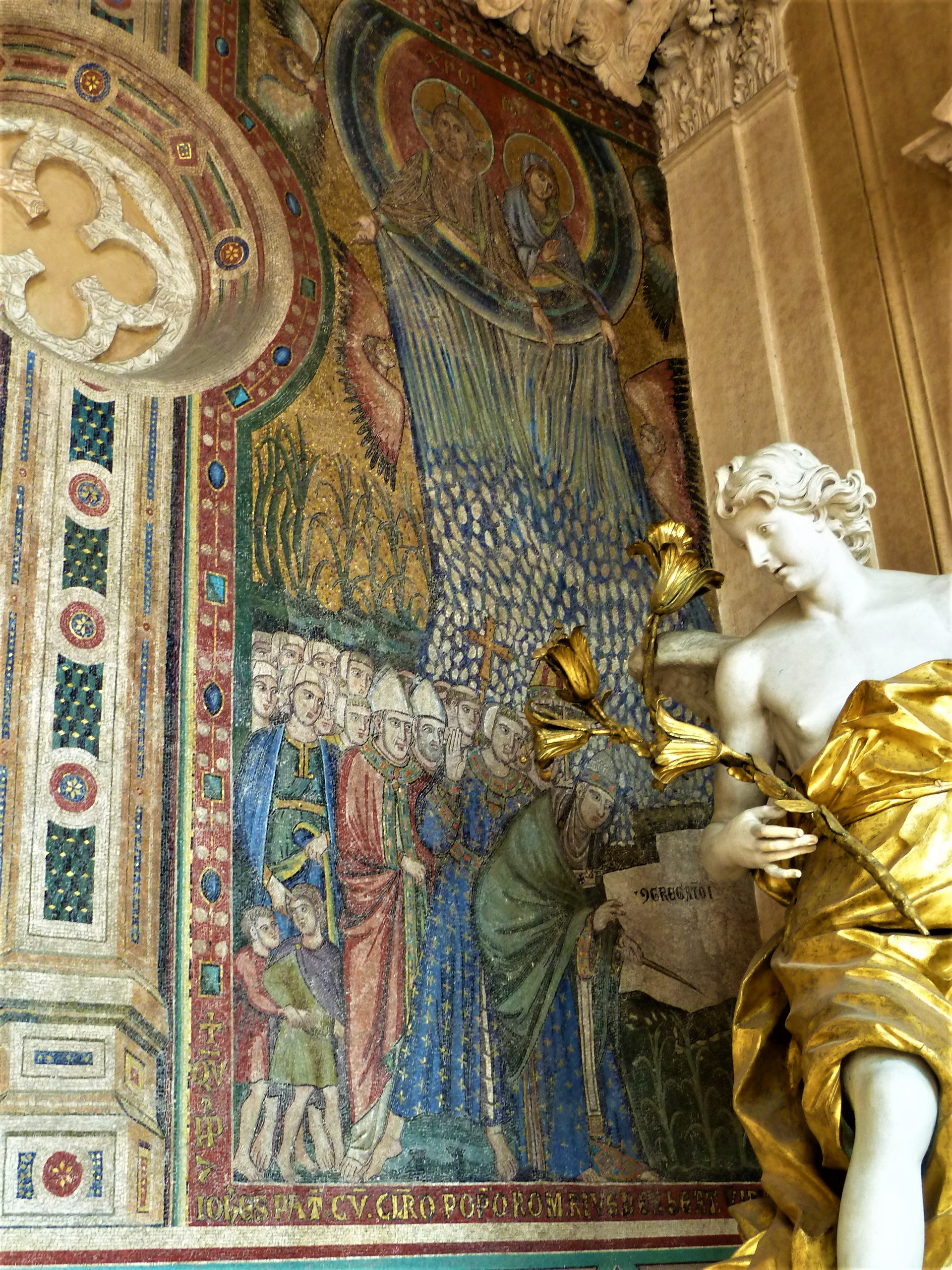
De wonderlijke sneeuwval op 5 augustus.
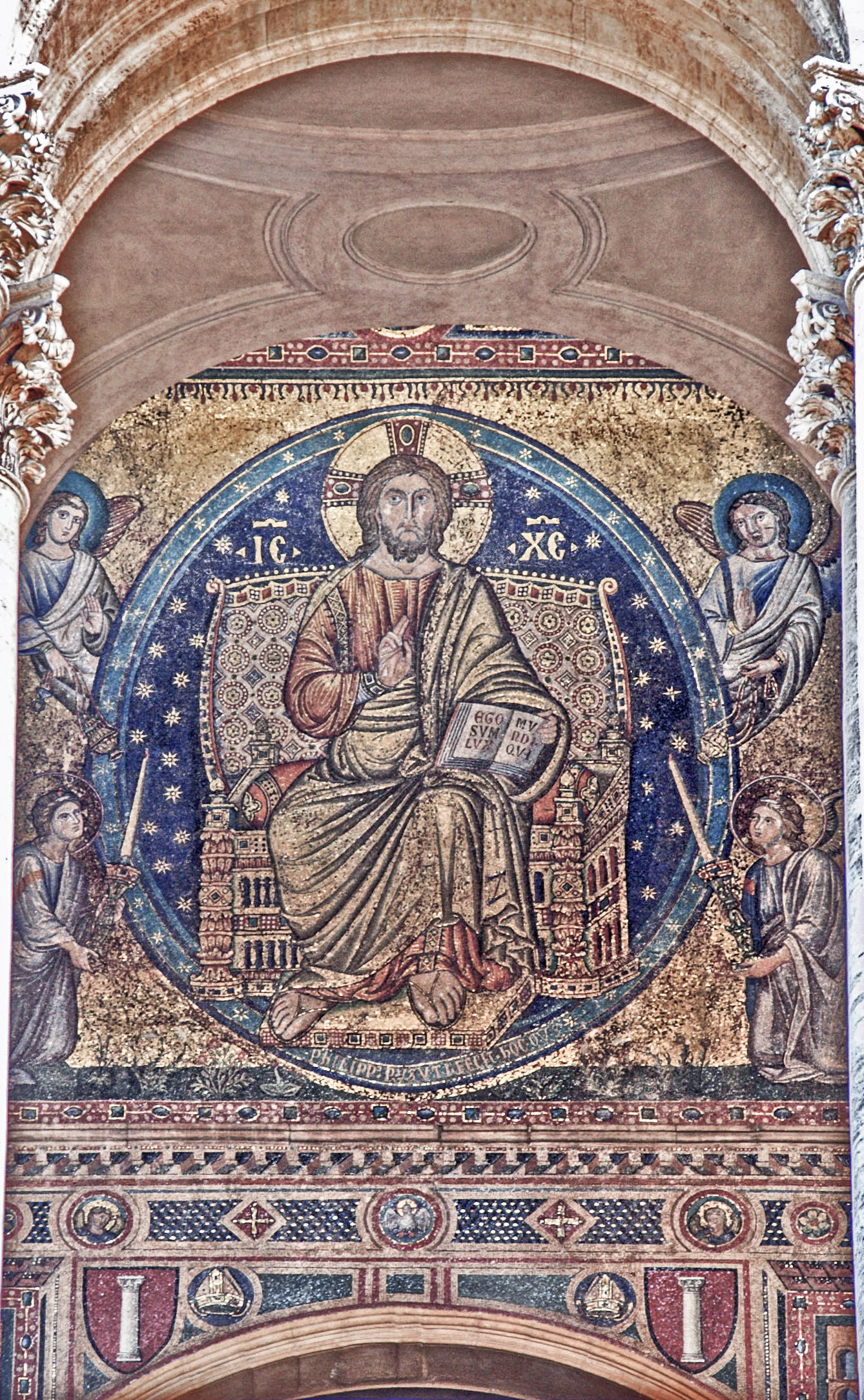
Tronende Christus: gevelmozaïek boven het glasraam.
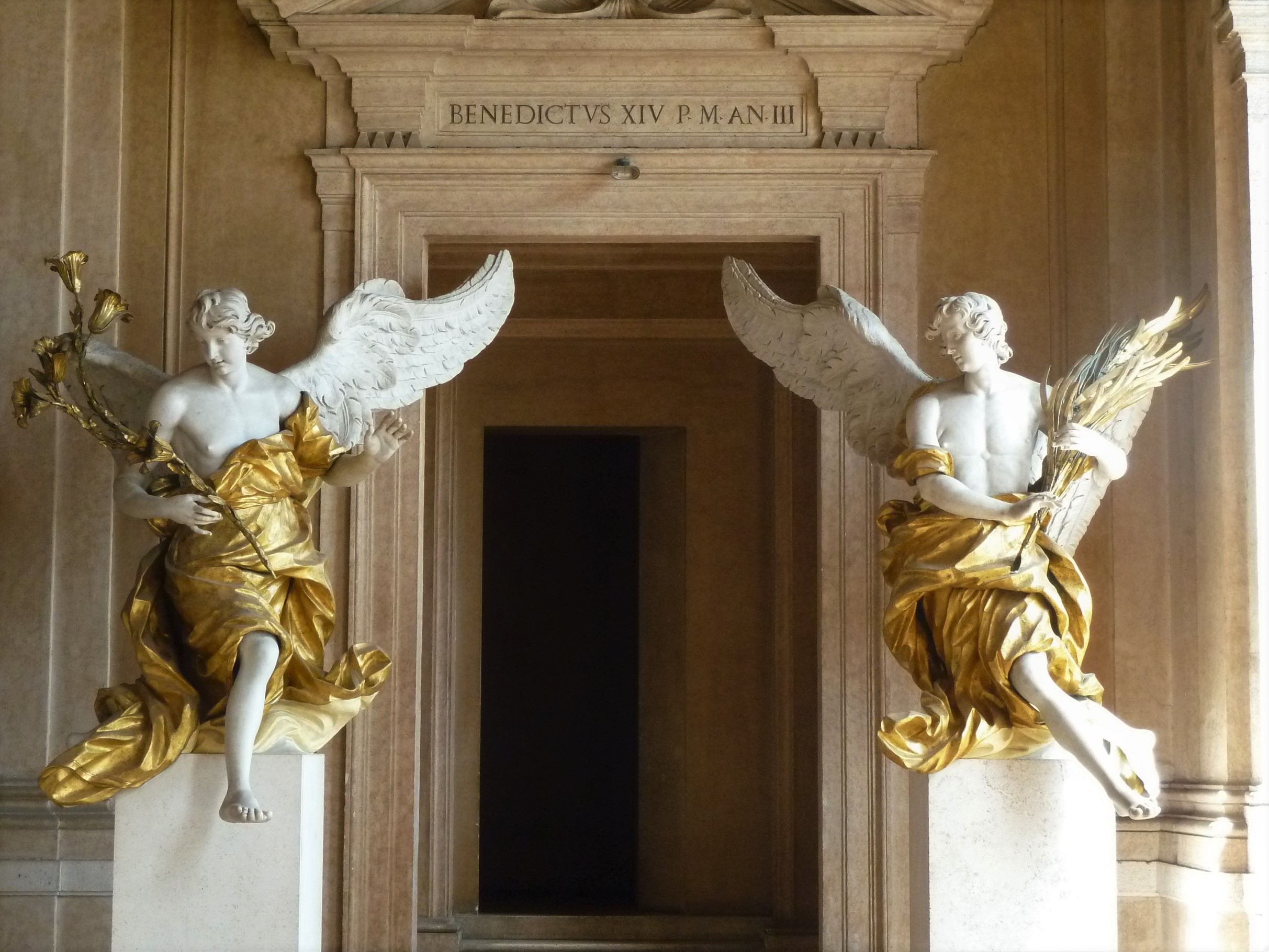
Engelenbeelden in de loggia naast de doorgang naar de pauselijke vertrekken van Paulus V.
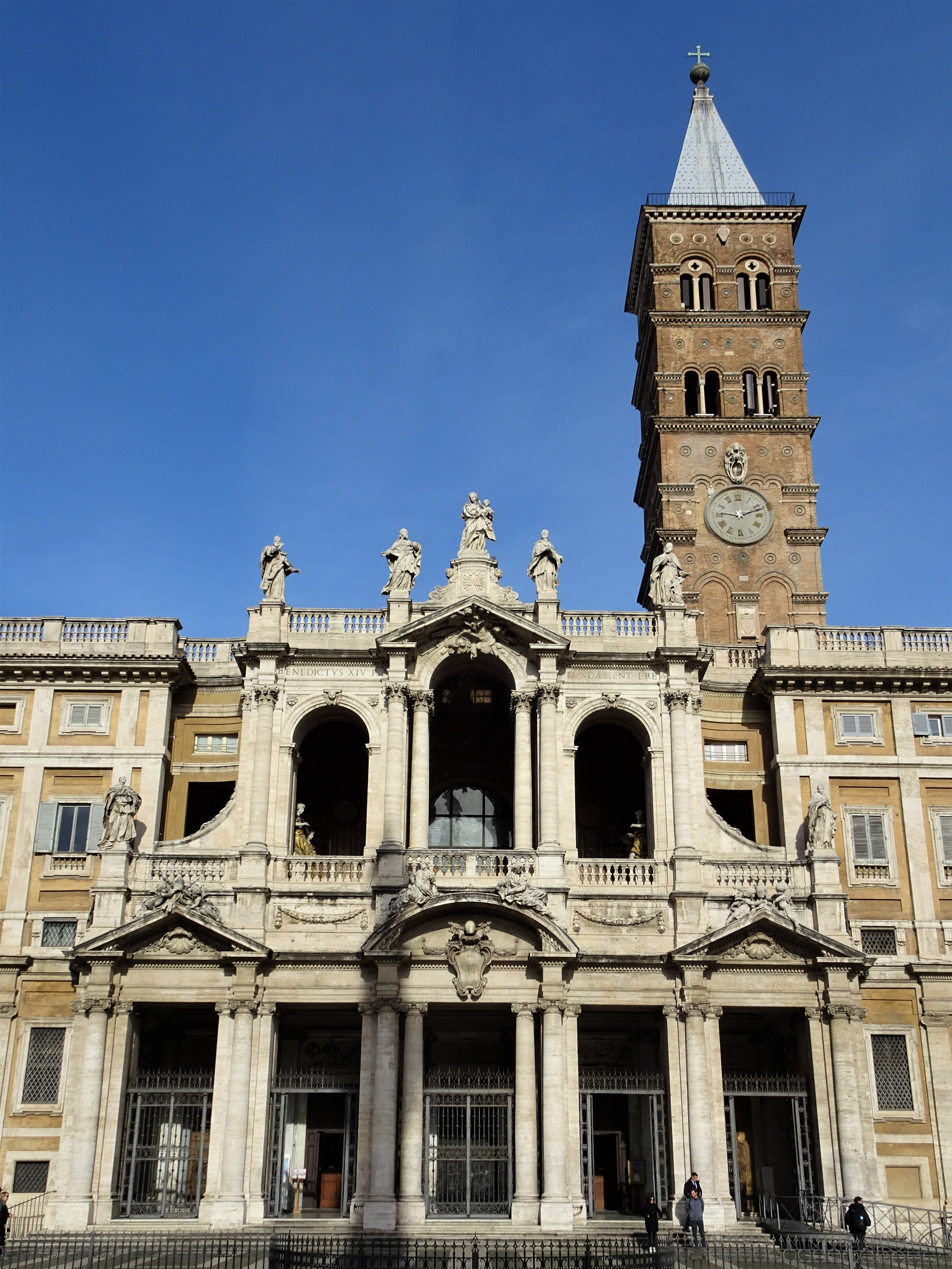
Portiek, loggia en klokkentoren.
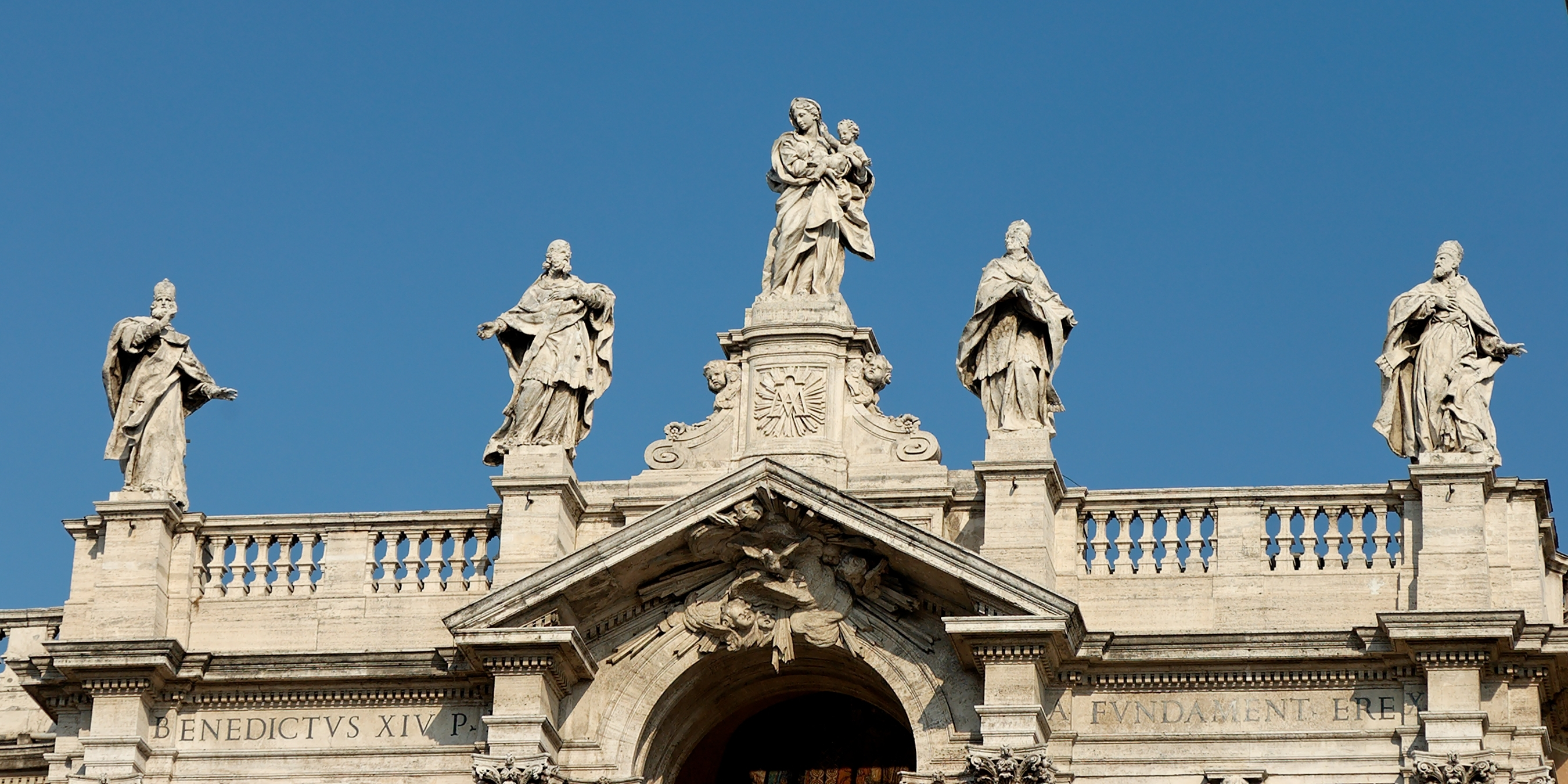
Maria, heiligen en pausen op de gevel boven de loggia.
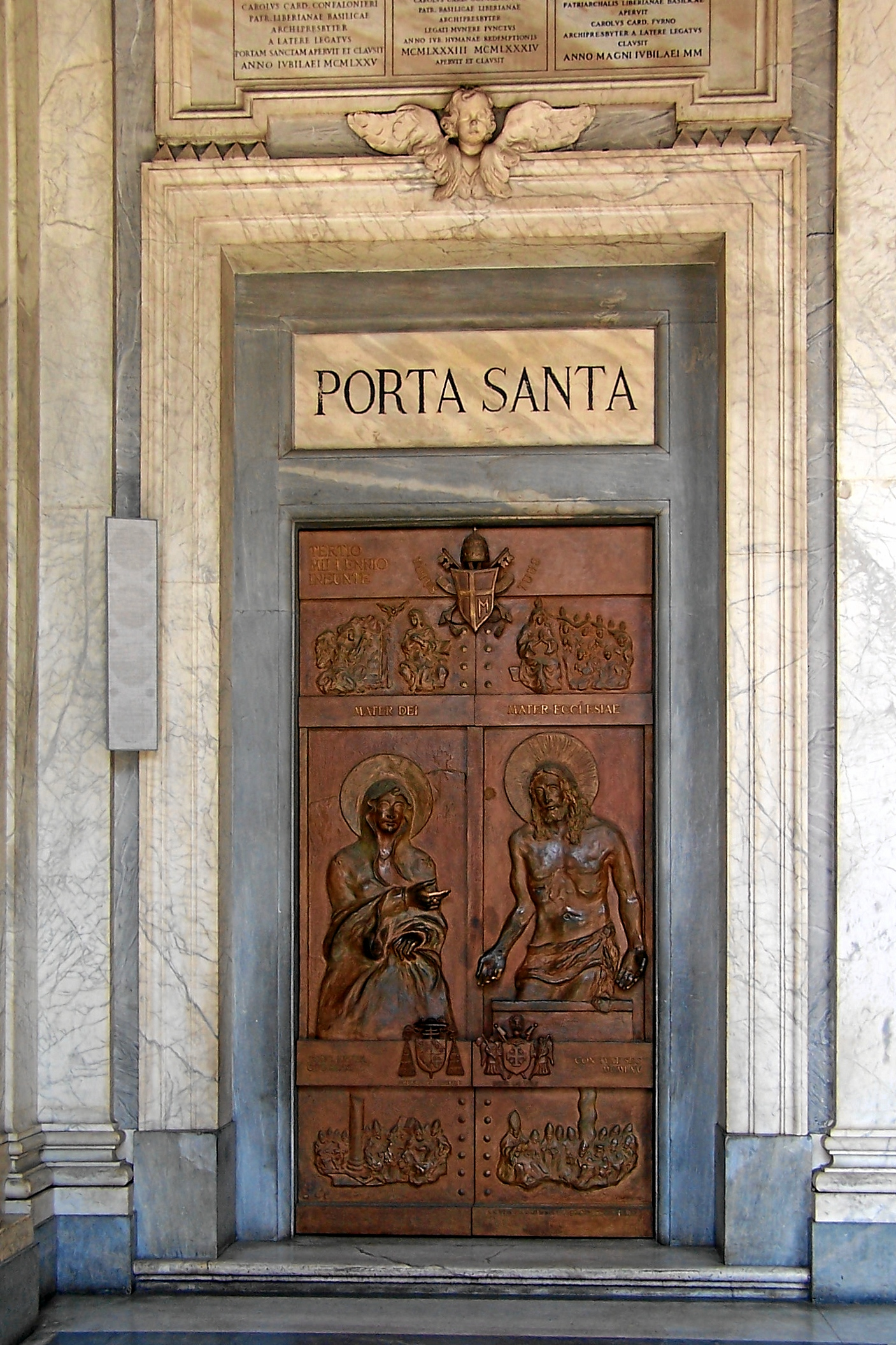
Heilige deur.
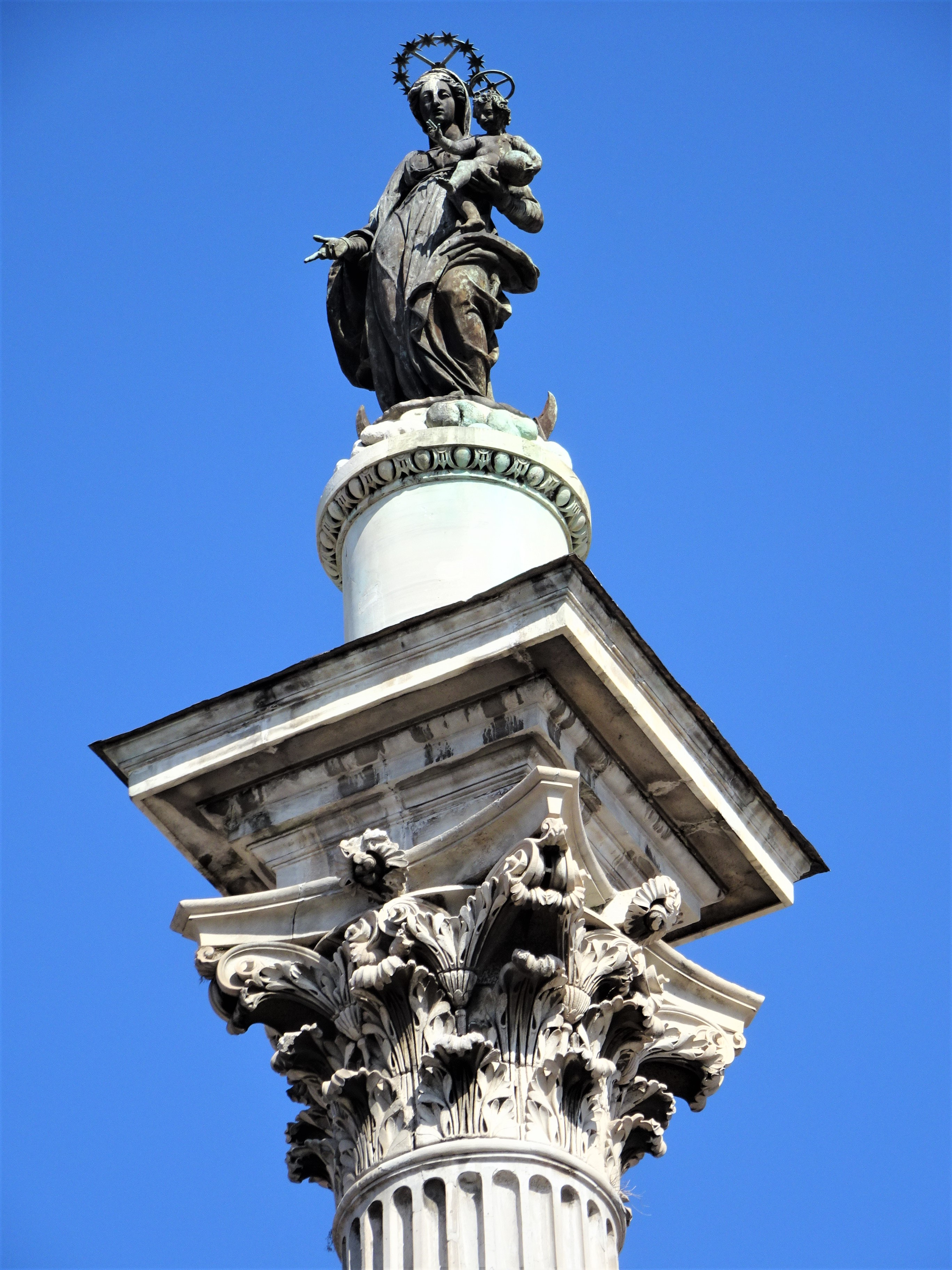
Zuil met het beeld van Maria op het voorplein van de basiliek.
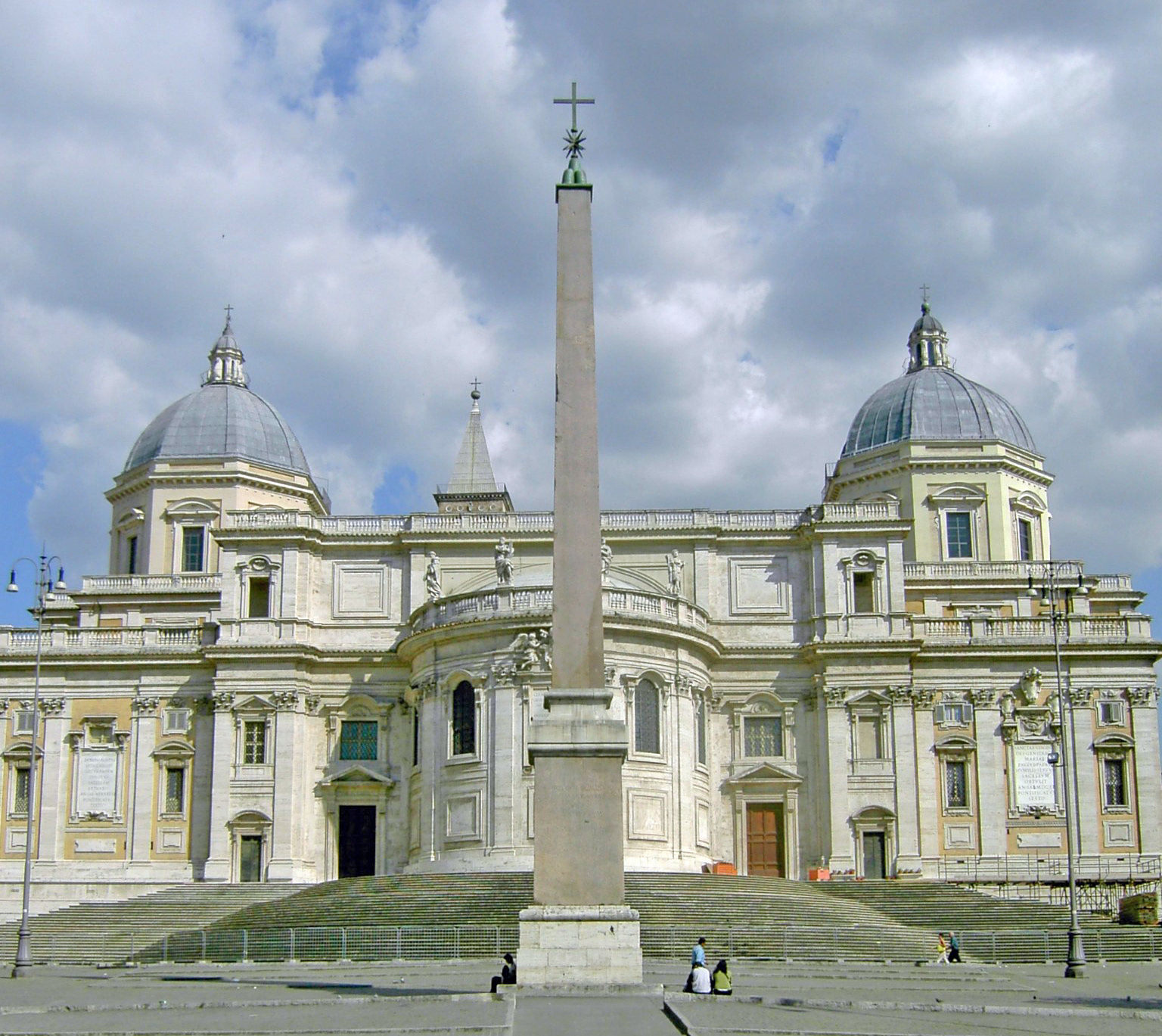
Achterzijde: links de koepel van de Kapel van Sixtus V, rechts die van Paulus V.

Het exterieur van het bouwwerk uit de 5e eeuw is volledig aan het zicht onttrokken door palazzi die er later tegenaan zijn gebouwd: aan de rechterzijde door de architect Flaminio Ponzio (1605) en aan de linkerzijde door Ferdinando Fuga (1743).
Daarenboven verving de architect Ferdinando Fuga in 1741-1750 in opdracht van paus Benedictus XIV de oorspronkelijke narthex voor de gevel door een portiek. Vanuit deze portiek geven vier deuren toegang tot het middenschip van de basiliek. De linkse is een heilige poort, wat betekent dat ze enkel wordt geopend in een heilig jaar. Deze poort dateert uit 2001; het reliëf links onderaan stelt het Concilie van Efese voor dat Maria erkende als Moeder Gods; rechts onderaan het Tweede Vaticaans Concilie, dat haar als Mater Ecclesiae erkende (Moeder van de Kerk).
Boven deze portiek bouwde Fuga een rijzige loggia met drie bogen: een hoge boog te midden van twee lagere. Deze "Loggia delle Benedizioni" verbergt grotendeels het mozaïek die op het einde van de 13e eeuw door Filippo Rusuti en medewerkers is aangebracht op de voorgevel van de basiliek. Vier scènes van dit mozaïek beelden de legende van de wonderbaarlijke sneeuwval uit (zie hoger). Boven het glasraam zetelt, eveneens in mozaïek, Christus in majesteit op een rijkelijk versierde troon te midden van een blauw medaillon; dit is het enige gedeelte van het mozaïek dat van buitenuit goed zichtbaar is, doordat de middelste boog van de loggia veel hoger is. Binnen in de loggia omkaderen vergulde beelden van zwevende engelen de zijdeuren die toegang geven tot (aan de rechterzijde) de pauselijke appartementen en (aan de linkerzijde) de trap die vanuit de portiek naar de loggia voert. Deze vier engelen tooiden oorspronkelijk het ciborium boven het hoogaltaar van de basiliek, en werden daar in 1932 weggenomen.
De gevel wordt bekroond door een beeld van Maria met Kind, met daarnaast vier beelden van heiligen en pausen. De klokkentoren werd in verschillende fasen gebouwd tussen 1375 en het begin van de 16e eeuw. Met zijn 75 meter is hij de hoogste campanile van Rome. In het begin van de 19e eeuw werd hij voorzien van een uurwerk.
Op het plein aan de voorzijde van de basiliek (Piazza di Santa Maria Maggiore) liet paus Paulus V in 1614 een bronzen Mariabeeld plaatsen. Dit beeld rust op een 14 m hoge zuil die afkomstig is van de basilica van Maxentius op het Forum Romanum.
De achterzijde van de basiliek is bijzonder imposant door het zicht op de achthoekige koepels boven de kapel van Sixtus V en boven die van Paulus V. De monumentale trappartij werd in 1673 door de architect Carlo Rainaldi toegevoegd aan de buitenzijde van de apsis. Voor de apsis staat op de Piazza dell'Esquilino de obelisk die paus Sixtus V hier heeft laten plaatsen als merkteken voor de pelgrims. Deze is een van de twee obelisken in Egyptische stijl (maar zonder hiërogliefen) die keizer Augustus had laten vervaardigen en voor zijn mausoleum had laten oprichten.

## Kerkschatten en bijzonderheden

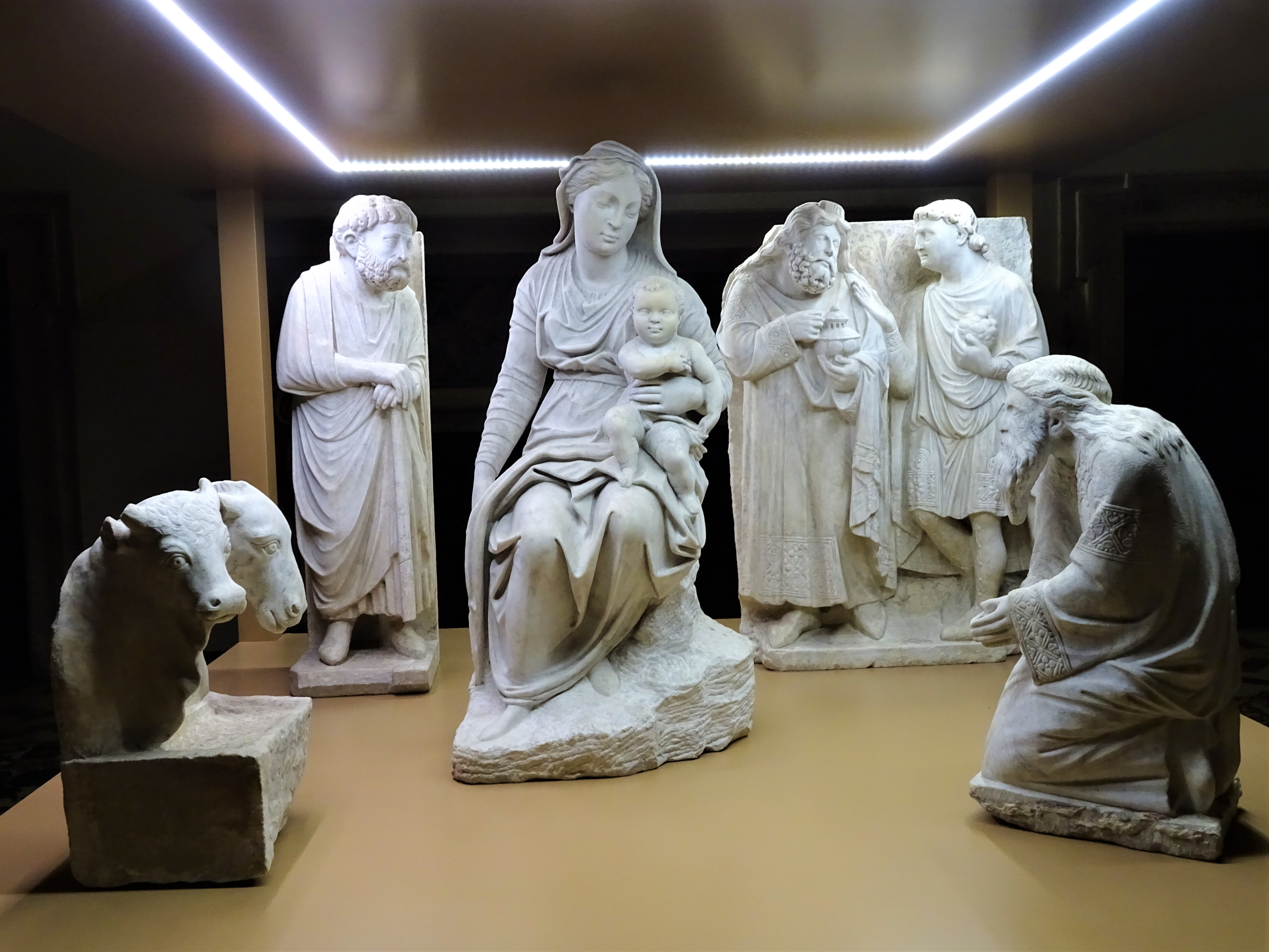
kerststal van Arnolfo di Cambio, Santa Maria Maggiore, Rome

In 2001 werd in de ondergrondse verdieping van de basiliek een museum geopend waar tal van kunstschatten en religieuze voorwerpen zijn tentoongesteld. Wellicht de belangrijkste kunstschat is de beeldengroep met figuren uit het geboorteverhaal van Christus. Deze zijn gesculpteerd door Arnolfo di Cambio, behalve het beeld van Maria met Kind dat uit de 16e eeuw dateert. Verder bevat het museum o.a. cultusobjecten met betrekking tot de verering van Christus en van Maria, voorwerpen betreffende de geschiedenis van de basiliek, relikwiehouders en ostensoria, koorboeken, enz.
Behalve tientallen bij name bekende of anonieme kunstenaars van Italiaanse afkomst hebben ook enkele Vlaams-Nederlandse kunstenaars meegewerkt aan de basiliek, te weten:
- Paul Bril: zes landschappen in lunetten van de sacristie van de Kapel van Sixtus V;[33]
- Niccolò Pippì en Gillis van den Vliete: vijf reliëfs aan het grafmonument van paus Pius V, en eveneens vijf reliëfs aan dat van paus Sixtus V;
- Pieter Antoon Verschaffelt: twee allegorische figuren en vier engelenfiguren naast de timpanen van Fuga's portiek aan de voorgevel.

## Wetenswaardigheden
- Ingevolge het Verdrag van Lateranen dat in 1929 werd gesloten tussen de Heilige Stoel en de Italiaanse staat is deze basiliek, evenals de drie andere pauselijke basilieken in het bezit van de Heilige Stoel.
- Na reservering kunnen onder de basiliek opgravingen worden bezocht van een huis ("villa suburbana") dat werd bewoond van de 1e tot de 4e eeuw n.C. Deze resten werden aangetroffen tijdens werkzaamheden die in 1966-1971 werden uitgevoerd om vochtproblemen in de basiliek te verhelpen. Vast staat dat het niet gaat om de basiliek die paus Liberius zou gebouwd hebben noch om het Macellum Liviae in de omgeving waarvan die basiliek zou gestaan hebben (zie hoger: legende van de stichting).
- De basiliek van Santa Maria Maggiore is een van de vier pauselijke basilieken (basilicae maiores), samen met de Sint-Pietersbasiliek, de Sint-Jan van Lateranen en de Sint-Paulus buiten de Muren. Aan het hoogaltaar mag enkel de paus of zijn vertegenwoordiger de mis opdragen. Een basilica maior is dan ook geen titelkerk van een kardinaal, maar heeft wel een aartspriester die aan het hoofd staat van het kapittel van die basiliek. Sinds 2025 is Rolandas Makrickas aartspriester van de Santa Maria Maggiore.
- Ignatius van Loyola droeg hier op 25 december 1538 zijn eerste mis als priester op. Later zou hij de Jezuïetenorde oprichten.
- Veel beroemde katholieken liggen hier begraven; behalve de hoger genoemde pausen zijn dat onder andere kardinaal Giacomo Colonna, kardinaal Lévis de Quélus en Pauline Bonaparte.
- Op 29 april 1964 trouwde de Nederlandse prinses Irene in de basiliek met Karel Hugo van Bourbon-Parma.

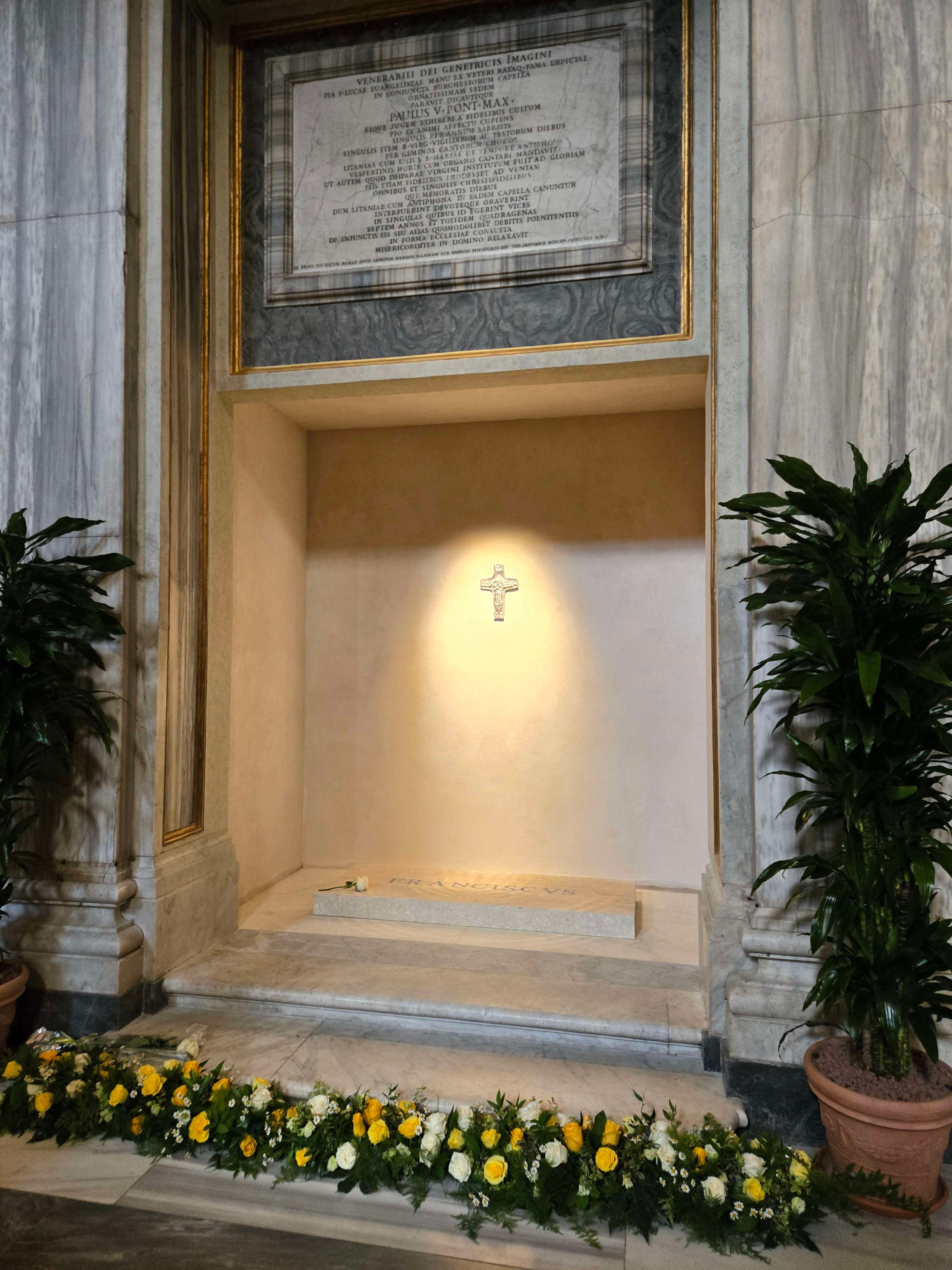
Graf paus Franciscus

- Paus Franciscus kwam als groot Mariavereerder graag in deze kerk. Zo kwam hij er de ochtend na zijn pausverkiezing op 14 maart 2013 bidden, en dat deed hij ook elke keer voor en na een buitenlandse reis. Hij heeft eind 2023 gezegd dat hij na zijn dood niet in de Sint Pieter begraven wilde worden, maar in deze kerk.[34] Daarmee is hij de eerste paus sinds Paus Leo XIII (overleden in 1903), die niet in de Sint Pieter zijn laatste rustplaats vond. Sinds 26 april 2025 ligt hij hier bijgezet in het linkerzijschip in een eenvoudig graf tussen de Pauluskapel en de Sforzakapel in, naar zijn wens in een enkelvoudige kist.

## Galerij

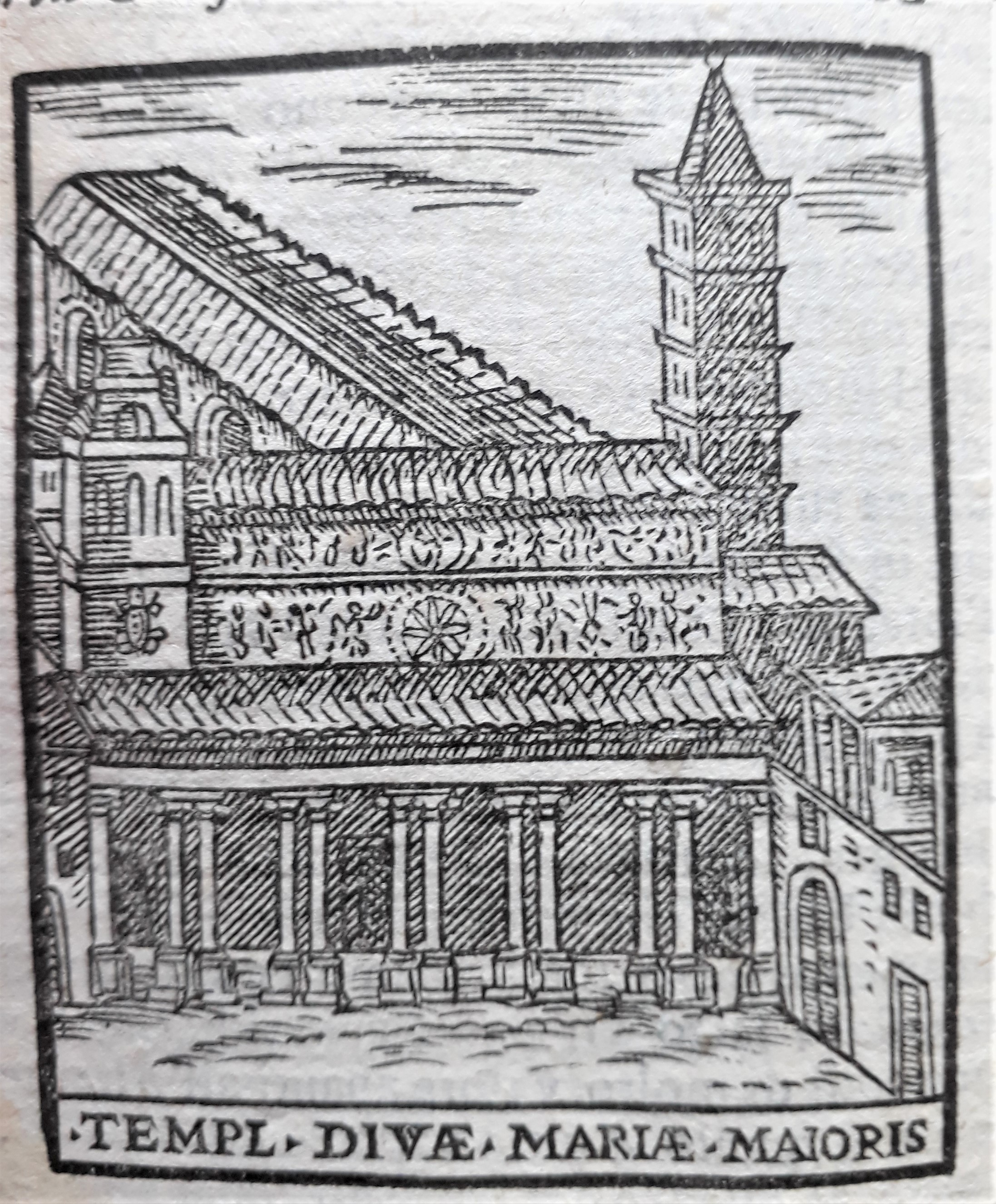
Exterieur van de basiliek zoals afgebeeld in een gids voor Rome (1615).
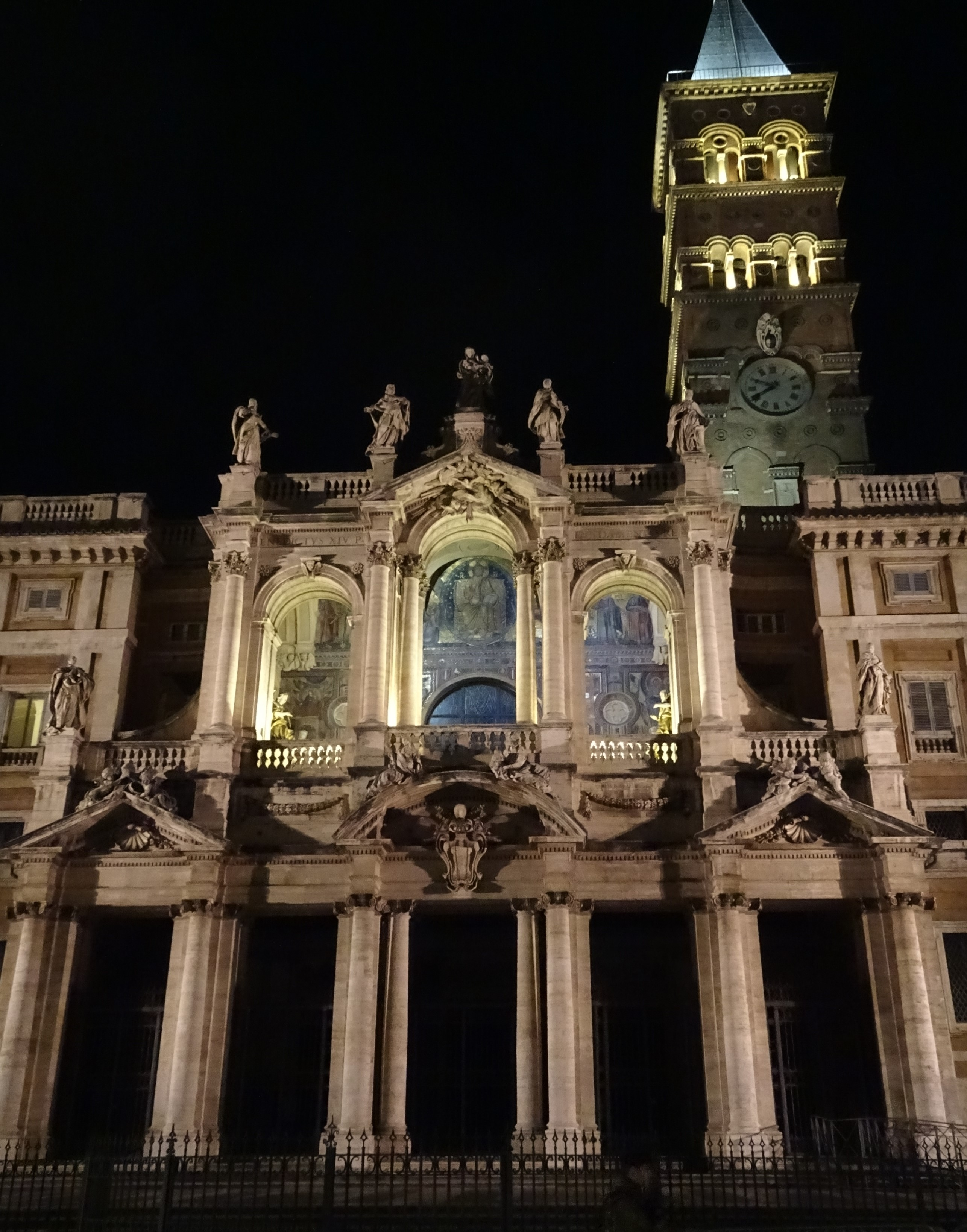
Nachtelijke verlichting van de gevel en de klokkentoren.
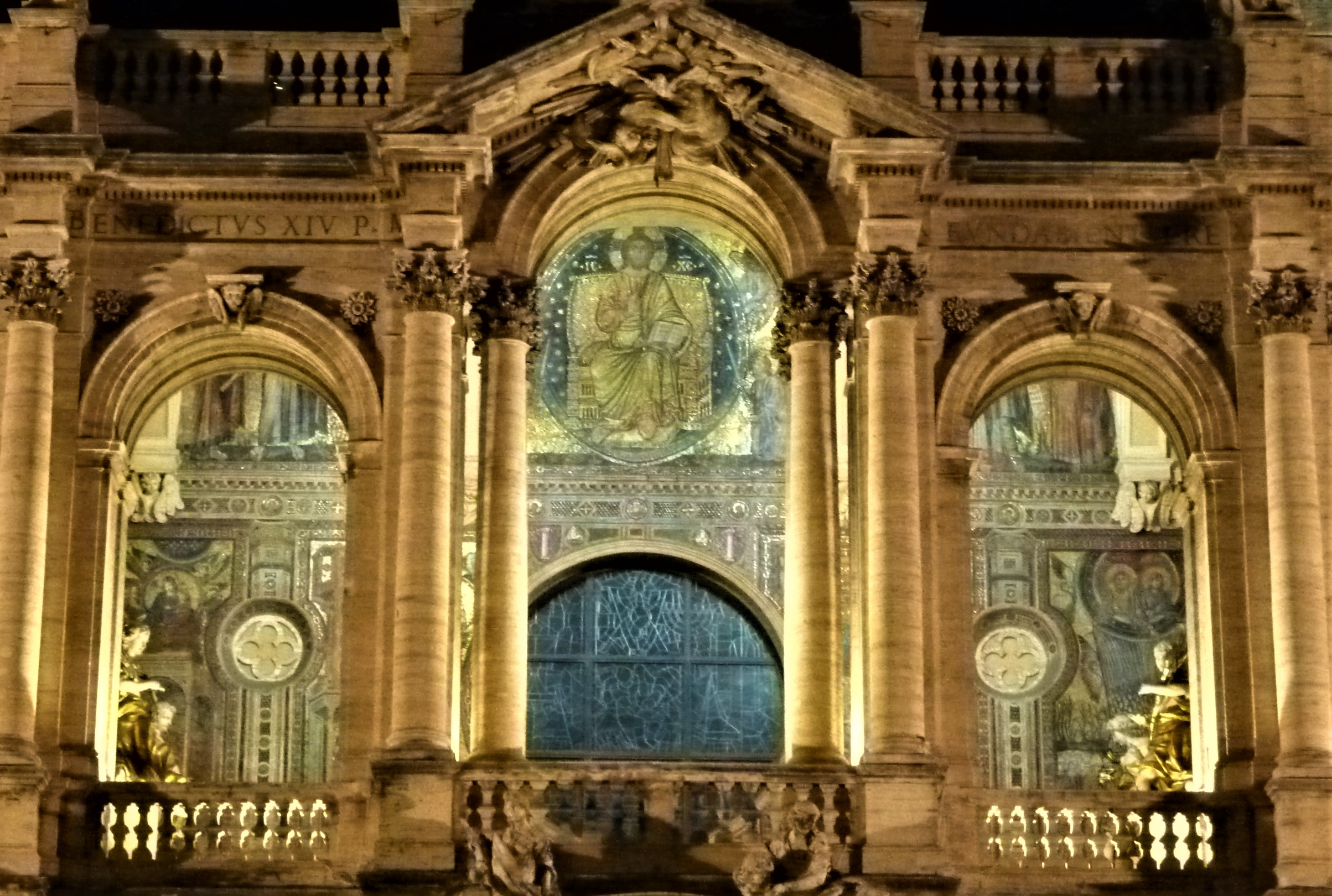
Nachtelijke verlichting van de loggia.
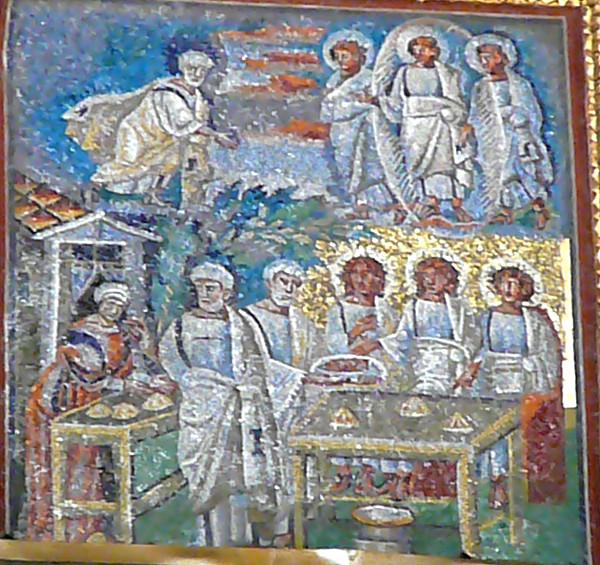
Mozaïek aan de linkerzijde: Abraham en Sarah met drie mannen.
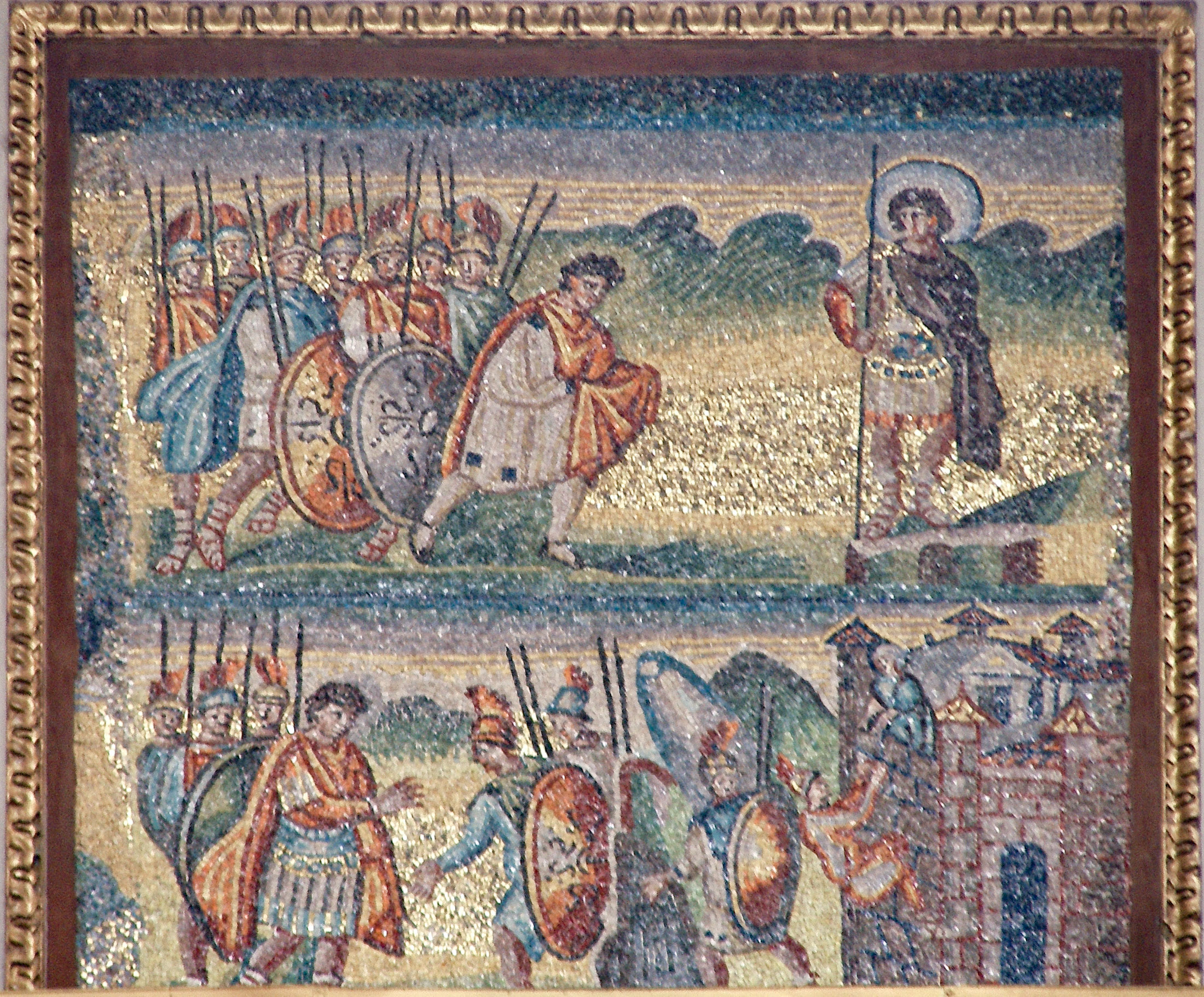
Boven: Jozua voor de leider van het hemelse leger. Onder: vlucht van de boodschapper uit Jericho.
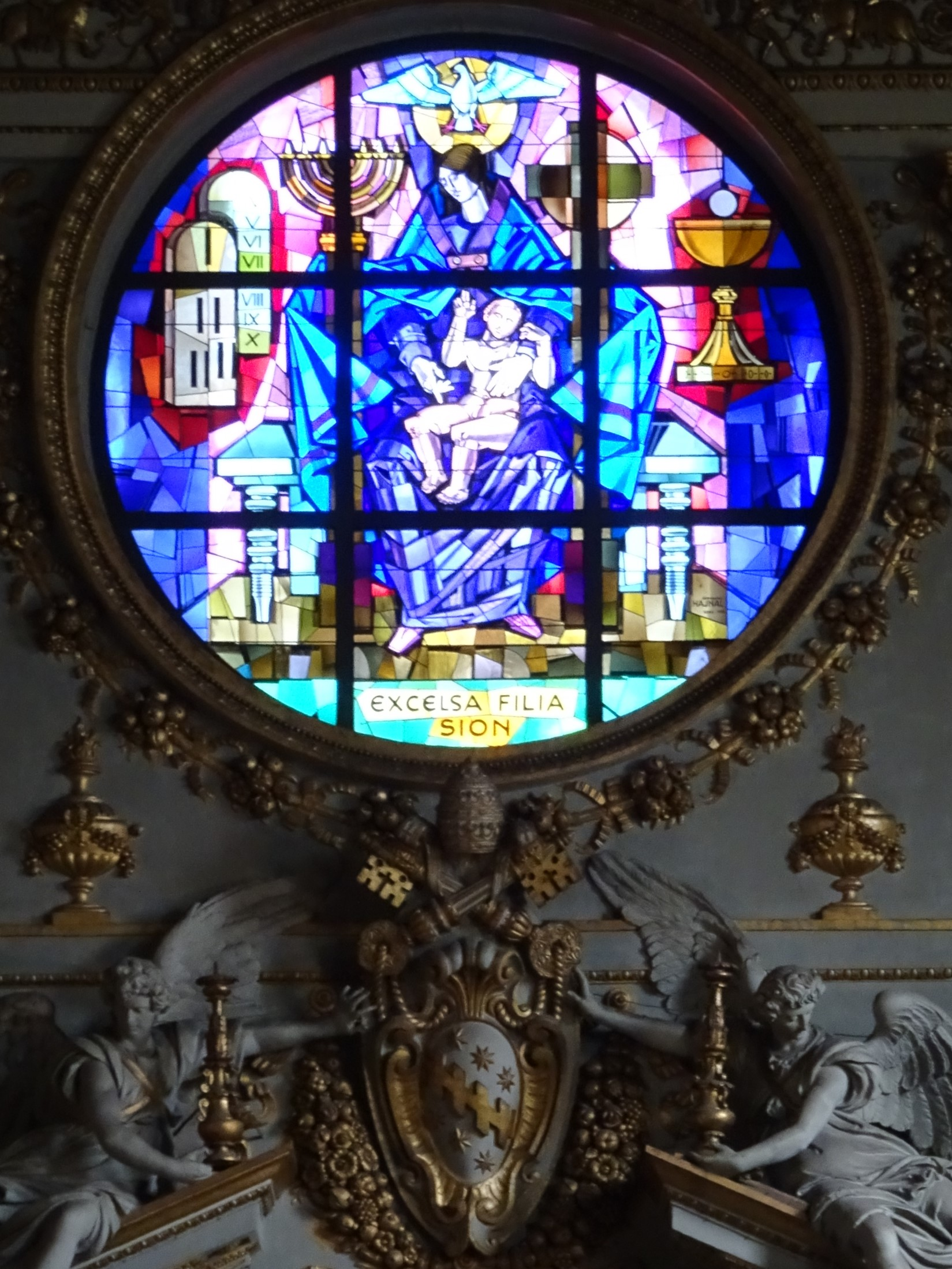
Glasraam in de gevel: Maria als brugfiguur tussen het Oude en het Nieuwe Testament.
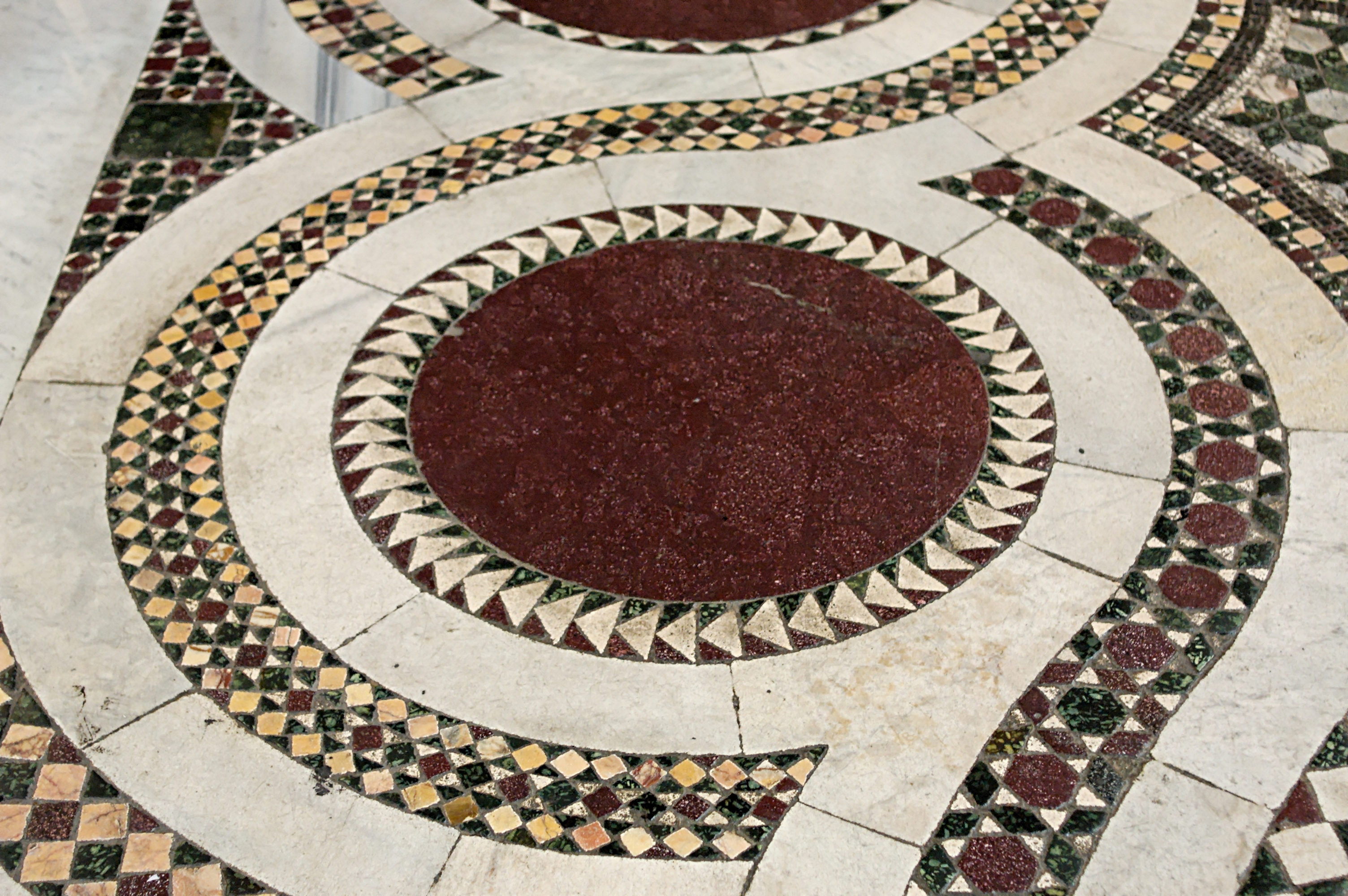
Vloer van het middenschip in Cosmatentechniek.
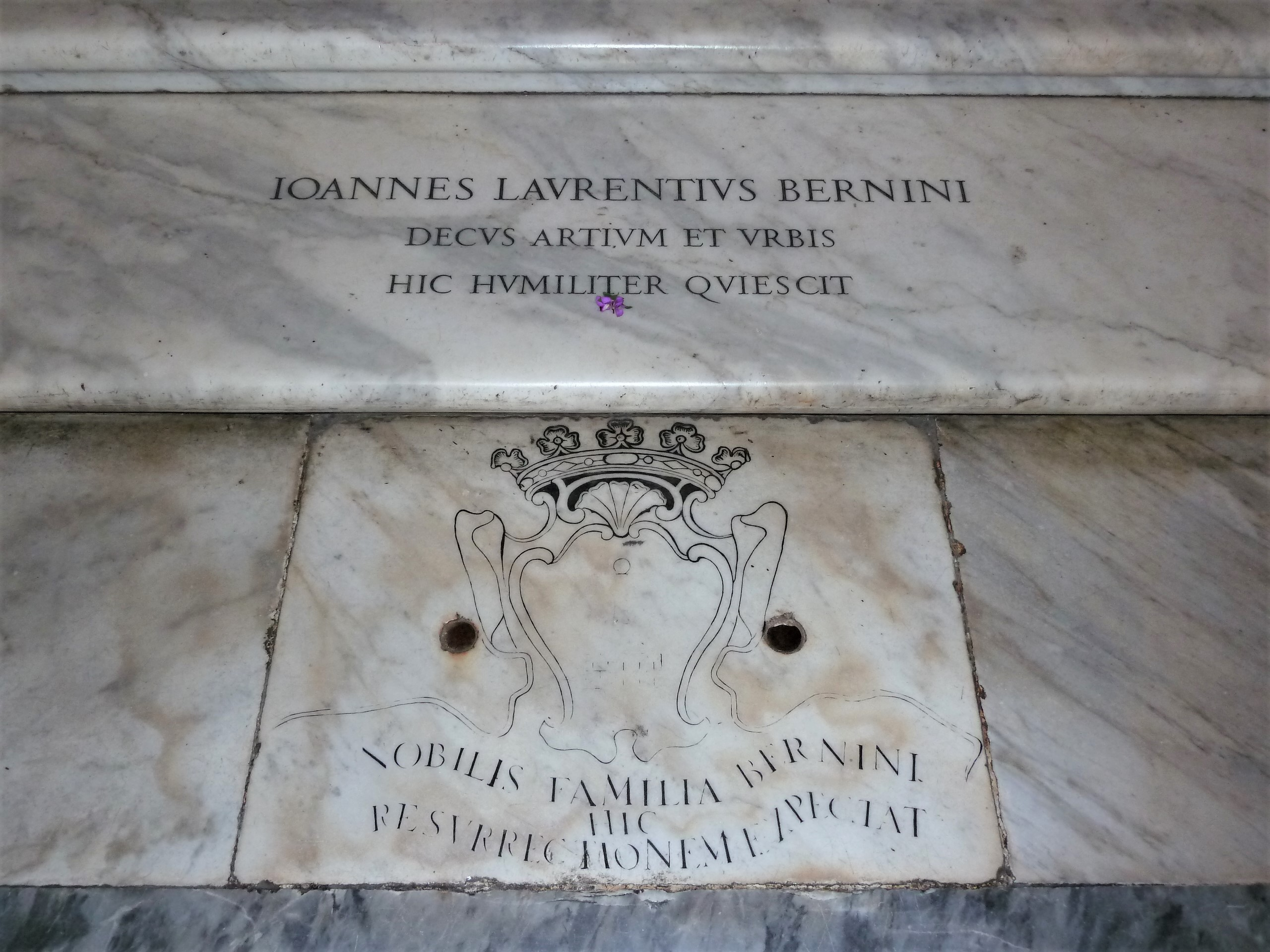
Grafsteen van Bernini.
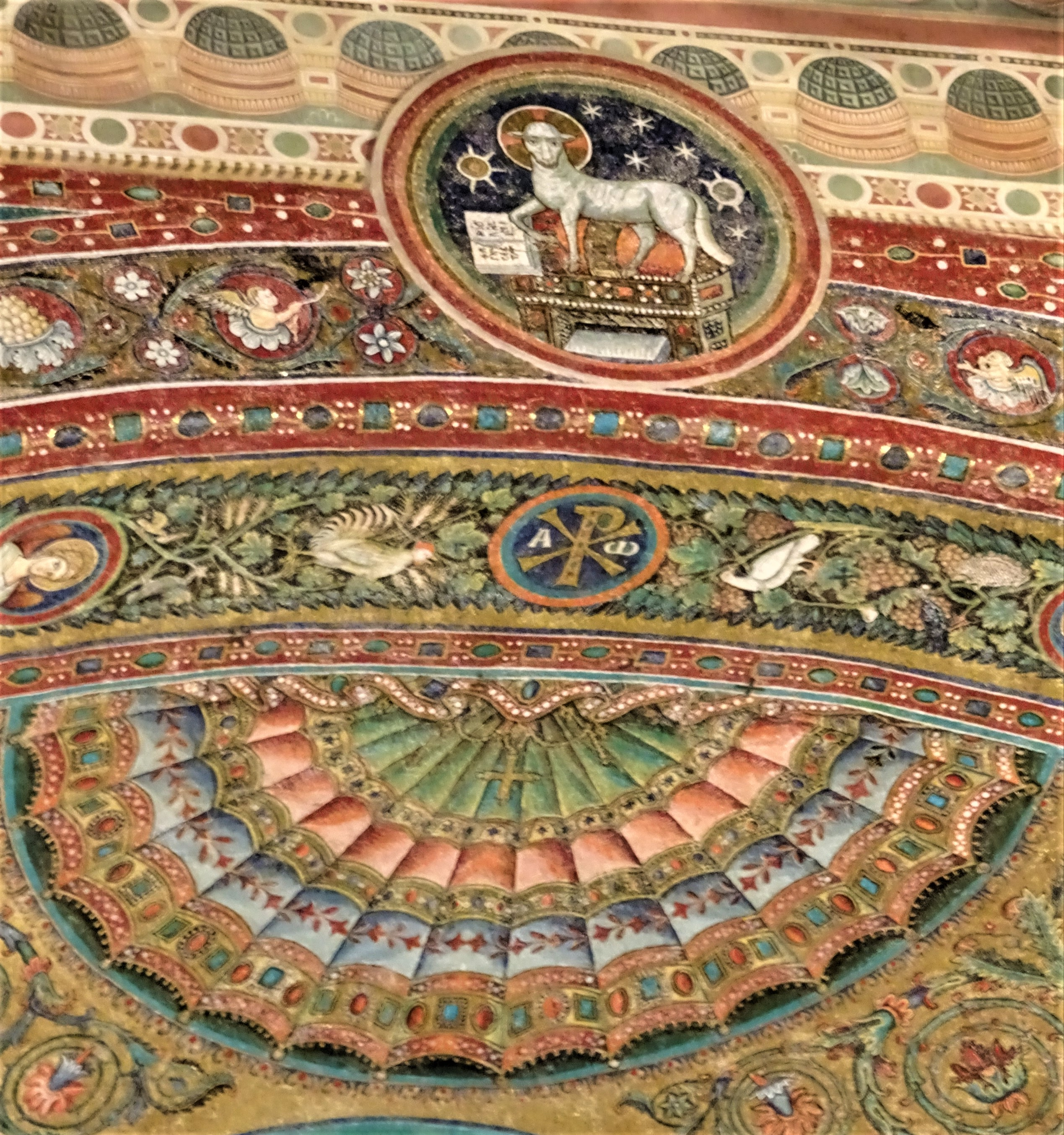
Mozaïek in de apsis en op de tweede triomfboog: het Lam Gods en het Paradijs.
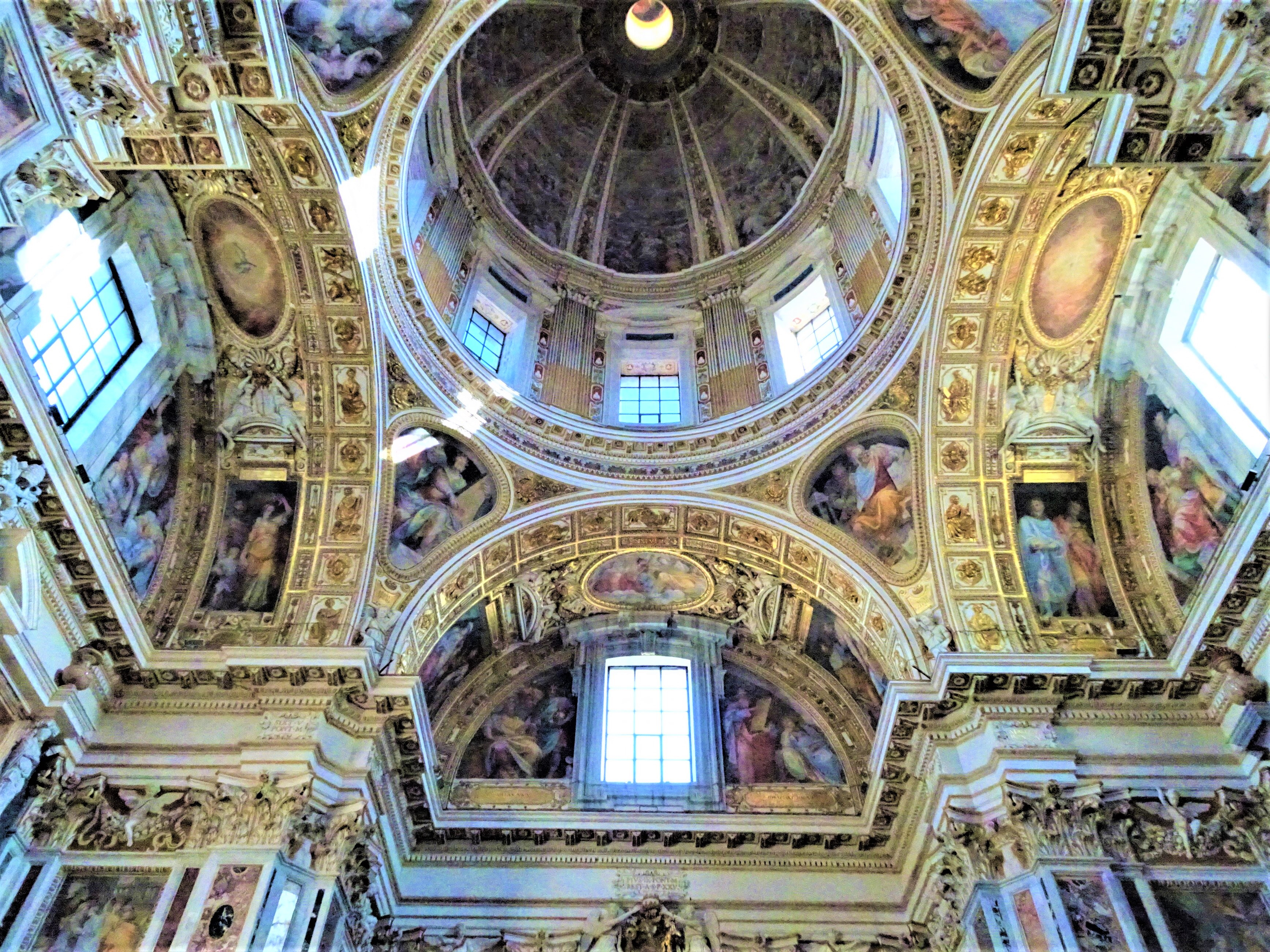
Koepel en gewelf van de kapel van Sixtus V.
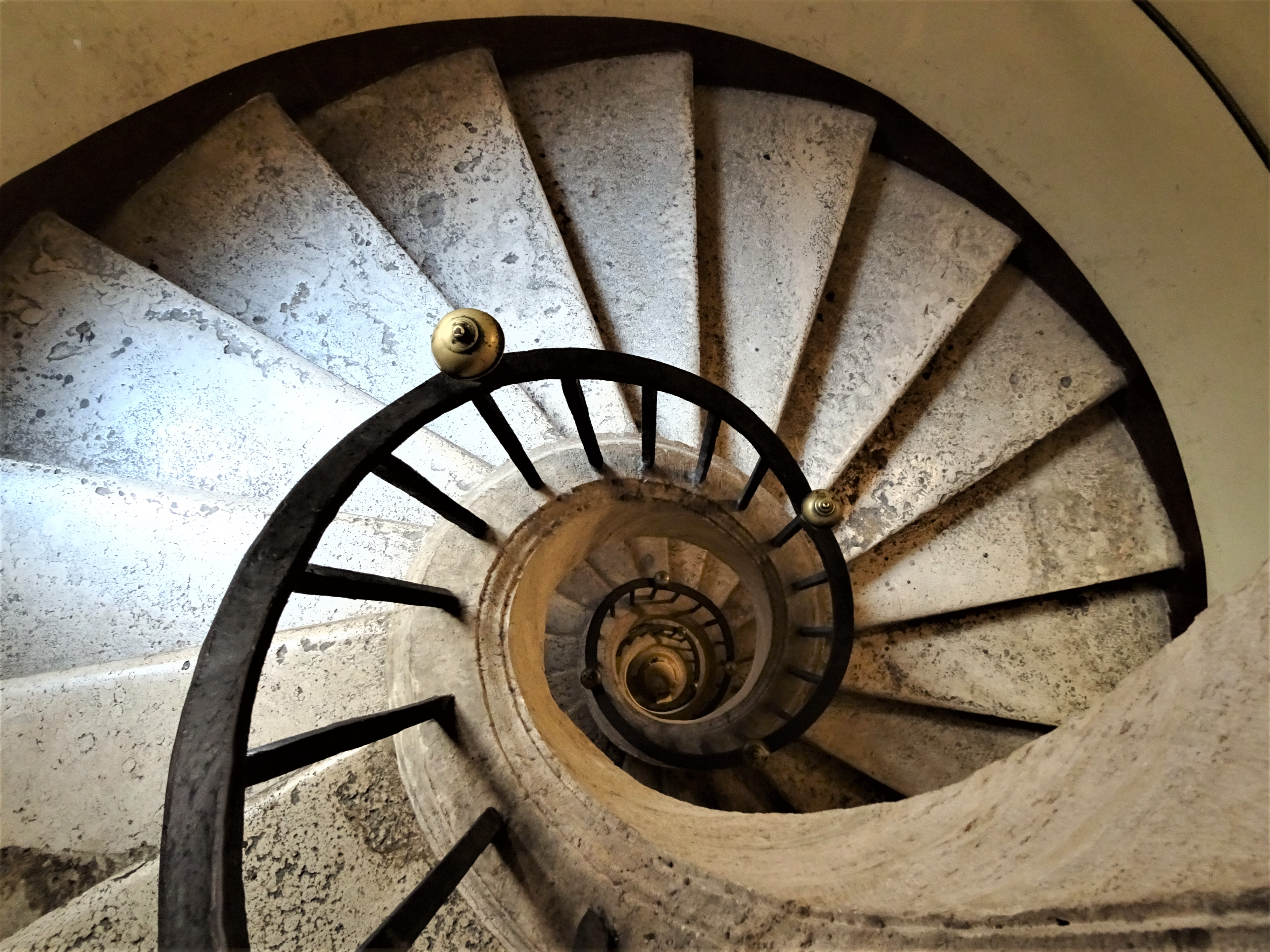
Trap van (Pietro?) Bernini in de pauselijke appartementen van Paulus V.
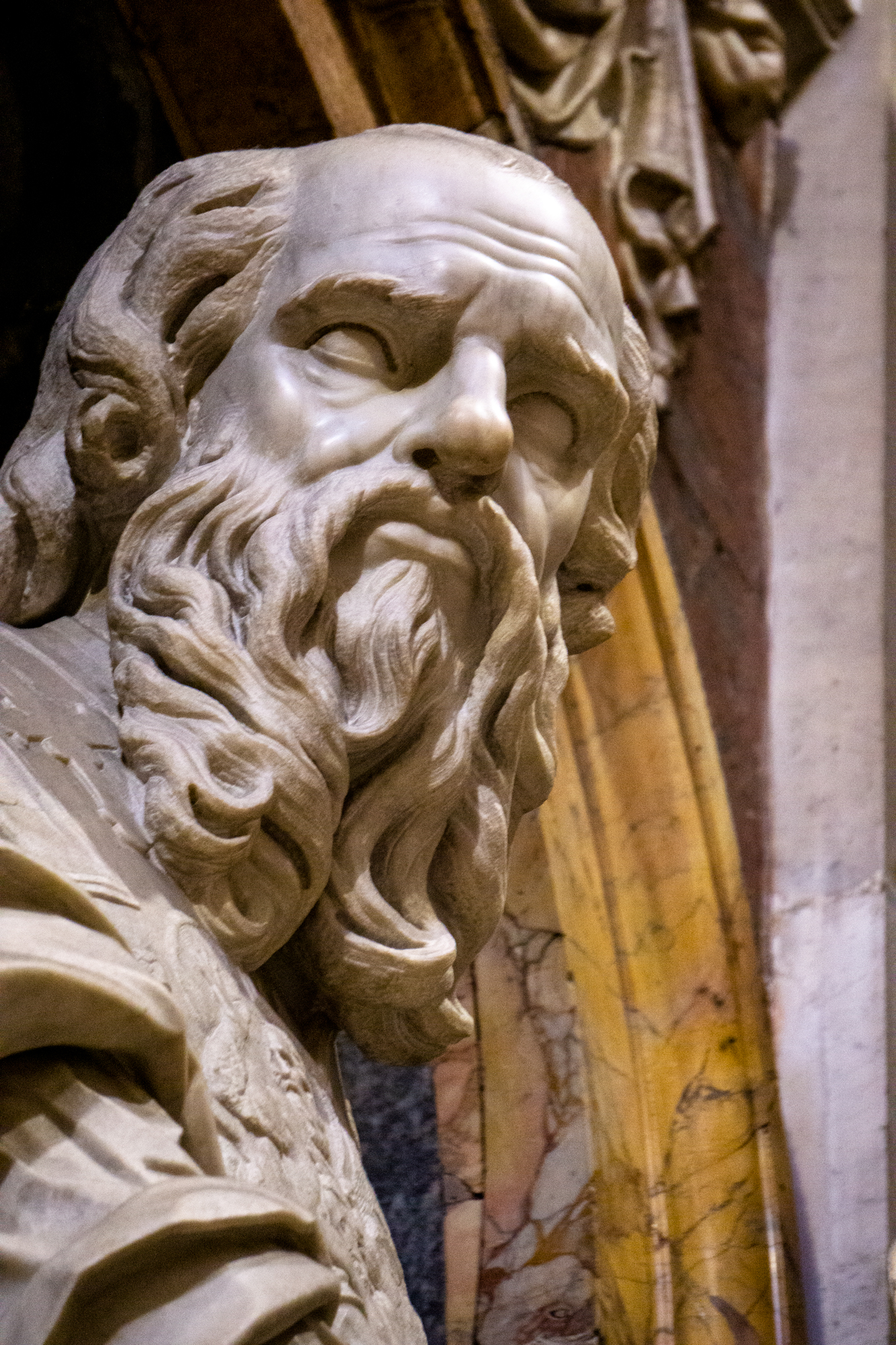
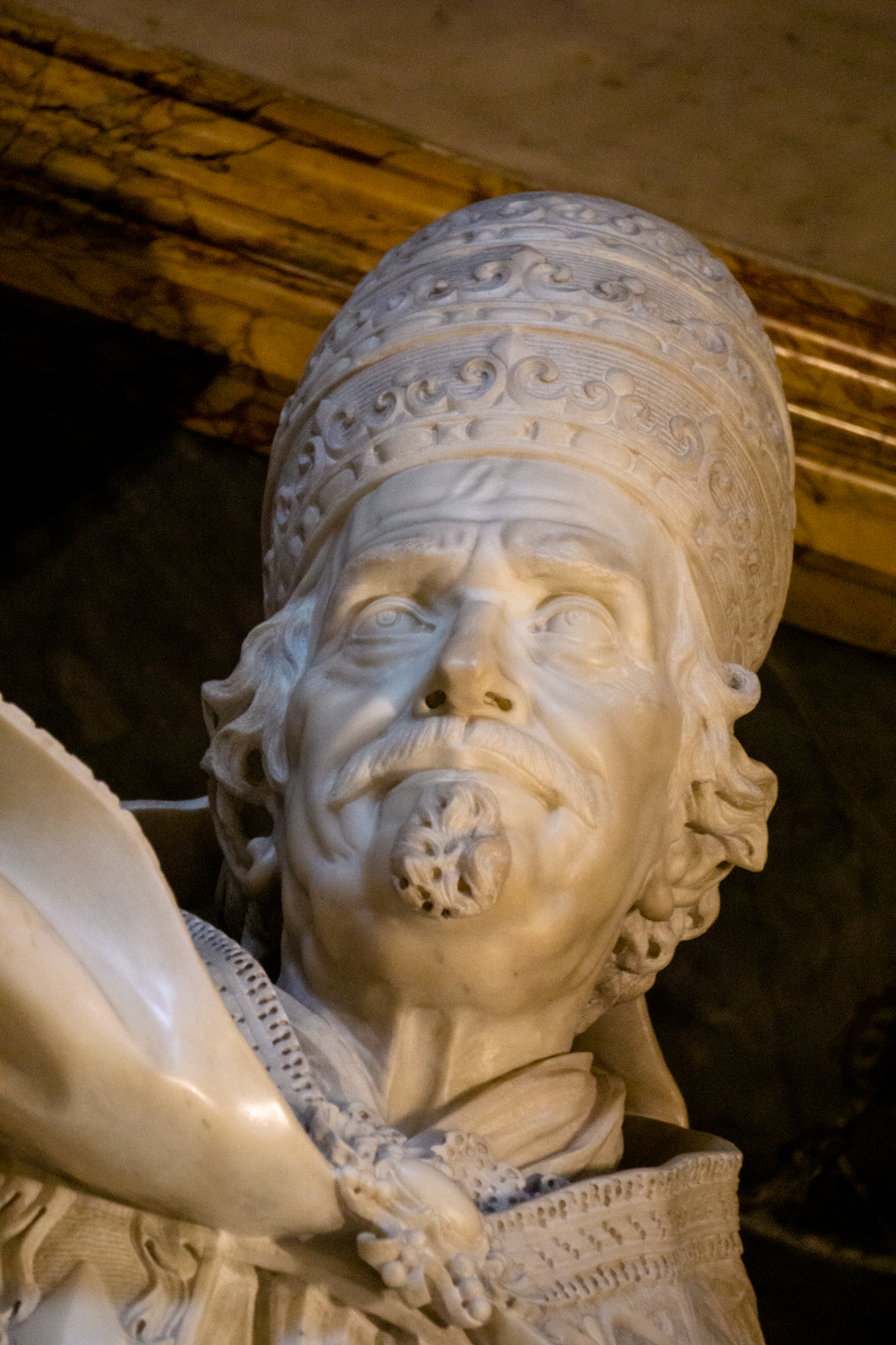
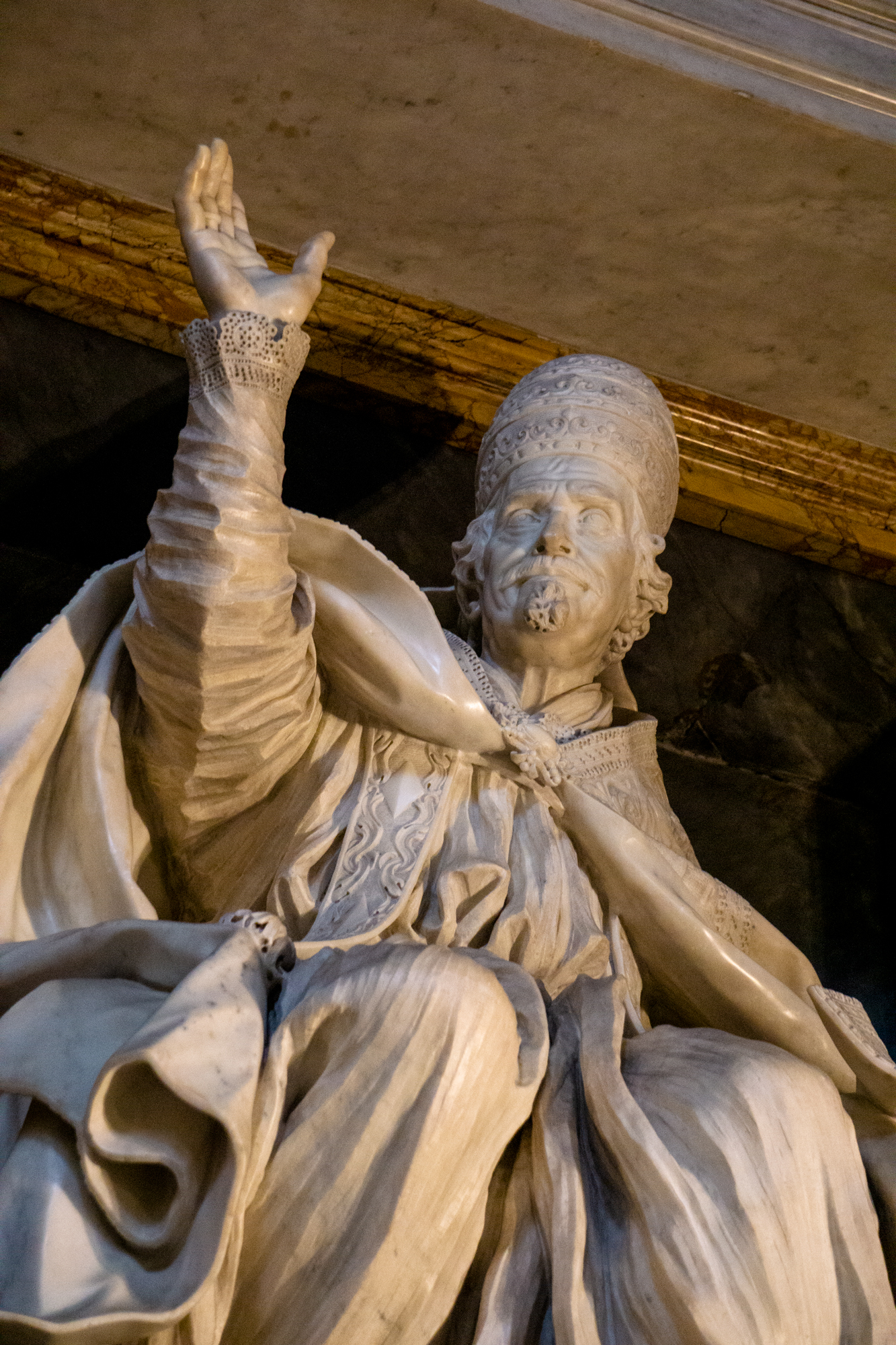
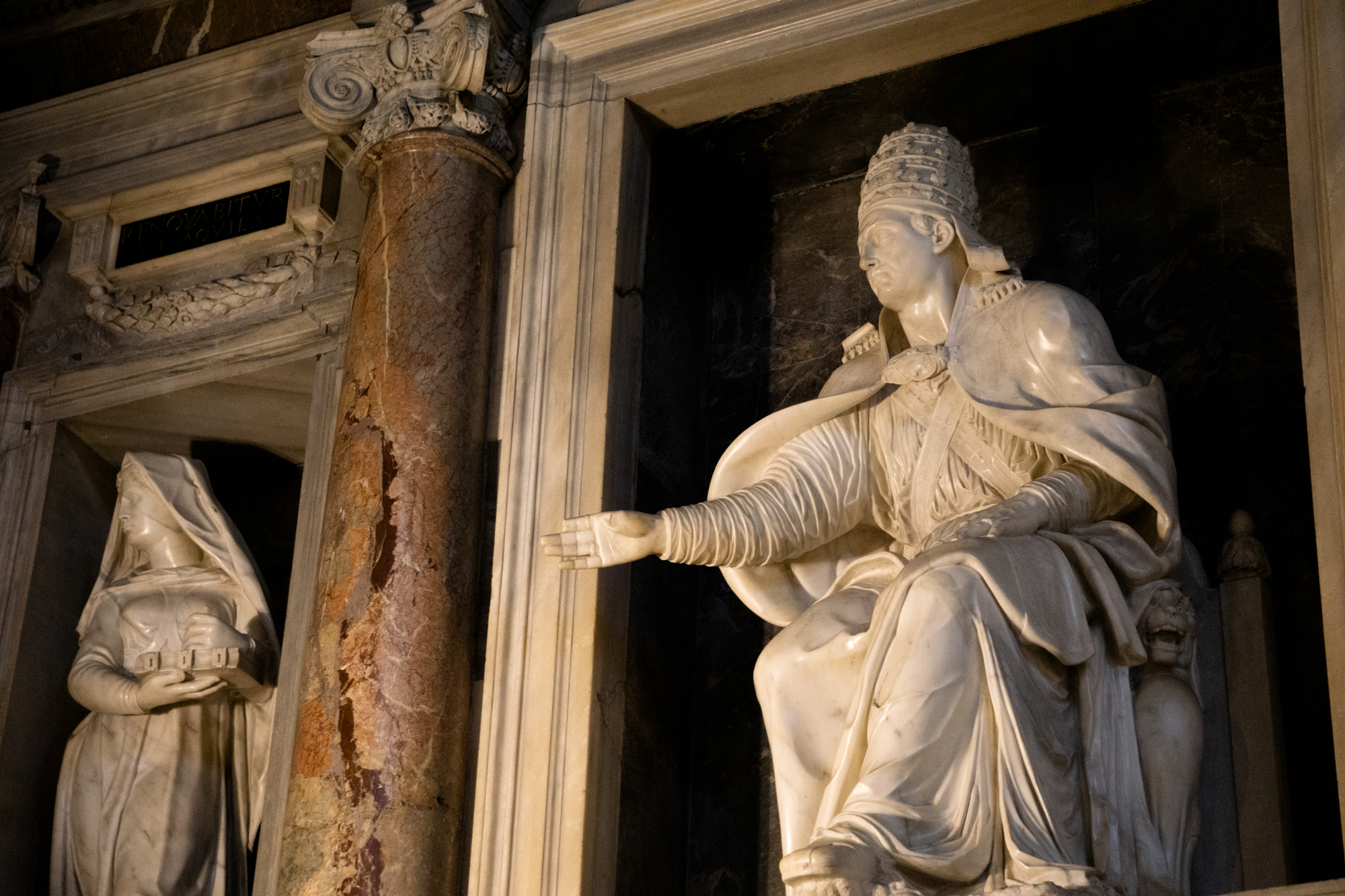
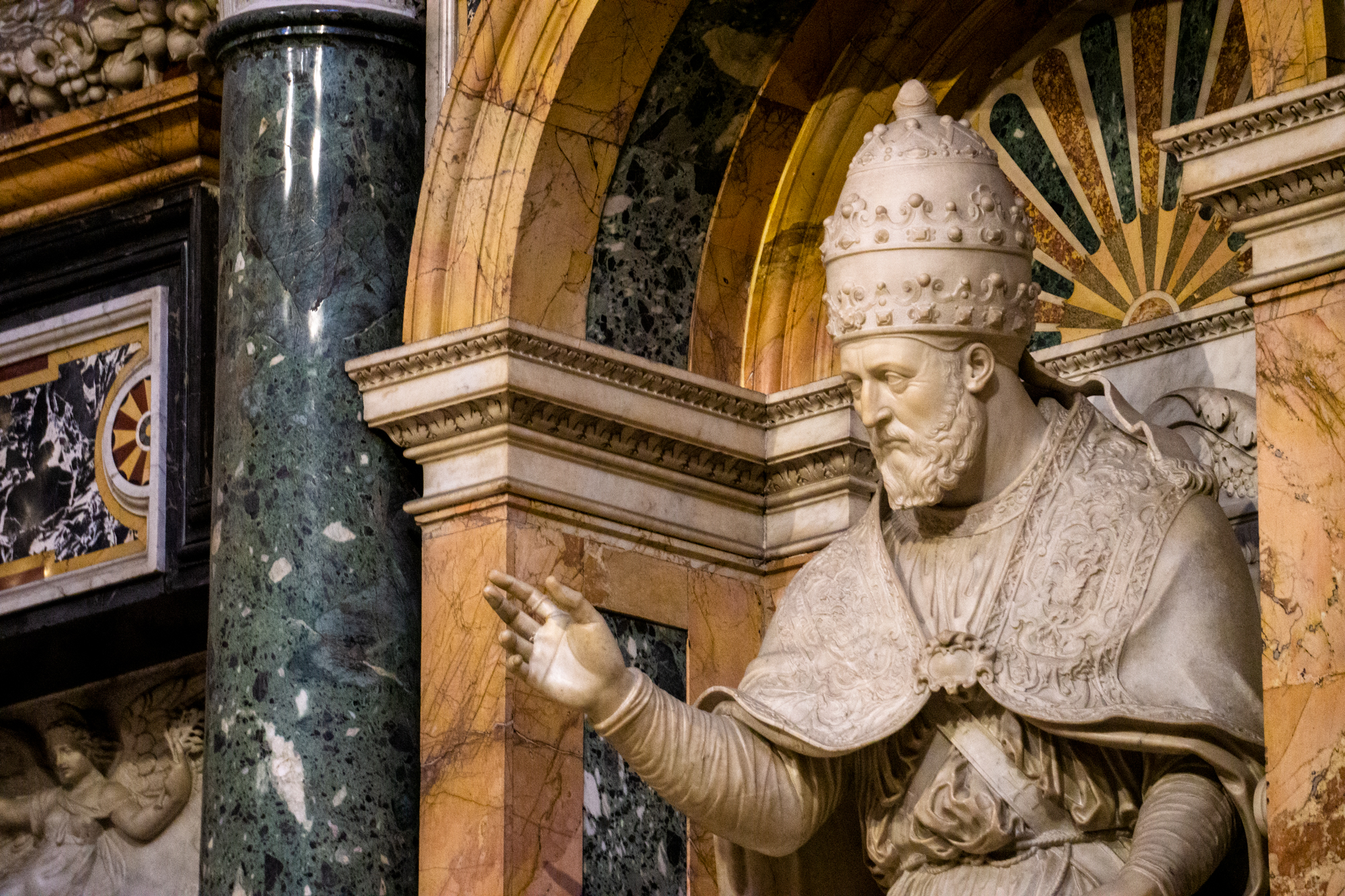
Graftombe van Paus Clemens VIII
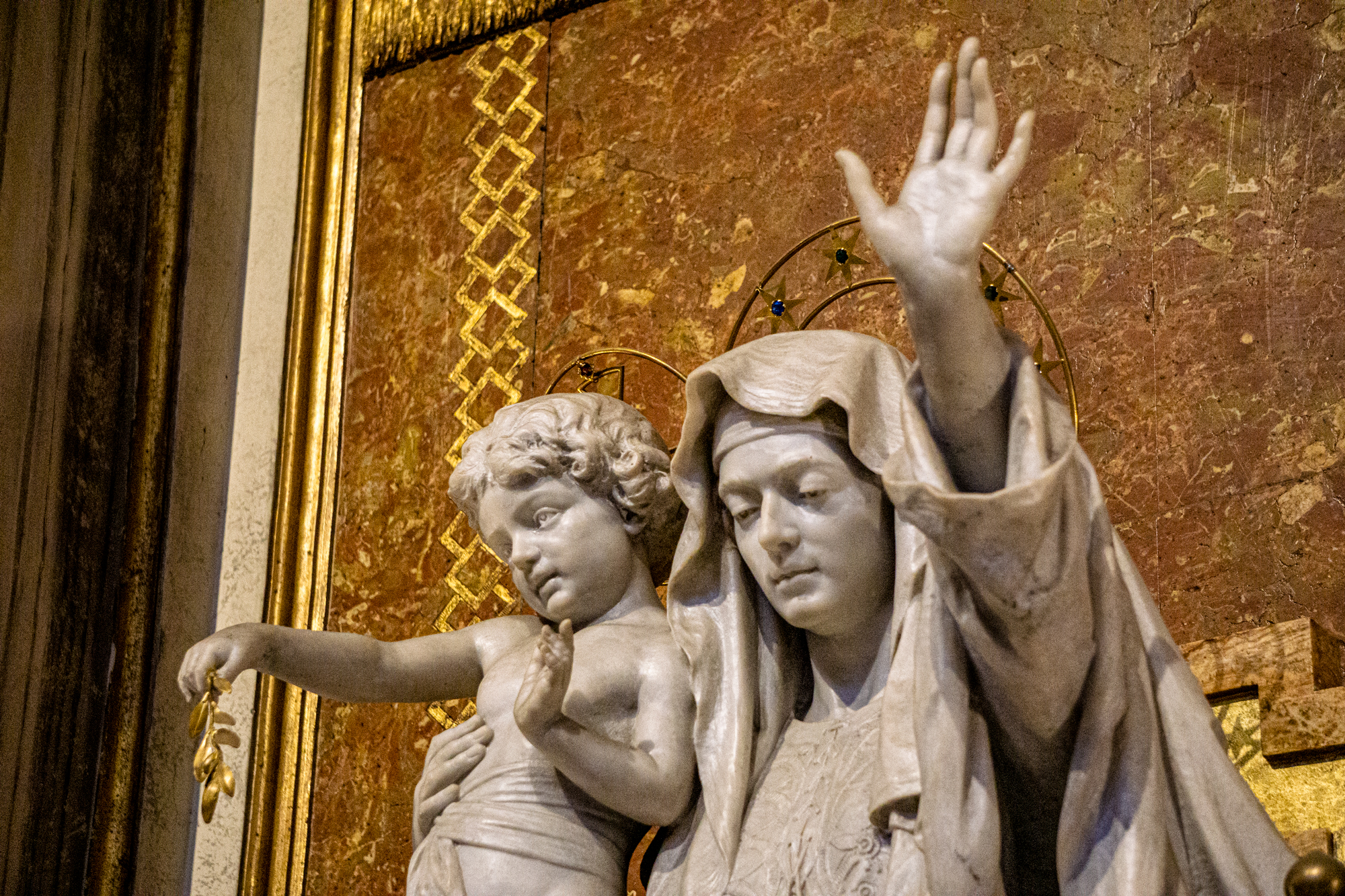
Ave Regina Pacis
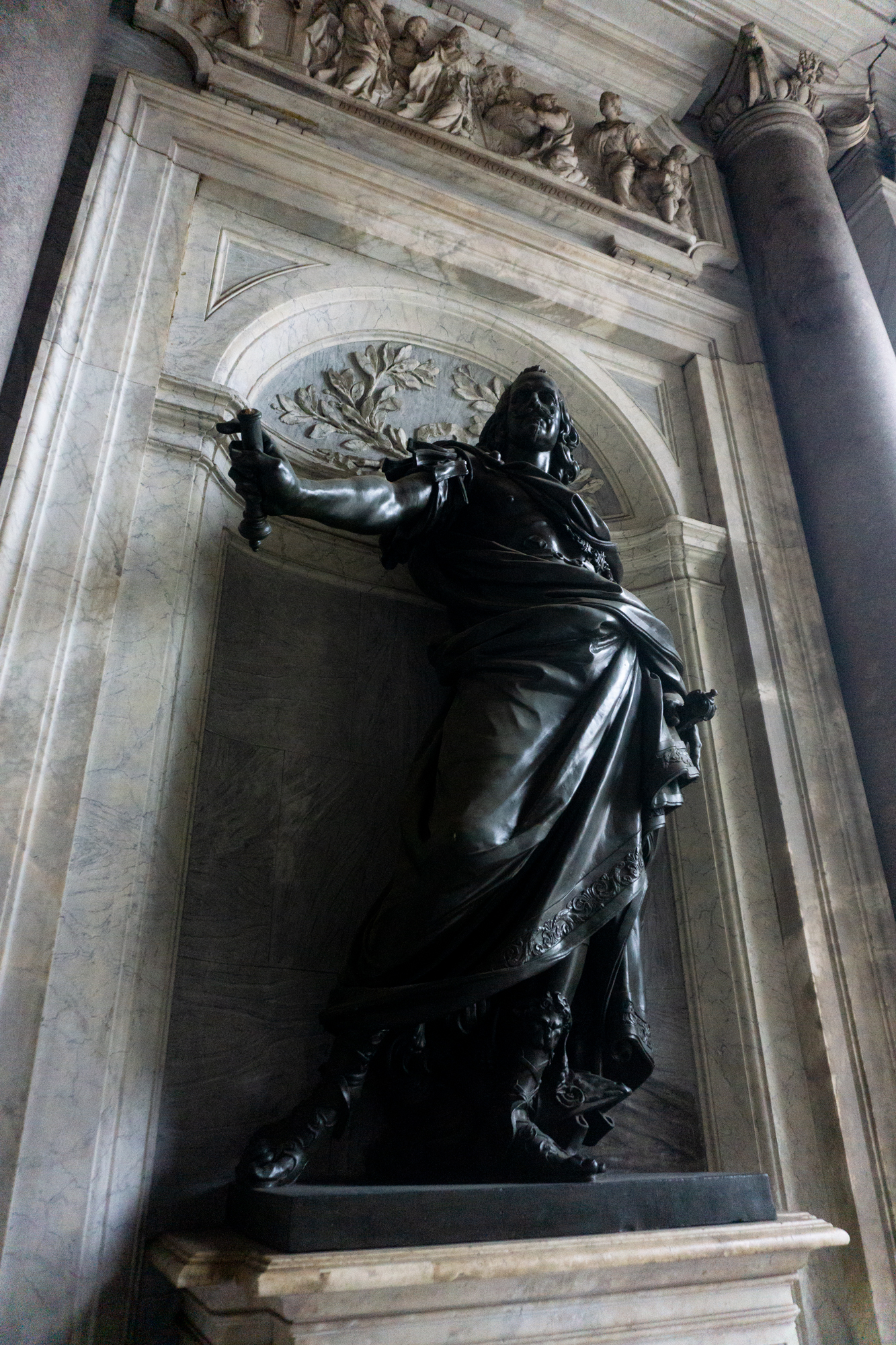
Standbeeld van Filips IV van Spanje
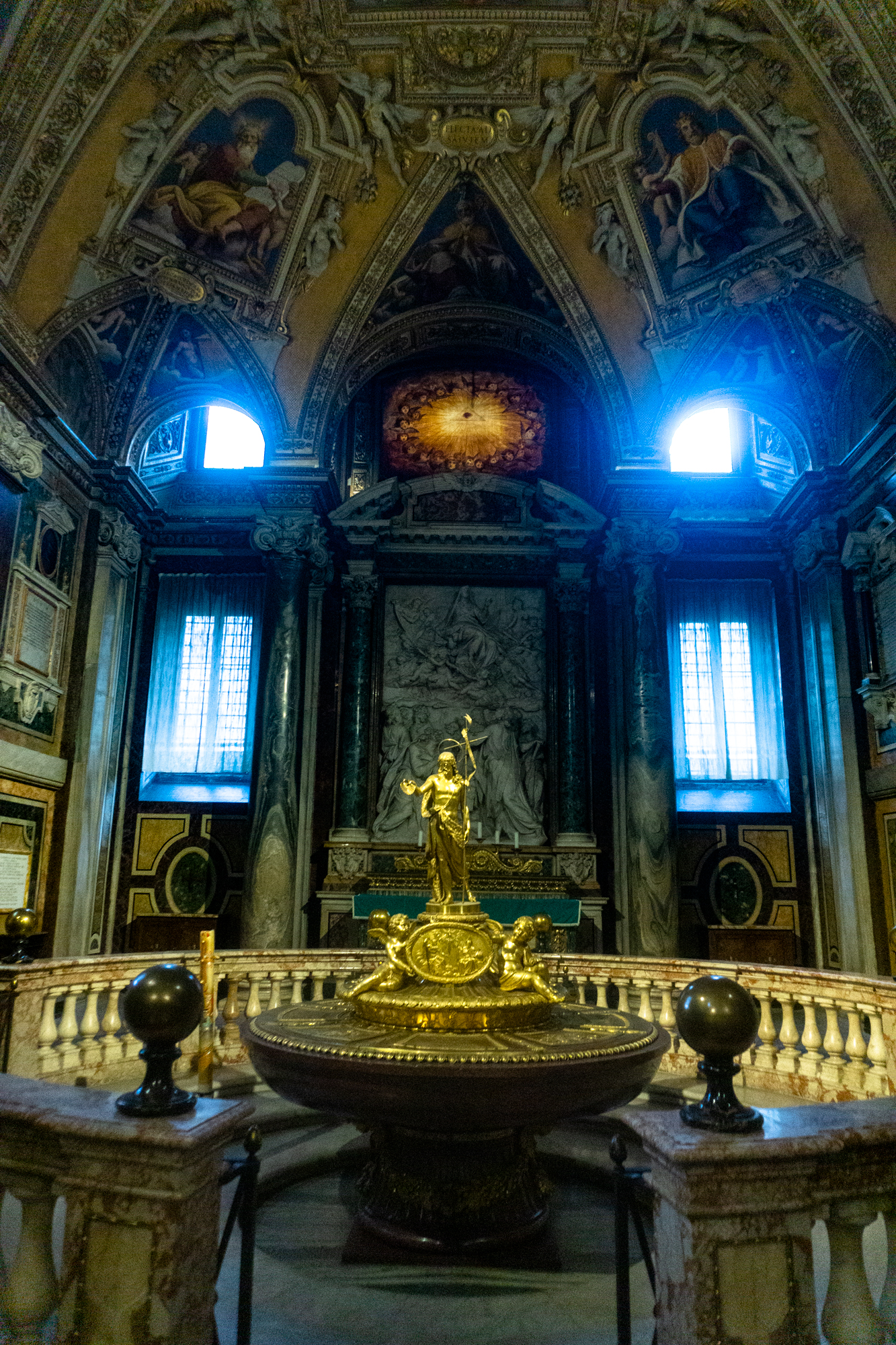
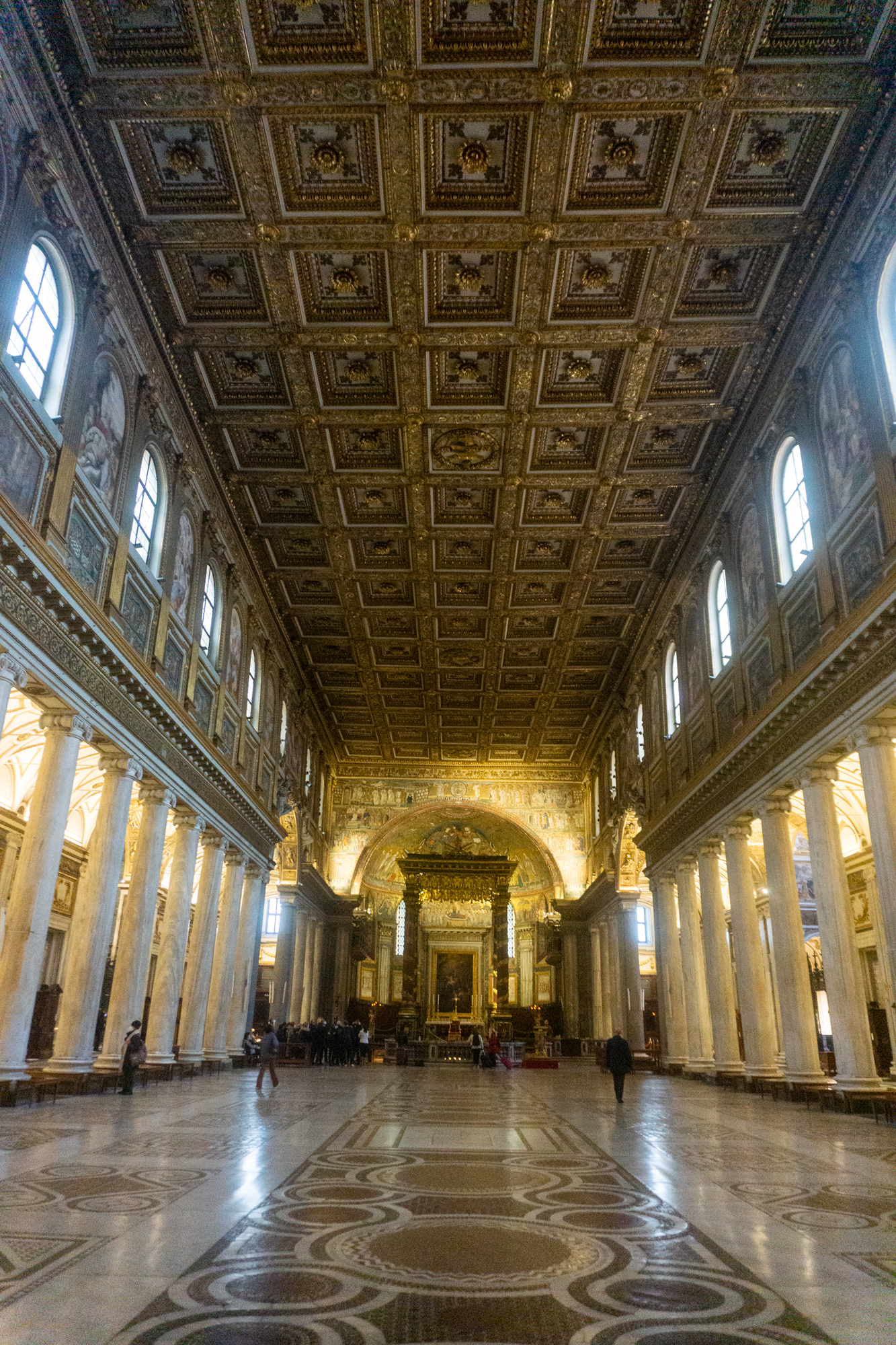

| Heilige Stoel                            | Heilige Stoel | Heilige Stoel | Heilige Stoel |
| ---------------------------------------- | ------------- | --- | --- |
| Territoria in bezit van de Heilige Stoel |               | | |
| Eigendommen                              | In Rome       | Basilica major | Sint-Pietersbasiliek · Sint-Jan van Lateranen · Basiliek van Santa Maria Maggiore · Sint-Paulus buiten de Muren |
| Eigendommen                              | In Rome       | Lateraans Paleis (Pauselijke Lateraanse Universiteit · Heilige Trap) · Paleis van Sint-Callixtus · Janiculum (Pauselijke Urbaniana Universiteit · Pontificio collegio americano del Nord · Ospedale Pediatrico Bambino Gesù)· Propaganda Fide-paleis · Sant'Offizio · Paleis van de Congregatie van de Oriëntaalse Kerk · Vicariato-paleis · Gregoriaanse Universiteiten · Pauselijk Bijbelinstituut · | |
| Eigendommen                              | In Rome       | Extraterritoriaal | Paleis van de 12 Heilige Apostelen · San Carlo ai Catinari · Archeologisch Instituut · Collegio Bellarmino · Oriëntaals Instituut · Lombardisch College · Russisch College · Sant'Apollinare alle Terme Neroniane-Alessandrine · De vertrekken onder de Santi Giovanni e Paolo (Rome) |
| Eigendommen                              | Buiten Rome   | Castel Gandolfo · Zomergebouw van het Pontificio Collegio Urbano de Propaganda Fide · De antenne van Radio Vaticaan in Santa Maria di Galeria | Castel Gandolfo · Zomergebouw van het Pontificio Collegio Urbano de Propaganda Fide · De antenne van Radio Vaticaan in Santa Maria di Galeria |
| Eigendommen                              | Buiten Rome   | Extraterritoriaal | Basiliek van het Heilige Huis - Sint-Franciscusbasiliek (Assisi) - Basilica di Sant'Antonio |

Sant'Agnese fuori le mura · 
Sant'Agnese in Agone · 
Sant'Agostino · 
Sant'Alberto Magno · 
Basilica di Santa Anastasia · 
Sant'Andrea al Quirinale · 
Sant'Andrea delle Fratte · 
Sant'Andrea della Valle · 
Sant'Andrea in Via Flaminia · 
Sant'Angela Merici · 
Santi Angeli Custodi a Città Giardino · 
Sant'Anselmo all'Aventino · 
Sant'Antonio da Padova all'Esquilino · 
Sant'Antonio da Padova in Via Tuscolana · 
Sant’Antonio di Padova a Circonvallazione Appia · 
Sant'Antonio in Campo Marzio · 
Sant'Apollinare alle Terme Neroniane-Alessandrine · 
Sant'Atanasio · 
Sant'Atanasio a Via Tiburtina · 
Santi Aquila e Priscilla · 
Santa Balbina · 
San Bernardo alle Terme · 
Santi Bonifacio e Alessio · 
San Callisto · 
San Camillo de Lellis · 
San Carlo ai Catinari · 
San Carlo al Corso · 
Basiliek van Santa Cecilia in Trastevere · 
San Cesareo in Palatio · 
Santa Chiara a Vigna Clara · 
San Clemente · 
San Corbiniano · 
Santi Cosma e Damiano in Via Sacra · 
San Crisogono · 
Santa Croce in Gerusalemme · 
Santa Croce in Via Flaminia · 
Sacro Cuore di Cristo Re · 
Sacro Cuore di Gesù · 
Sacro Cuore di Gesù agonizzante a Vitinia · 
Dio Padre Misericordioso · 
Santi XII Apostoli · 
San Domenico di Guzman · 
Santi Domenico e Sisto · 
Sant'Elena fuori Porta Prenestina · 
Sant'Eligio dei Ferrari · 
Sant'Emerenziana a Tor Fiorenza · 
Sant'Eugenio · 
Sant'Eusebio · 
Santi Fabiano e Venanzio a Villa Fiorelli · 
San Felice da Cantalice a Centocelle · 
Santa Francesca Romana · 
San Francesco a Ripa · 
San Francesco di Paola ai Monti · 
Friezenkerk · 
San Frumenzio ai Prati Fiscali · 
Il Gesù · 
Gesù Divino Lavoratore · 
San Giacomo in Augusta · 
San Gioacchino ai Prati di Castello · 
Santi Gioacchino e Anna al Tuscolano · 
San Giovanni a Porta Latina · 
San Giovanni Bosco in via Tuscolana · 
San Giovanni Crisostomo a Monte Sacro Alto · 
San Giovanni dei Fiorentini · 
Santi Giovanni e Paolo · 
Santi Giovanni Evangelista e Petronio · 
San Giovanni Maria Vianney · 
San Girolamo dei Croati · 
San Giuliano Martire · 
San Giustino · 
Gran Madre di Dio · 
San Gregorio Magno al Celio · 
San Gregorio Magno alla Magliana Nuova · 
San Gregorio VII · 
Sant'Ignazio · 
Sint-Jan van Lateranen · 
Sint-Juliaan-der-Vlamingen · 
San Leonardo da Porto Maurizio · 
San Leone I · 
San Liborio · 
San Lorenzo in Damaso ·  
San Lorenzo in Lucina · 
San Lorenzo in Panisperna · 
San Luca a Via Prenestina · 
San Luigi dei Francesi · 
Santuario della Madonna del Divino Amore · 
Madonna dell'Archetto - 
Santi Marcellino e Pietro · 
San Marcello al Corso · 
San Marco · 
Santa Maria ai Monti · 
Santa Maria Ausiliatrice in Via Tuscolana · 
Santa Maria Consolatrice al Tiburtino · 
Santa Maria degli Angeli e dei Martiri · 
Santa Maria dei Miracoli en Santa Maria in Montesanto · 
Santa Maria dell'Anima · 
Santa Maria della Pace · 
Santa Maria della Salute a Primavalle · 
Santa Maria della Scala · 
Santa Maria della Vittoria · 
Santa Maria delle Grazie a Via Trionfale · 
Santa Maria del Popolo · 
Santa Maria del Suffragio · 
Santa Maria di Monserrato · 
Santa Maria Domenica Mazzarello · 
Santa Maria Goretti · 
Santa Maria Immacolata a Grottarossa · 
Santa Maria in Aquiro · 
Santa Maria in Aracoeli · 
Santa Maria in Campitelli · 
Santa Maria in Cappella · 
Santa Maria in Domnica · 
Santa Maria in Transpontina · 
Santa Maria in Trastevere · 
Santa Maria in Trivio · 
Santa Maria in Vallicella · 
Santa Maria in Via · 
Santa Maria in Via Lata · 
Santa Maria Liberatrice a Monte Testaccio · 
Santa Maria Madre della Providenza a Monte Verde · 
Santa Maria Madre del Redentore a Tor Bella Monaca · 
Basiliek van Santa Maria Maggiore · 
Santa Maria Regina degli Apostoli alla Montagnola · 
Santa Maria Regina Mundi a Torre Spaccata · 
Santa Maria sopra Minerva · 
Santa Beata Maria Vergine Addolorata a piazza Buenos Aires · 
San Martino ai Monti · 
Natività di Nostro Signore Gesù Cristo a Via Gallia · 
Santi Nereo e Achilleo · 
San Nicola in Carcere · 
Santissimo Nome di Maria al Foro Traiano · 
Nostra Signora del Sacro Cuore · 
Ognissanti in Via Appia Nuova · 
Sant'Onofrio · 
Sint-Pancratiusbasiliek · 
Pantheon (Rome) · 
San Patrizio ·
Sint-Anna in Lateranen ·
Sint-Paulus buiten de Muren · 
Sint-Pietersbasiliek · 
Santi Pietro e Paolo a Via Ostiense · 
San Pietro in Montorio · 
San Pietro in Vincoli · 
Santa Prassede · 
Preziosissimo Sangue di Nostro Signore Gesù Cristo · 
Santa Prisca · 
Santa Pudenziana · 
Santi Quattro Coronati · 
Santi Quirico e Giulitta · 
Santissimo Redentore e Sant'Alfonso in Via Merulana · 
Santa Sabina · 
San Salvatore in Lauro · 
Sint-Sebastiaan buiten de Muren · 
San Silvestro in Capite · 
Santi Simone e Giuda Taddeo a Torre Angela · 
Sixtijnse Kapel · 
Santa Sofia a Via Boccea · 
Santa Susanna · 
Tempietto van San Pietro in Montorio · 
Santa Teresa al Corso d’Italia · 
Trinità dei Monti · 
Sant’Ugo · 
Beata Vergine Maria del Monte Carmelo a Mostacciano · 
Basilica di San Vitale